# 에도 막부 말기의 문화

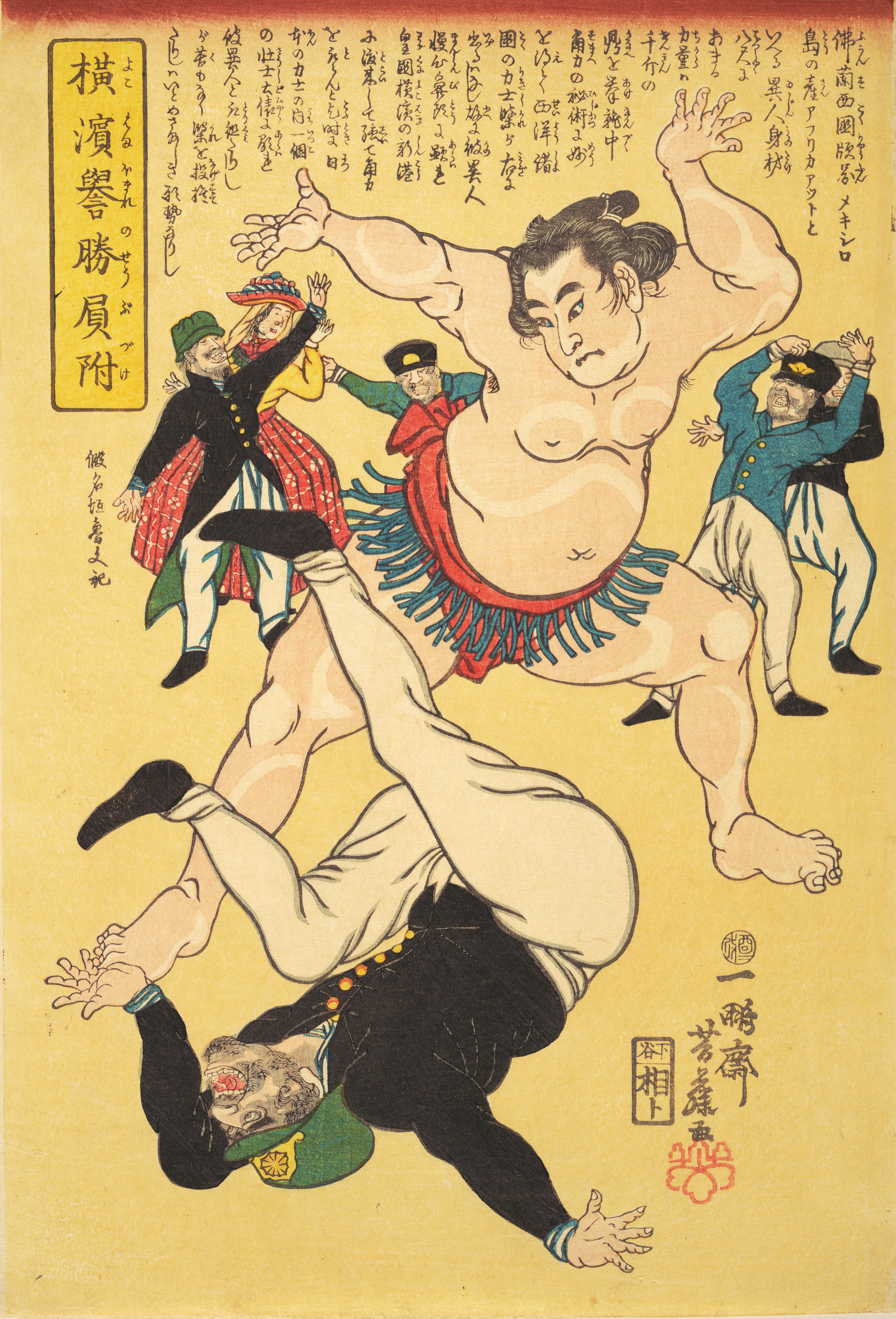
'요코하마 명예의 승부짓기'(横浜誉勝屓附) 그림(1861년)
----
개국 당시의 양이의 분위기가 회화에서도 드러난다.

에도 막부 말기의 문화(幕末期の文化、ばくまつきのぶんか) 또는 일본 개국 시기의 문화(開国期の文化、かいこくきのぶんか)란 에도 막부가 개국을 단행한 1854년 즈음부터 대정봉환에 의해 막부가 무너지고, 메이지 유신을 맞이하는 1868년 즈음까지의 일본의 문화이다. 일본사의 시대 구분에서는 에도 시대 말기에 해당하고, 당시 사용된 연호는 오래된 순으로 가에이·안세이·만엔·분큐·겐지·게이오이다. 본격적으로 서양 문명과의 접촉이 시작되어 그 수용과 대응의 자세가 추궁되는 한편, 정치적 격동의 시대이고, 문화의 상태도 강한 정치성·군사성을 띠고 있다.

## 해외 정보의 획득

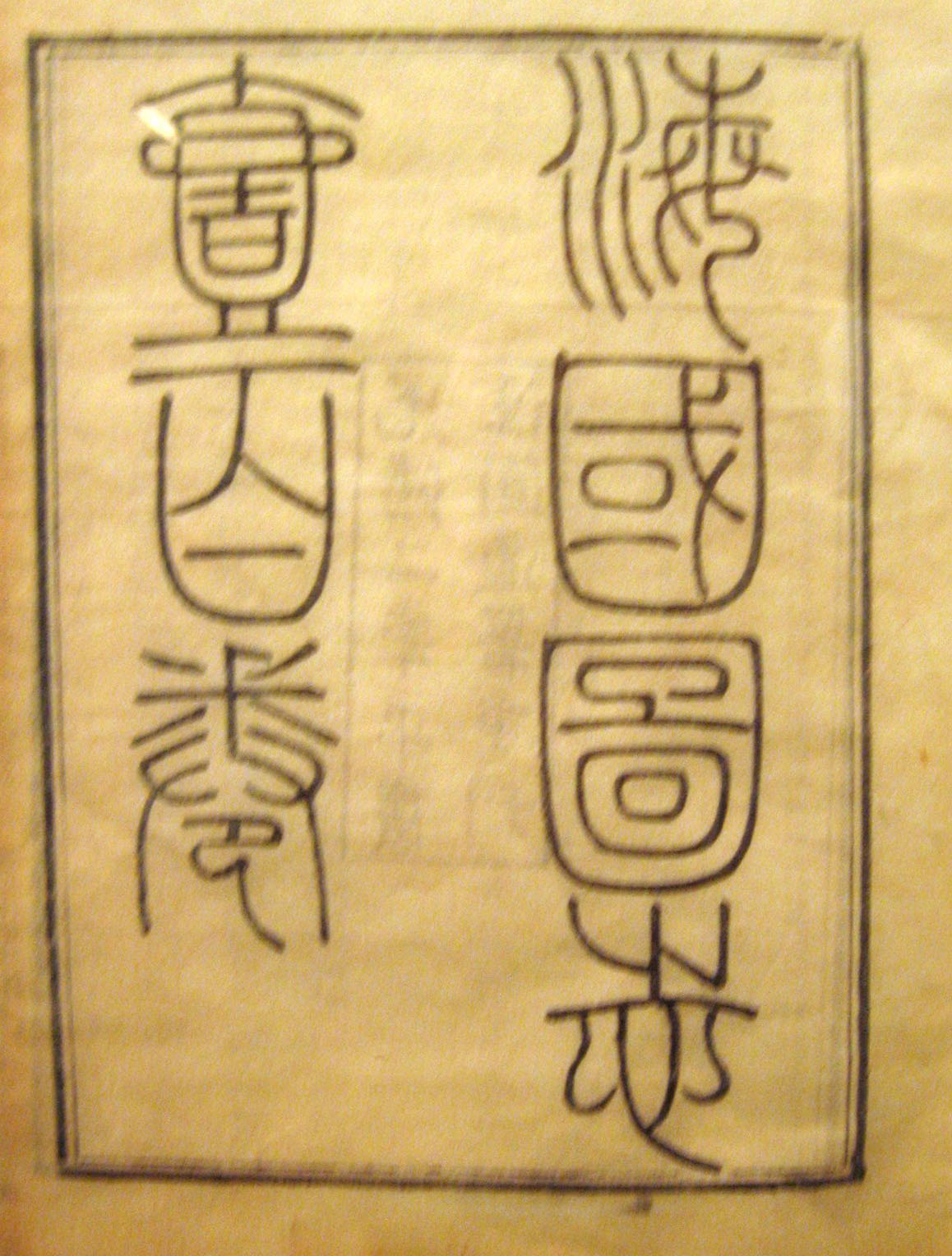
위원의 『해국도지』 표지

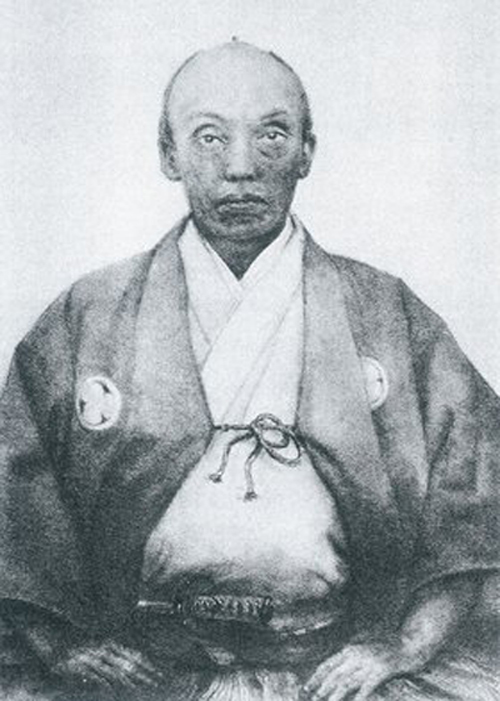
가와지 도시아키라(川路聖謨)

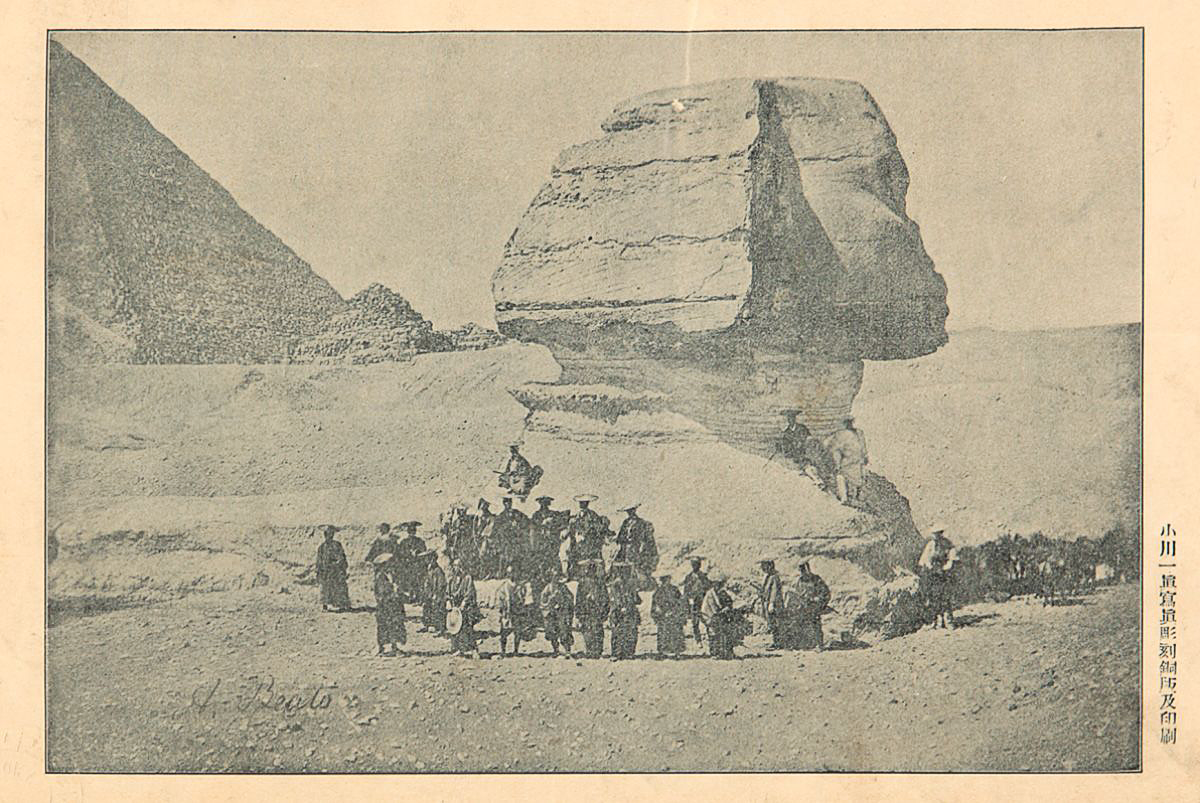
이집트의 스핑크스상 앞에서의 이케다(池田) 사절단(제2회 견구 사절(第2回遣欧使節))
----
펠리체 베아토 촬영

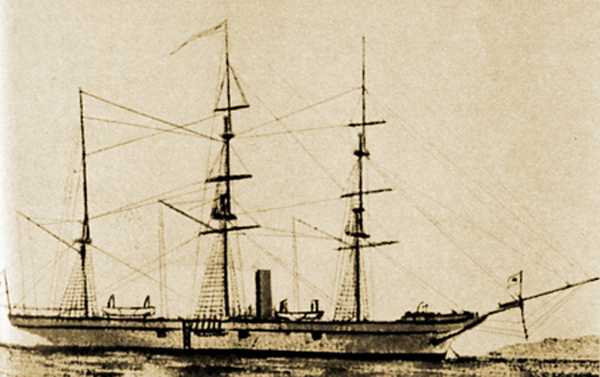
간린마루(항해장은 오노 도모고로(小野友五郎))라고 전해지는 사진
----
네덜란드에서 제조된 군함으로 구 명칭은 '야판(Japan) 호'이다. 나가사키 해군 전습소의 연습함이었다.

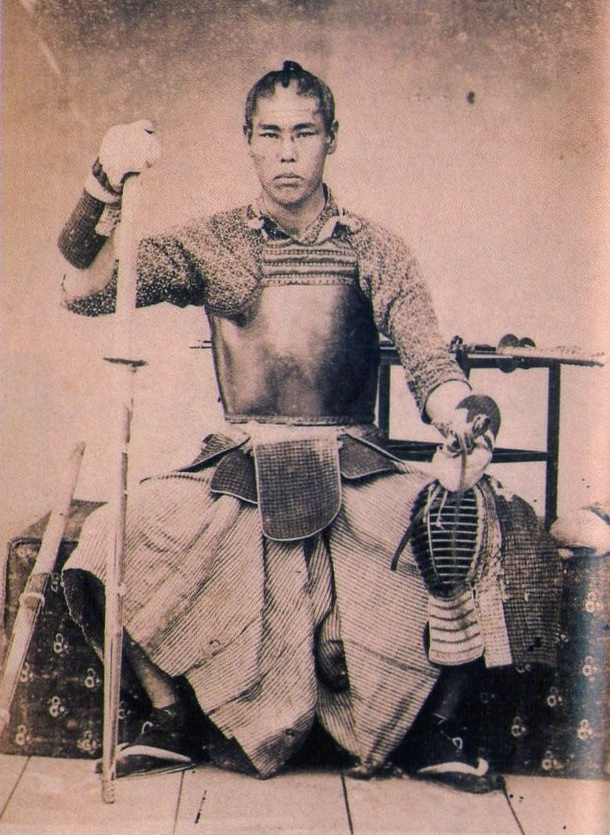
다카스기 신사쿠

제1차 아편 전쟁의 대국 청나라의 패배, 페리 원정에 의한 '쇄국에서 개국으로'라는 에도 막부의 정책 전환에 따른 동아시아를 둘러싼 '서세동점(西勢東漸)'의 정세가 차차 확실하게 되고, 이에 위기감을 느낀 지식인들은 다퉈 해외 정보의 획득을 노렸다.
종래의 해외 정보로는 나가사키의 네덜란드인(데지마 상관장)에 의한 네덜란드 풍설서(オランダ風説書), 청나라 사람에 의한 당인 풍설서(唐人風説書)가 있었으나, 둘 다 막부 수뇌의 독점으로 이루어졌고, 외에는 니시카와 조켄(西川如見)의 『화이통상고』(華夷通商考), 아라이 하쿠세키의 『서양기문』, 『채람이언』, 구도 헤이스케(工藤平助)의 『붉은 에조 풍설고』(赤蝦夷風説考), 가쓰라가와 호슈(桂川甫周)의 『북사문략』(北槎聞略), 오쓰키 겐타쿠(大槻玄沢)의 『환해이문』(環海異聞) 등의 서적이 있었으나, 체계적인 지식을 저술한 것은 적었고, 또 독자도 극히 한정돼있었다.
한문 서적으로는 1843년(도광 23년), 사대부 출신 위원이 저술한 『해국도지』가 장쑤성 양저우시에서 간행되었다. 『해국도지』는 제1차 아편 전쟁 후, 신장 위구르 자치구의 이리로 좌천된 흠차대신 임칙서가 위원에게 맡긴 지리서 『사주지』(四洲志)(영국인 휴 머레이(Hugh Murray)의 『지리백과전서』(The Encyclopedia of Geography)의 한역본)을 토대로 저술한 만국 지리서·세계 정보서로, 편집에 관해서는 역대 지리역사서, 명대 이후의 서양 지지서, 지도 등 수많은 자료가 참조됐고, 위원 자신의 견식에 따라 저술됐다. 당초는 50권이었으나 1847년(도광 27년)에는 60권, 1852년(함풍 2년)에는 100권으로 증보됐다. 위원은 이 중에서 '오랑캐의 장기를 스승으로 삼아 오랑캐를 제압한다'라고 서술했고, 서양의 선진 기술을 배우는 것으로 그 침략에서 자신을 지킨다는 간행 목적을 드러내고 있으나, 그 위기감과 저술의 취지를 청나라 이상으로 진지하게 받아들인 것은 에도 막부 말기의 일본이었다.
일본의 『해국도지』의 수용은 중국은 물론, 조선에 비해 9년이나 늦은 가에이 4년(1851년)의 일이었으나, 막부의 문고에 비장돼있던 해당 책을 찾아낸 감정봉행 가와지 도시아키라(川路聖謨)가 노중 아베 마사히로에게 이 책의 유용함을 설명했고, 아베도 이에 동의해 다른 노중·가로에 대한 숙독 장려와 번각에 관한 쇼군 허가를 얻었다. 가와지는 즉시 사비를 써 유학자 시오노야 도인(塩谷宕陰), 난학자 미쓰쿠리 겐포(箕作阮甫)에게 교정을 의뢰해 번각·출판했다. 이렇게 해서 『해국도지』가 일단 간행되자 몇 년이 지나지 않아 23종류나 번각이 출판됐고, 일역본도 16종류가 등장했다. 이 일은 정책 담당자인 막각, 사쿠마 쇼잔이나 요시다 쇼인·하시모토 사나이·요코이 쇼난 등 각지의 지식인 뿐만 아니라, 서민에서도 읽고 쓰기가 가능한 사람들 중에는 적지 않게 국제 정세에 관심을 가지는 자가 있었고, 그들에 의해 왕성히 읽혀졌다는 것이 드러난다.
에도 막부는 만엔 원년(1860년), 미일 수호 통상 조약의 비준서 교환을 위해 포우하탄 호(Pawhatan)로 신미 마사오키(新見正興)를 정사(正使), 무라가키 노리마사(村垣範正)를 부사(副使), 오구리 다다마사를 감찰관으로 하는 총 77명의 만엔 원년 미국 파견 사절을 미국에 파견했다. 이 사절에는 프리깃으로 군함봉행 기무라 요시타케(木村喜毅(기무라 가이슈, 木村芥舟))를 사령관으로 하는 간린마루를 함께 탄 사관으로 가쓰 가이슈·오노 도모고로(小野友五郎)를 시작으로 하는 나가사키 해군전습소 관계자를 넣었고, 통역에는 미국 사정을 잘 아는 도사국의 어부 출신 나카하마 만지로(존 만지로)가, 기무라의 종자로 분고국의 나카쓰번 출신 후쿠자와 유키치가 승선했다. 해외 사정은 이렇게 해서 직접 알아오는 것으로 되나, 사절단의 구성을 보면 알 수 있듯 서양과의 본격적인 수호의 개시는 종래의 신분에 얽매이지 않는 실력 본위의 발탁에 따른 것이었다.
막부는 또 분큐 원년(1862년)에는 다케노우치 야스노리(竹内保徳)를 정사, 마쓰다이라 야스히데를 부사로 하는 제1회 견구 사절([분큐 유럽 파견 사절]]) 33명을 파견했다. 이는 유럽으로의 개항·개시 연기 교섭을 위한 사절로, '이정탐색(夷情探索, 오랑캐의 사정을 탐색하다)'의 명령을 받은 고용 의사 겸 번역 담당인 미쓰쿠리 슈헤이(箕作秋坪), 마쓰키 고안(후의 데라시마 무네노리), 통사로 후쿠자와 유키치, 후쿠치 겐이치로(福地源一郎)에 더욱이 막부로부터 시바타 다케나카(柴田剛中), 조슈번으로부터 스기 마고시치로(杉孫七郎) 등이 종자로 추가됐다. 일행은 마르세유부터 파리로 들어가 나폴레옹 3세와 회견을 가졌고, 네덜란드, 프로이센, 러시아, 포르투갈을 역방했다.
분큐 3년(1863년)에는 이케다 나가오키(池田長発)를 정사, 가와즈 스케쿠니(河津祐邦)를 부사, 가와다 히로무(河田煕)를 메쓰케로 하는 제2회 견구 사절(요코하마 쇄항 담판 사절단)을 파견했다. 정사인 이케다는 도항 전은 양이가였지만, 수행원 중 한 명인 하라다 고이치(原田吾一(하라다 이치도, 原田一道))가 그대로 서구에 남고, 유학을 하고 싶다는 뜻의 희망을 받아들였고, 프랑스 정부로부터의 권유도 있었기에 프랑스로의 유학생 파견에 진력하는 것을 약속했으며, 파리에서는 필리프 프란츠 폰 지볼트와 회견해 도불 중의 여러 알선을 의뢰했고, 더욱이 그에 대한 보주를 지불했다. 이케다는 변리공사 파견의 중요성을 인식했고, 유능한 현지인의 고용까지 고려했으며, 더욱이 귀국 후에 요코하마 쇄항의 불가와 부국강병을 논했고, 해외 도항의 해금 건의를 행하는 등, 실제로 서구에 접한 것으로 세계관을 극적으로 변화시켰다. 이케다의 수많은 제언은 종래와 비교해 한층 더 개명적·선진적인 것으로, 이에 '만국공법'으로의 이해가 진전해있었다는 것이 지적된다.
그 후에도 막부는 게이오 원년（1865년)의 견구 사절단(정사: 시바타 다케나카(柴田剛中)), 게이오 2년(1866년)의 견러 사절단(정사: 고이데 히데사네(小出秀実)), 게이오 3년(1867년)의 견미 사절단(정사: 오노 도모고로(小野友五郎)), 같은 해의 견구 사절단(대표: 도쿠가와 아키타케)로 서양에 대해 총 7회의 사절을 보냈다.
중국에 대해서는 대중 무역의 시험선으로 분큐 2년에 센자이마루(千歳丸)를 나가사키에서 출항시켜 감정(勘定) 네다치 스케시치로(根立助七郎) 이하의 막리(幕吏)와 더불어 조슈번의 다카스기 신사쿠, 사가번의 나카무타 구라노스케(中牟田倉之助), 사쓰마번의 고다이 도모아쓰(명목은 하급 선원), 오무라번의 미네 겐조(峰源蔵(미네 겐스케, 峰源助)) 등 여러 번사·나가사키 상인 합계 50명 이상을 상하이시로 보냈다. 다카스기·나카무타·고다이의 3명은 상하이에서 의기 투합해 증기선이나 포대 등을 함께 견학하거나, 무기 상인과 회담하는 등 정보 수집을 위해 노력했다.
이들 외교 사절단(유학생에 대해서는 '#유학생의 파견' 절에서 후술)의 일행에 추가된 사람들은 당시의 발전이 현저한 서양 제국이나 제2차 아편 전쟁 하의 중국의 실정을 견문한 것으로, 귀국 후, 한층 더 생생한 해외 정보를 일본에 가지고 왔고, 일본 식민지화로의 위기감 등을 주위에 전했다. 이렇게 해서 일부는 막부 말기의 정국에 영향을 주었고, 일부는 유신 후의 일본의 근대화에 큰 기여를 하게 되었다.
후쿠자와 유키치는 게이오 2년(1866년)에 『서양사정』(西洋事情) 초편 3권을 간행했고, 막부 말기부터 메이지 원년에 걸쳐 두 편과 외편을 간행했다. 『해국도지』는 그 역할을 마쳤고, 이후 조야를 따지지 않고 '양행'의 시대를 맞이하게 된다.

## 서양 문명의 섭취

### 군사 기술의 섭취

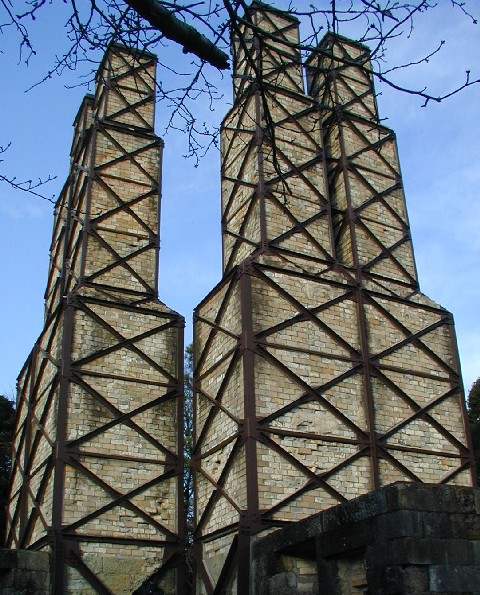
니라야마 반사로(韮山反射炉)(시즈오카현 이즈노쿠니시)

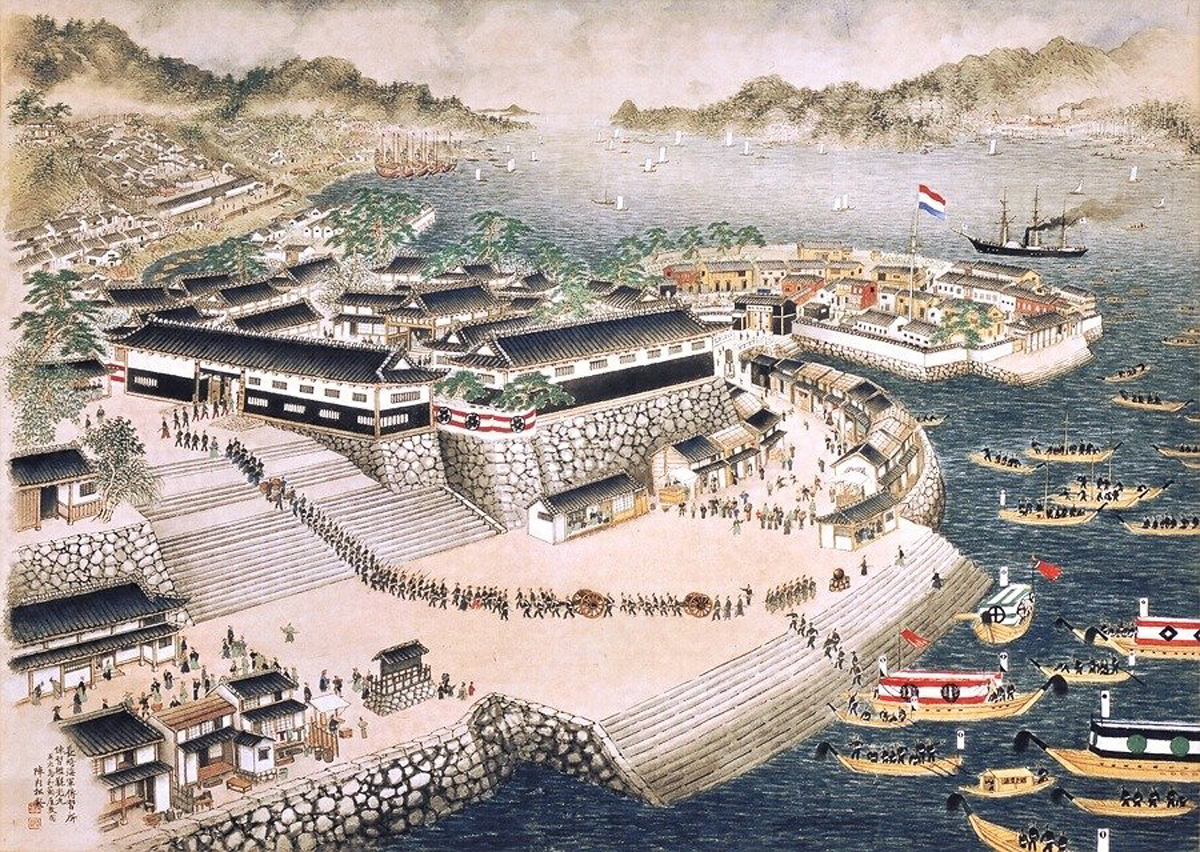
'나가사키 해군전습소 회도'(長崎海軍伝習所絵図) 나베시마 보효회(鍋島報效会) 소장

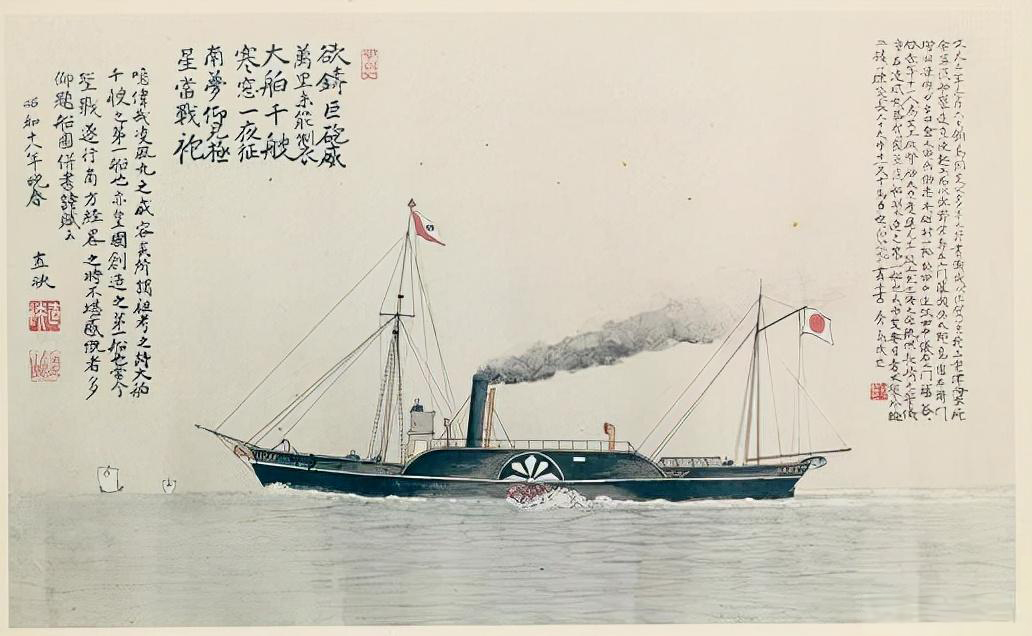
일본산 첫 실용 증기선 '료후마루'(凌風丸)(나베시마 나오미쓰 그림)

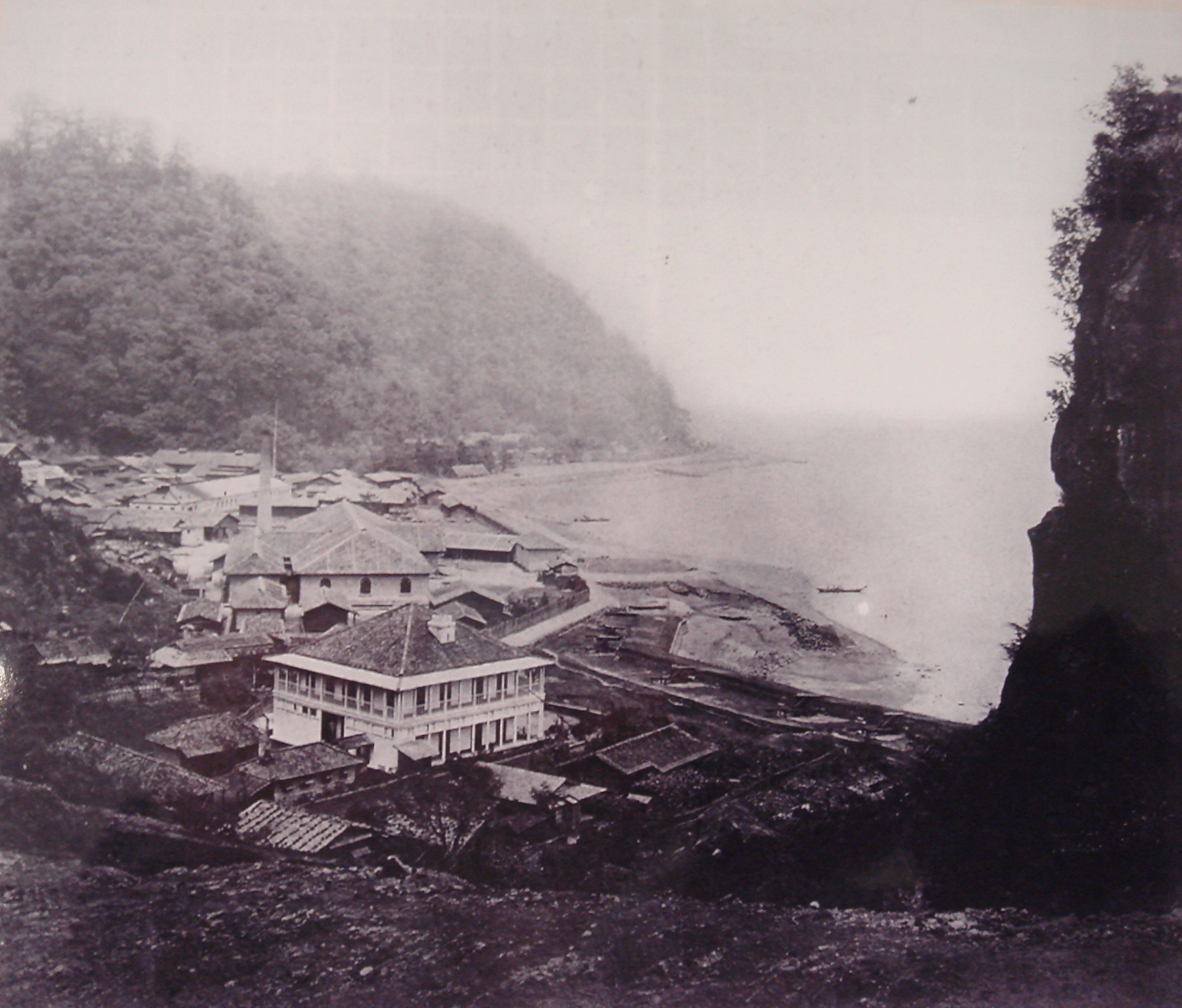
사쓰마의 집성관 사업 관련 건물군(1872년 즈음)

제1차 아편 전쟁 후, 막부나 번은 국가의 방비를 강화할 필요를 느꼈고, 서양의 군사 기술의 섭취에 열중했다. 가에이 3년(1850년)에 사가번의 나베시마 나오마사(간소(閑叟))가 히젠국 사가 쓰이지(築地)에 쓰이지 반사로(築地反射炉), 더불어 가에이 4년에 사쓰마번의 시마즈 나리아키라가 가고시마의 현 센간엔 내에 반사로를 지어 제철을 행했고, 대포의 주조를 시작했다. 가에이 6년(1853년)에는 에도 막부 니라야마 대관인 에가와 히데타쓰(江川英龍)(대대로 에가와 다로자에몬(江川太郎左衛門)을 자처했다)도 니라야마 반사로(韮山反射炉)를 축조했고, 에도 교외 다키노카와촌(滝野川村)에서도 다키노카와 반사로(滝野川反射炉)를 열었으며, 더욱이 미토번(나카미나토 반사로(那珂湊反射炉)), 조슈번(하기 반사로(萩反射炉)), 난부번(하시노 고로(橋野高炉)) 등으로도 퍼졌다.
막부는 또, 가에이 6년에 에가와 히데타쓰의 헌책에 기반해 에도만 시나가와 바다에 다이바(포대)의 건축에 착수했고, 간에이 12년(1635년)의 '대선건조의 금' 이래, 여러 세대의 무가제법도에서 금지해온 대선의 건조를 해금했으며, 여러 번에 해방(海防)의 강화를 명령했다. 이는 막부·번의 해군 창설로 이어지는 규제 완화였다. 안세이 원년(1854년),  에도에 다섯 곳의 강무장(講武場)을 설치했고, 이어서 안세이 3년(1856년)에는 에도 쓰키지에 강무소(講武所)를 설립했으며, 다카시마 슈한(高島秋帆)·시모소네 노부아쓰(下曽根信敦)·오타니 노부토모(男谷信友)·가쓰 가이슈·사카키바라 겐키치(榊原鍵吉)·구보타 스가네(窪田清音)·이바 히데토시(伊庭秀俊)·오무라 마스지로를 사범으로 해 하타모토·고케닌 등의 막신과 그 자제에 대해 서양식 군대 편성 하에 전통적인 무술과 서양 포술을 가르쳤다. 그 즈음에 에가와 히데토시(江川英敏, 히데타쓰의 아들)는 시바 신센자(新銭座(히가시신바시, 東新橋))에 대소포 습련장(大小砲習練場)을 열어 서양 총포의 교육·훈련을 행했다. 안세이 4년(1857년)에는 안세이 2년(1855년) 하코다테 입항의 프랑스선으로부터 교육을 받은 다케다 아야사부로(武田斐三郎)의 설계에 의한 서양식 축성이 시작됐다. ('고료카쿠'. '#건축' 절에서 후술)
안세이 2년(1855년), 막부는 네덜란드의 군주로부터 증기선을 받은 것을 기회로 해군사관 양성을 위한 나가사키 해군전습소를 열었고, 네덜란드의 레이컨(Gerhard Christiaan Coenraad Pels Rijcken), 카텐디케(Willem Johan Cornelis ridder Huijssen van Kattendijke) 등을 교관으로 초대했다. 나가이 나오유키·기무라 요시타케(木村喜毅(기무라 가이슈, 木村芥舟))를 총감으로 가쓰 가이슈·에노모토 다케아키·사와 다로자에몬(澤太郎左衛門)·오카다 세이조(岡田井蔵) 등 막신부터 제번의 번사를 전국에서 모아 군함의 조종 훈련 등 서양식의 해군술을 가르쳤다. 막부 전습생은 제1기 37명, 제2기 12명, 제3기 26명에 달하고, 제번에서는 합계 128명(사쓰마번 16명·사가번 47명·구마모토번 5명·조슈번 15명·후쿠오카번 28명·쓰번 12명·후쿠야마번 4명·가케가와번 1명)이 전습을 받았다. 나가사키 해군전습소에서는 조선이나 의학, 어학 등의 교육도 이루어졌고, 특히 요하네스 폼페에 의한 의학 전습은 물리학과 화학에 기초를 두는 일본의 근대 의학의 시초이다. 해군 전습소에서는 나가사키 양생소(長崎養生所)·나가사키 영어 전습소(長崎英語伝習所)가 파생되었다.
외에도 나가사키 제철소(長崎製鉄所)나 프랑스의 지원으로 요코스카 제철소(横須賀製鉄所) 등도 만들어졌다. 더욱이 나가사키·요코스카의 제철소는 조선소도 겸했고, 메이지 이후는 조선소로 개칭됐다.
더욱이 막부는 막부 해군(幕府海軍)의 창설을 위해 나가사키에 이어 에도에서도 강무소 내에 해군 교육 부문을 설치하기로 했고, 안세이 4년(1857년)에 나가이 나오유키 이하 나가사키 해군전습소의 학생의 일부가 '간코마루'로 에도로 이동했고, 군함교수소(軍艦教授所(군함조련소))를 설치했다. 안세이 6년(1859년), 나가사키 해군전습소가 폐쇄되자 군함조련소는 막부 해군 교육의 중심 시설로 되었고, 당초는 막신의 자제만으로 한정돼있었으나, 만엔 연간에는 제번에서의 학생도 받아들였다. 나가사키 해군 전습소에서는 네덜란드 군사 고문단이 교관을 맡은 것에 반해, 군함조련소에서는 기본적으로 일본인 교관에 의한 교육이 행해졌다. 교수진은 나가사키 해군전습소 졸업생이 중심으로 가쓰 가이슈나 오노 도모고로(小野友五郎)나 아라이 이쿠노스케(荒井郁之助), 히다 하마고로(肥田浜五郎), 사사쿠라 도타로(佐々倉桐太郎) 등이었다. 더욱이 나카하마 만지로도 한때 교수를 맡았다.
진보적인 아베 마사히로를 기반으로 강무소·번서조소·나가사키 해군전습소의 개설이나 시나가와 다이바의 축조에 전력을 들인 것은 이와세 다다나리(岩瀬忠震)였다. 이와세는 안세이 5개국 조약의 모든 교섭을 주도했고, 실제로 저명한 정치인이자 외교관이었다. 러시아 사절 예프피미 푸탸틴이 안세이 도카이 지진에서 디아나호(Diana)를 잃었을 때, 이즈국 헤다촌에서 대선을 축조했으나, 이와세는 이를 조선 기술을 현장에서 습득 가능한 기회라고 봐 막신을 파견했고 또, 제번사가 보는 것도 허가했다. 또, 헤다의 배를 만드는 목수들에게도 조선 기술의 습득을 명령해 '기미사와형'이라는 일본산 배를 만들어냈다.
제번에서도 증기선의 축조가 행해졌다. 사쓰마번은 페리 원정 전인 가에이 4년(1851년)부터 증기기관의 제조를 시험했고, 그 한편 '쇼헤이마루'(昇平丸) 등 서양식 범선의 축조를 진행했으며, 안세이 2년(1855년), 첫 일본산 증기외륜선 '운코마루'(雲行丸)를 준공시켰다. 또, '가라쿠리 기에몬'(からくり儀右衛門)으로 알려진 지쿠고국 구루메시 출신 다나카 히사시게(田中久重)는 가에이 6년(1853년)에 사가번 정련방으로 발탁돼 2년 후, 첫 일본산 증기 기관차·증기선의 모형을 제조했다. 나가사키 해군전습소에서 공부한 다나카는 분큐 원년에 미에쓰 해군소(三重津海軍所)에서 증기선 '덴류마루'(電流丸)의 증기기관 제조 담당으로 되었고, 분큐 2년에는 막부 증기선 '지요다형'(千代田形)의 증기기관을 수선했다. 그리고 분큐 3년(1863년)에는 미에쓰에서 첫 일본산 실용 증기선 '료후마루'(凌風丸)의 축조에 착수했고, 게이오 원년(1865년)에 준공했다.
사쓰마번주 시마즈 나리아키라는 번정 개혁을 진행했고, 인재 등용과 함께 부국강병에 전력을 다했다. 상술한 반사로 뿐만 아니라 일본 첫 용광로를 만들고, 기계·방적·유리·범선 등의 서양식 공장을 건설해 지뢰·수뢰의 제조도 행했다. 이들 공장군은 집성관(集成館)으로 칭해져 가스등의 실험도 행해졌다.
에조치에서도 난학자 다케다 아야사부로와 그 제자들이 성곽 뿐만 아니라 서양식 등대를 축조했다. 하코다테 부교소는 분큐 2년(1862년)부터 1년간 미국인 2명을 고용해 에조치 남부 일대의 광산·지질의 조사를 할당시켰고, 게이오 3년(1867년)부터 그 다음해에 걸쳐 영국인 2명에게 가야누마 탄광(茅沼炭鉱)의 조사·채굴을 위탁했고, 더욱이 하코네 근교 나나에촌에서 모범 농장의 설치를 검토해 이를 프로이센 무역상인 가트너(Gaertner R.)에게 의뢰하는 등 서양 기술의 도입에 집중했다. 이 시기, 하코다테의 일본인은 하코다테에서 거류한 외국인들로부터 빵이나 궐련의 제조법, 사진술, 회화, 의학 등을 배웠다.

### 문교 정책의 전환

#### 막부

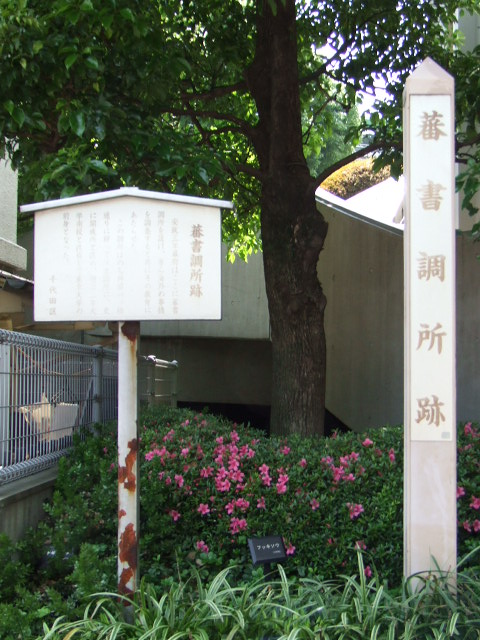
'번서조소터'비
----
안세이 3년 개설 시의 소재지（구단자카시타(九段坂下)）에 건립

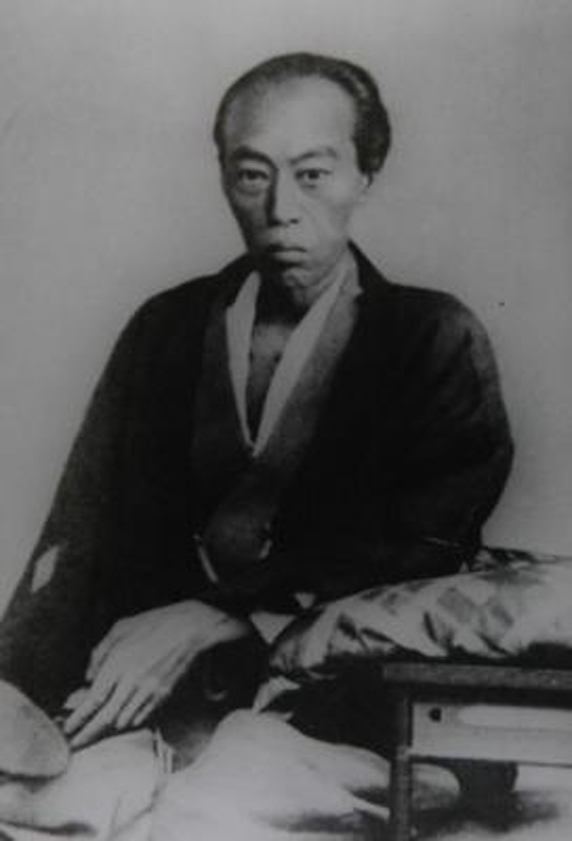
미쓰쿠리 겐포(箕作阮甫)

노중 아베 마사히로 등 막부 수뇌는 미일 화친 조약 체결 후인 안세이 2년(1855년), 분카 년간 천문방 다카하시 가게야스(高橋景保)의 건의로 창설된 만서화해어용을 개조·확충했고, 에도 구단시타에 요가쿠쇼(洋学所)를 열었다. 요가쿠쇼의 대표로 선발된 자는 쇼헤이자카 학문소의 유학자였던 고가 긴이치로(古賀謹一郎)였다. 그러나 요가쿠쇼는 안세이 대지진에서 전부 파괴돼 소실되었기에 아베 마사히로 등은 이를 안세이 3년(1856년)에 번서조소로 재건했다.
번서조소는 외교 문서의 번역, 외국 서적의 번역·출판, 막신 자제의 서양학 교수를 행했고, 당초는 난학 1과였으나 영어·독일어·프랑스어의 교수도 이루어졌고, 어학·정련학·기계학·물산학·수학·회화의 각 학과의 강의를 행했다. 고가 긴이치로(古賀謹一郎)가 대표, 미쓰쿠리 겐포(箕作阮甫)와 스기타 세이케이(杉田成卿)가 교수이고, 교수 조수로 가와모토 고민, 다카바타케 고로(高畠五郎), 마쓰키 고안, 데즈카 리쓰조(手塚律蔵), 도조 에이안(東条英庵), 하라다 게이사쿠(原田敬策, 하라다 이치도/가즈미치(原田一道)), 다지마 슌스케(田島順輔), 무라타 조로쿠(村田蔵六), 기무라 군타로(木村軍太郎), 이치카와 사이구(市川斎宮, 이치카와 가네노리(市川兼恭)), 니시 아마네, 쓰다 마미치(津田真道), 스기타 겐탄(杉田玄端), 무라카미 히데토시(村上英俊), 오노데라 단겐(小野寺丹元)로 이루어져 있었다.
분큐 2년(1862년)에는 양서조소(洋書調所), 분큐 3년(1863년)에는 가이세이조/가이세이쇼(開成所)로 개칭했고, 교원도 증원해 번사나 일반인에게도 개방했으며, 더욱이 내용도 종래 자연과학 분야에 가까워진 서양학을 철학·정치학·경제학·지리학 등의 분야로도 확충했다. 가이세이조의 교관으로는 주석 교수로 페리 원정 시의 미국 대통령 국서를 번역한 미쓰쿠리 겐포가 있고, 니시 아마네, 쓰다 마미치, 가토 히로유키, 간다 다카히라(神田孝平), 야나가와 슌산(柳河春三), 화가인 가와카미 도가이(川上冬崖) 등이 알려져 있다.
막부는 또 만엔 원년(1860년), 천연두 예방을 위해 민간에서 만들어진 에도 오타마가못(お玉ヶ池)의 슈토쇼(種痘所)를 직할로 해 서양 의학의 교육과 연구를 행하는 이가쿠쇼(医学所)로 개칭했다. 더욱이 일본 첫 슈토쇼는 가에이 2년(1849년)에 오토 모니케(Otto Gottlieb Johann Mohnike)에 의해 나가사키에 개설된 것으로 그 뒤 사가 번주 나베시마 나오마사가 에도 재직 번의나 교토의 히노 데이사이(日野鼎哉)에게로 두묘를 보냈고, 각지에 슈토쇼가 설치된 것이다.
가이세이조와 이가쿠쇼는 메이지 유신 이후도 교육 연구 기관으로 중요한 역할을 했고, 학술의 분야에서 일본의 근대화를 지지했다.

#### 사쓰마번
사쓰마번에서도 막부의 양학교(洋学校)와 동명의 '가이세이조'가 있는데 이는 사쓰에이 전쟁의 패배로 압도적인 해군력의 차이를 느낀 것을 계기로 겐지 원년(1864년)에 설치된 교육 기관이었다. 교수 과목으로는 해군·육군의 포술, 전술, 축성 등 군사의 전문 과목, 천문학, 지리학, 측량, 항해, 기계공학, 조선, 물리학, 의학 등의 여러 과학, 영어, 네덜란드어 등이었다. 강사진으로는 영학(英學)자 마에지마 히소카·나카하마 만지로, 난학자 이시카와 가쿠타로(石河確太郎) 등 다른 번의 대가가 다수 초빙되었고, 특이한 점은 해원대의 사와무라 소노조도 수학을 교수했다. 창설에는 이시카와 외에도 오쿠보 도시미치·오오메츠케 마치다 히사나리(町田久成)가 관련돼있었다고 보여진다. 가이세이조의 학생은 70명 정도로, 번교 조사관(造士館)에서 선발된 준재였다. 후에 가이세이 학교의 초대 교장으로 되는 하타케야마 요시나리(畠山義成)도 여기서 배웠다. 사쓰마번은 게이오 원년(1866년)에 영국으로 사절단과 유학생을 파견했으나, 그 사람의 선발에 있어서는 가이세이조 출신자를 중시했다.

### 유학생의 파견
막부·제번은 각각 서양 문화의 수용에 힘썼고, 서양학을 교수·전습하는 기관을 창설했으나, 주로 자연과학 분야나 기술면으로 한정돼있었다. 또, 해외 정보는 책이나 외교 사절로부터도 얻어졌으나 결코 충분하지 않은 것이었으며, 정치·경제·법제·사회제도 등도 포함한 서양 문명의 본격적인 습득은 유학생에 의존하였다.

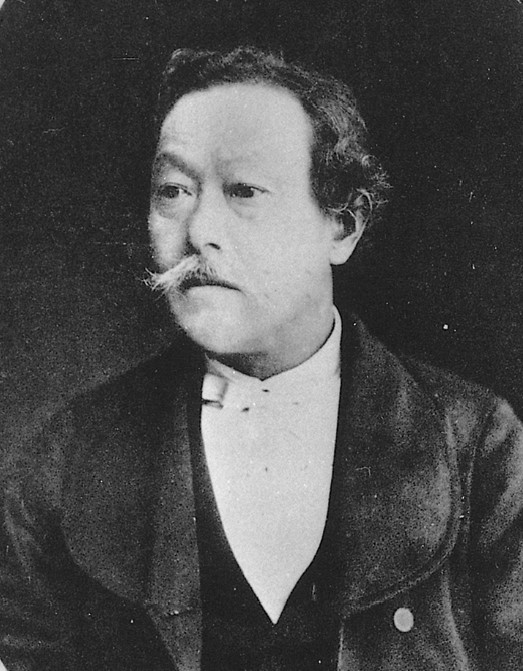
니시 아마네

| 출발 연도별 인수 목록 |  | 막부 | 제번 | 사비 | 합계 |       |
| --------------------- |  | ---- | ---- | ---- | ---- | ----- |
| 분큐 2년(1862년)      |  | 15명 | 0명  | 1명  |      | 16명  |
| 분큐 3년(1863년)      |  | 1명  | 5명  | 0명  |      | 6명   |
| 겐지 원년(1864년)     |  | 3명  | 0명  | 1명  |      | 4명   |
| 게이오 원년（1865년)  |  | 6명  | 21명 | 0명  |      | 27명  |
| 게이오 2년(1866년)    |  | 14명 | 12명 | 2명  |      | 28명  |
| 게이오 3년(1867년)    |  | 18명 | 30명 | 1명  |      | 49명  |
| 합계                  |  | 57명 | 68명 | 5명  |      | 130명 |

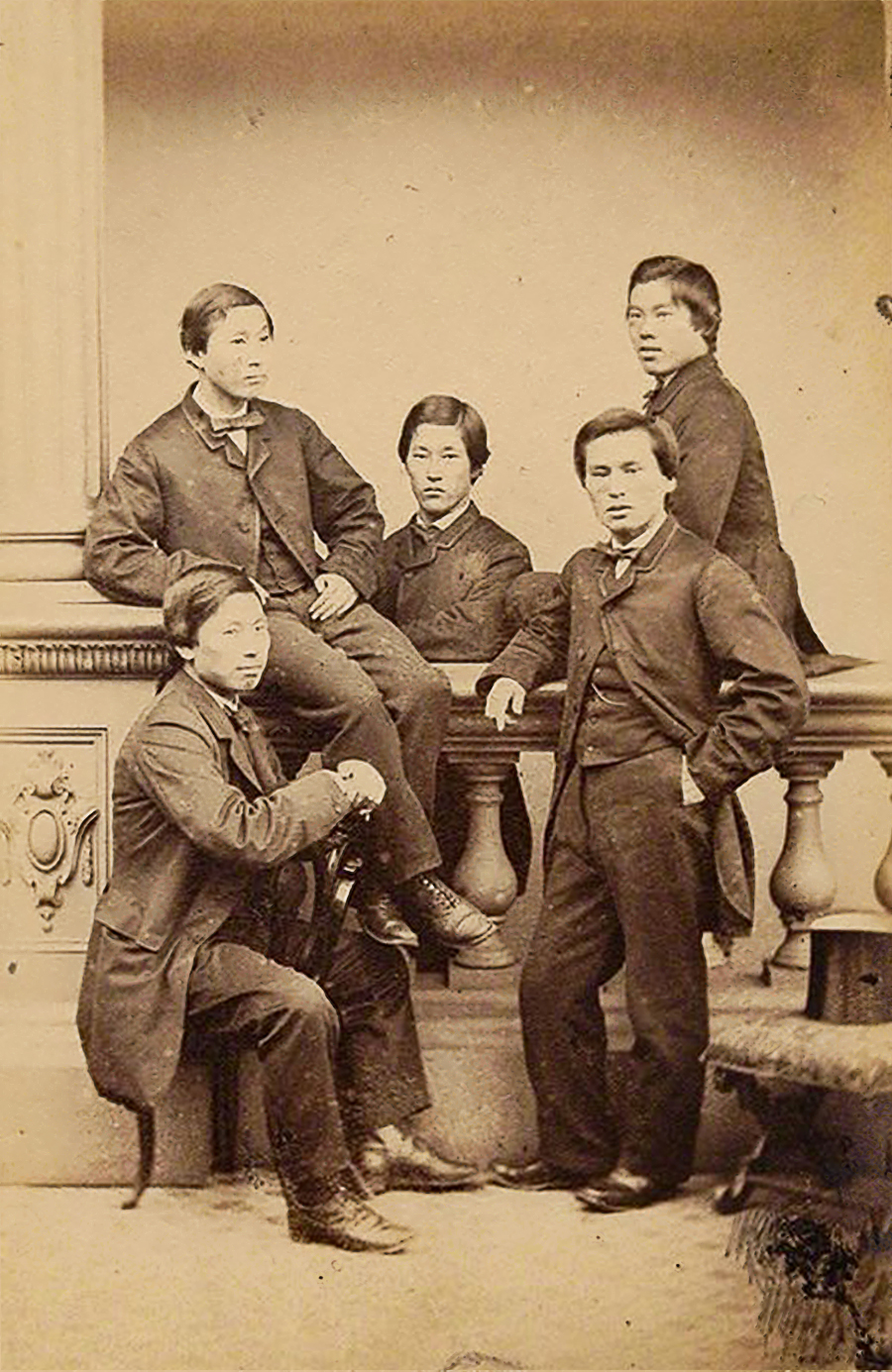
'조슈 5인'
----
상단 좌측부터 엔도·노무라(이노우에 마사루)·이토, 하단 왼쪽부터 이노우에 가오루·야마오

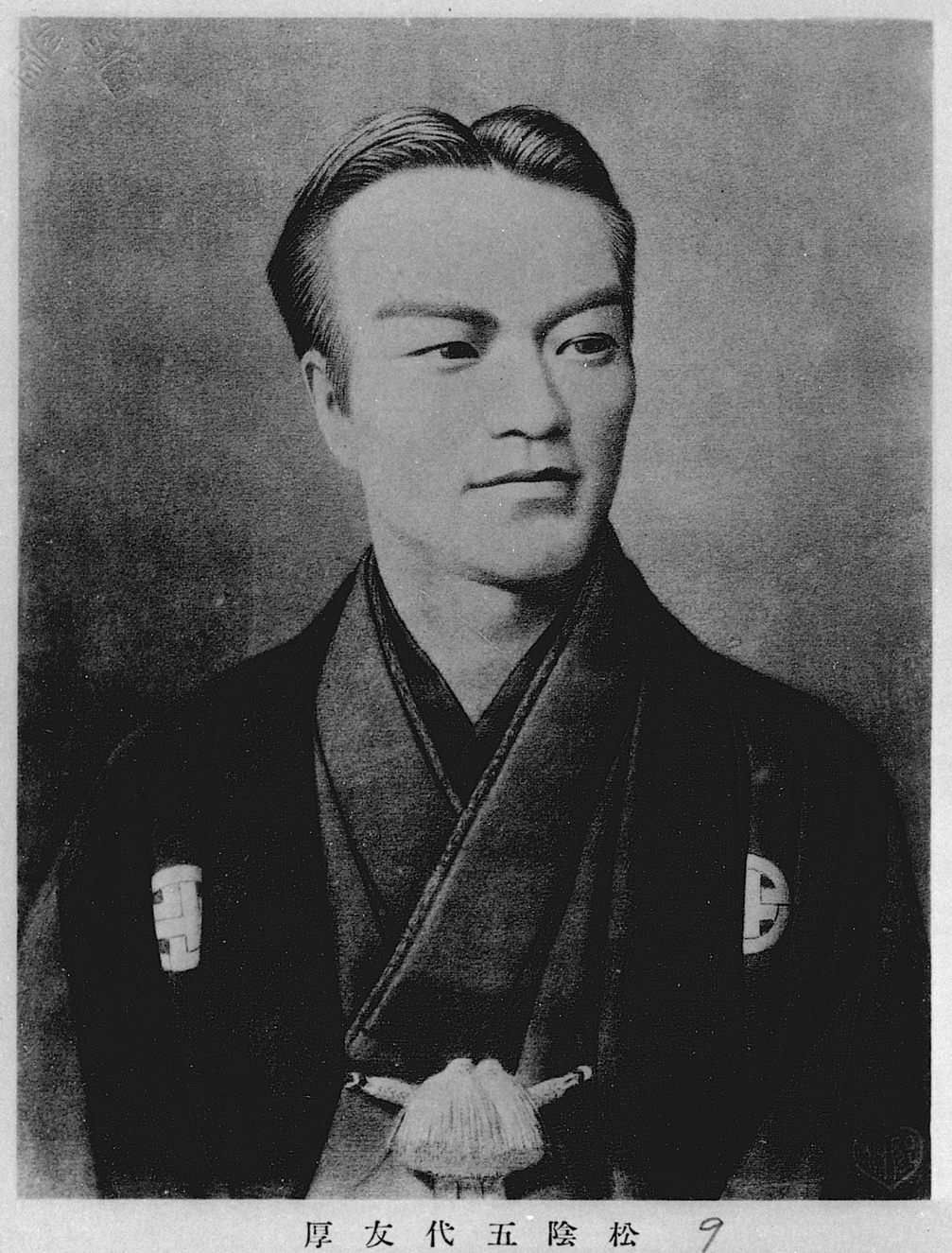
고다이 도모아쓰

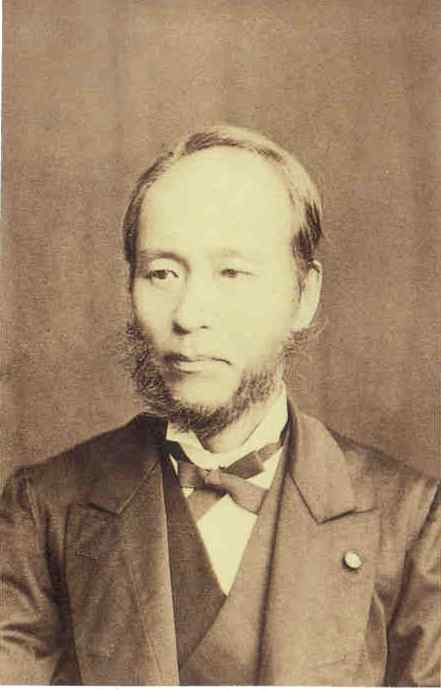
데라시마 무네노리

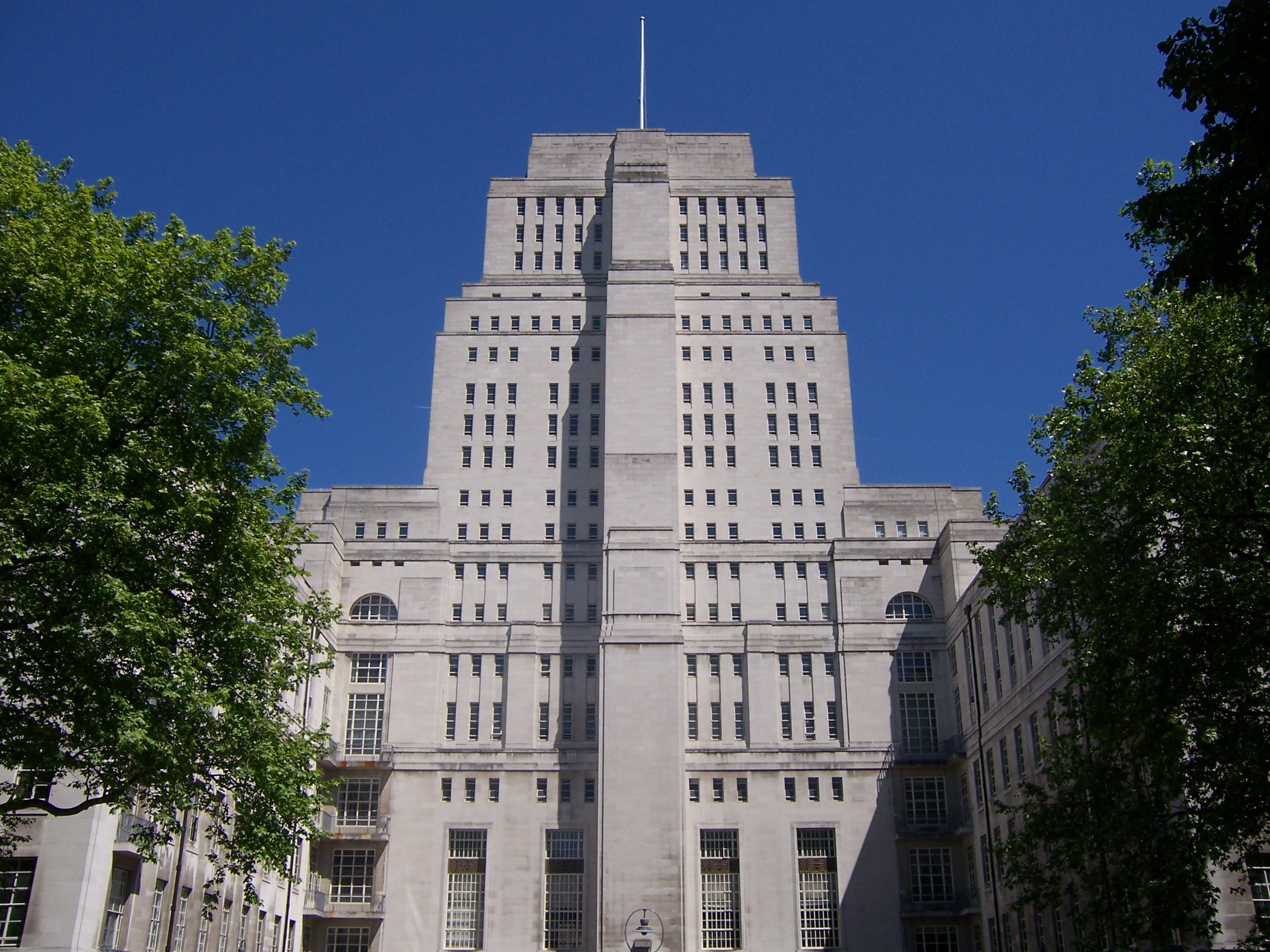
런던 대학 본부

분큐 원년(1861년) 이후, 막부는 수 차례에 걸쳐 유럽으로 사절을 보냈다. 분큐 2년, 막부는 막신 에노모토 다케아키·우치다 마사오(内田正雄)·아카마쓰 노리요시(赤松則良) 등 군함조련소의 우수한 전습생이나 양서조소 교관으로 이와미국 쓰와노번 출신 니시 아마네, 미마사카국 쓰야마번의 쓰다 마미치(津田真道), 나가사키 양생소(長崎養生所)에서는 이토 겐파쿠(伊東玄伯)·하야시 겐카이(林研海) 등 무사에 직공 6명을 추가한 합계 15명을 유학생으로 네덜란드로 파견했다.
에노모토 등은 항해술이나 무기 제조법을 배웠으나, 니시와 쓰다가 네덜란드 유학에서 특히 기대한 것은 국제법의 지식과 운용으로, 레이던 대학교의 시몬 피서링 교수로부터 '치국학'(治國學)에 속하는 5과(법학·정치학·국제법·경제학·통계학)을 2년간의 예정으로 배웠다. 니시 아마네 『만국공법』(万国公法) 전 4권은 피서링의 강의 내용을 연필로 기록한 공책이 원본으로 되어있다. 니시는 도쿠가와 요시노부의 고문으로 교토에 불려졌으나, 그 성과는 살려지지 않았다. 그러나 니시는 교토 시조도리(四条通)에서 서양학 학원을 열었고, 아이즈번, 구와나번, 쓰번, 후쿠이번, 마쓰야마번 등의 번사에게 영학·서양 법학·국제법을 가르쳤다. 또, 이는 그 뒤의 유학생이 군사 기술에 한하지 않고, 서양 사회과학·인문과학을 배우는 계기가 되었다.
막부는 게이오 원년(1865년)에 러시아 제국, 같은 2년(1866년)에 영국, 같은 3년(1867년)에 프랑스로 잇따라 유학생을 파견했고, 학습할 대상도 대폭 확대했다. 니시 등의 언동이 막부 수뇌부를 크게 움직인 것으로 생각되나, 한편 막부 또한 위정자로서 일본의 장래를 두려워하고 있다는 것을 보여준다. 영국 유학생에는 후에 계몽가로 활약하는 나카무라 마사나오가 추가되고, 서양 정치·법제·경제·역사 등을 배웠다.
게이오 2년, 막부는 종래의 정책을 전환했고, 학술 수업과 상업을 목적으로 하는 일본인의 해외 도항을 해금했으며, 영국·프랑스·포르투갈·네덜란드·미국의 각국에 대해 일본인 여행자의 보호를 요구했고, 이에 러시아·프로이센을 포함한 ７국으로의 도항을 허락했다. 이 정책 전환에는 후술과 같이 이미 밀항의 형태로 여러 번이 유학생을 서양에 보냈고, 각 외국에서도 이를 받아들이는 현실이었으나, 보다 직접적으로는 영국 특명 전권 행사 해리 파크스의 권고에 의한 것이었다. 이 해금에 따라 영국·프랑스·네덜란드의 유학생 유치전이 일어났고, 각 번에서도 유학생의 파견 신청이 이루어졌으며, 막부 자체에서도 파견을 행했다. 개인으로도 가쓰 가이슈의 적자 가쓰 고로쿠(勝小鹿)가 미국 유학을 마쳤다.
각 번에서도 이미 조슈번이 분큐 3년(1863년)에 이노우에 가오루·엔도 긴스케·야마오 요조·이토 히로부미·노무라 야스케(野村弥助, 이노우에 마사루)의 번사 5명을 유럽의 정치·사회제도·기술 등을 배우는 목적으로 비밀리에 런던 유학을 시켰다. 영국 상선으로 밀항해 서양으로 간 그들은 오늘날 '조슈 5인' 내지 '조슈 파이브'(長州ファイブ)라고 불리게 되었다. 야마구치시에 남아있는 조슈 오걸의 비문에는 이노누에는 외교의, 엔도는 조폐의, 야마오는 공학의, 이토는 내각의, 노무라는 철도의 각각 '아버지'(父)라고 기록돼있다. 유학처가 런던으로 된 것은 막부 파견의 분큐 유럽 파견 사절 중에 조슈번에서는 스기 마고시치로(杉孫七郎)가 참가했고, 스기의 유럽 체험과 이를 기반으로 한 의견이 영향력을 가졌다고 추정된다. 그들은 국금을 범하고 도항했을 뿐만 아니라, 당사자 밖에 모르는 비밀 명령이었고, 번주 이하의 고관과 동지에게만 알려지지 않은 상태였다. 도항 자금도 얼마 없었고, 이노우에·이토의 2명이 번의 차입금(무기 구입 자금) 1만 냥을 담보로 해 염출한 것은 잘 알려져 있으나, 그 뒤에는 오무라 마스지로의 알선이 있었다. 그들 5명에게 기대된 것은 조슈번 해군의 창설을 앞두고 다가올 '파약양이'(破約攘夷) 후에 서양의 군사 기술과 서양 사정을 통해 번을 위해 노력하는 '사람의 기계', '살아있는 기계'가 되어 일본으로 돌아오는 것이었다. 이노우에·이토는 겐지 원년(1864년)의 시모노세키 전쟁 때 갑작스레 귀국했고, 전쟁 회피와 평화 교섭을 위해 노력했으나, 영국에 남은 야마오 외 3명은 올리펀트 부서 기관이던 레지널드 러셀(Reginald Russell)과 런던에서 회담을 가졌고, 그런 가운데 조슈번은 왕정복고라는 대망을 가지고서 외교권 탈취로 무혈 막부 타도를 계획하고 있다고 설명했다. 야마오 등의 이러한 공작은 실제로 외무·영연방부를 통해 영국 정부의 행정에 영향을 끼쳤다.
사쓰마번에서는 사쓰에이 전쟁 후 분큐 3년(1863년)에 고다이 도모아쓰와 토머스 글로버가 나가사키에서 재회했고, 고다이가 부국 강병을 위한 무역 진흥·유학생 파견 계획을 글로버에게 전달했으며, 둘은 공동으로 구상을 품어 글로버는 유학 사업의 최대 협력자이자 보호자로 되었다. 고다이는 이 구상을 고마쓰 다테와키(小松帯刀) 등 번 수뇌부에 상신했고, 치밀한 수지 계획에 따른 상세한 유학생 파견 계획을 제출했다. 이렇게 해서 게이오 원년(1865년), 니로 주조(新納中三)·고다이 도모아쓰·데라시마 무네노리·통역 호리 소주로(堀壮十郎)의 4명으로 이루어진 외교 사절단을 보냈고, 마치다 히사나리(町田久成)(감독을 겸무)·모리 아라노리·사메시마 나오노부(鮫島尚信)·나카무라 히로나리(中村博愛)·나가사와 가나에(長澤鼎)·요시다 기요나리(吉田清成)·하타케야마 요시나리(畠山義成)·마쓰무라 준조(松村淳蔵) 등 15명의 사쓰마번 제1차 영국 유학생(薩摩藩第一次英国留学生)을 영국으로 보냈다(사쓰마번 영국 파견 사절단). 사쓰마번은 또 이듬해 게이오 2년(1866년)에는 미국으로 니레 가게노리(仁礼景範)·유치 사다모토(湯地定基)·요시하라 시게토시 등을 사쓰마번 제2차 미국 유학생(薩摩藩第二次米国留学生)으로 파견했다.
오늘날 '사쓰마 스튜던트'(薩摩スチューデント)라고 불리는 유학생들은 사쓰마번 가이세이조에서 많이 뽑혔으나, 사상적으로는 굳이 양이파가 많이 뽑혔고, 본인의 의사와는 관계 없이 번명에 의한 도항이었으며, 자금은 적어도 당초에는 윤택했다. 또 사퇴를 희망하는 자도 있었고, 실제로 도항하지 않았던 가신도 있었다. 이는 '조슈 오걸'과는 두드러진 차이점이다. 영국 파견 사절단에는 반드시 귀국 후 활약하지 않았던 자도 있었고, 한편으로는 오히려 '사람의 기계'에 그치지 않고 '서양의 오의'에 다가가고자 미국의 신비주의자·종교인인 토머스 레이크 해리스(Thomas Lake Harris)에게 향한 자도 있었다.
데라시마 무네노리는 로렌스 올리펀트를 통해 영국의 외무장관인 러셀 백작(상술한 외교관 러셀과는 다른 인물)에게 웅번 연합 정권 수립의 구상을 설명했고, 그 대일 외교에 영향 주었다고 전해진다. 런던에서는 당시 국내에서는 아직 원수 동지였던 '조슈 오걸'과 조우했고, 의기를 투합했다('런던 삿초 동맹'(ロンドン薩長同盟)). 사절단은 프랑스·프로이센·네덜란드·벨기에 각국을 방문·시찰했다. 런던에서는 벨기에 귀족인 샤를 드 몽블랑(Charles de Montblanc) 백작으로부터 무역 상사 설립의 이야기를 권유받았고, 브뤼셀에서 상사 설립 계약을 체결했다. 고다이·데라시마는 급진적인 국가관을 가지게 되고, 판적봉환이나 민선의원을 구상하기에 이르렀다. 또 모리·사메시마 외 6명의 사쓰마 청년은 토머스 레이크 해리스에게 경도한 올리펀트의 소개로 1867년에 미국으로 건너갔다. 5명은 후에 귀국했지만, 나가사와 가나에만 생애 귀국하지 않았고, '캘리포니아의 와인왕'으로서 지방 명사로 되었다. 나가사와는 첫 근대적 일본인 중 한 명이었음과 동시에 일본인 이민의 1호로 되었다.
더욱이 사쓰마·조슈의 유학생은 대부분이 런던 대학교에서 공부했다. 당시 영국에서는 이 대학만이 신앙, 인종, 국적의 차이를 넘어 배울 의지가 있는 자에게 모두 열려있었기 때문이다. 런던 대학에서 화학을 가르치전 알렉산더 윌리엄 윌리엄슨은 영국 화학계의 중진이었고, 자유주의적이고 자비 깊게 유학생들을 받아들였다.
출신 번별 유학생의 수를 보면 막부 57명에 반해, 사쓰마번 26명, 조슈번 16명, 후쿠오카번 8명, 센다이번 4명, 가가번 3명, 사가번·후쿠이번·도사번·구마모토번 각 2명, 오카야마번·히로시마번·쇼나이번·안나카번(安中藩)·가와고에번·사쿠라번·구루메번 각 1명으로 되어있다. 이러한 가운데 센다이번사 다카하시 고레키요는 게이오 3년에 미국 유학을 했지만, 홈스테이처에서 속아 계약 하인 계약 결과, 한때 노예와도 같은 생활을 보냈다고 알려져 있다.
유학처는 막부는 네덜란드·프랑스·영국의 순이었던 것에 반해, 제번은 영국이 가장 많았고 이어서 미국이었다. 이는 현실의 외교 관계의 결과이기도 했다. 프로이센 왕국(북독일 연방)은 그때까지 일본의 인지도의 낮음으로 유학생은 겨우 1명으로 적었으나, 유학생 상호의 평판이 높았고, 메이지 이후 독일 제국으로의 유학열로 이어졌다.
| 유학처 국가별 인수 목록 |  | 막부 | 제번·사비 |  | 합계  |
| ----------------------- |  | ---- | --------- |  | ----- |
| 네덜란드                |  | 21명 | 1명       |  | 22명  |
| 프랑스                  |  | 16명 | 4명       |  | 20명  |
| 영국                    |  | 14명 | 37명      |  | 51명  |
| 러시아                  |  | 6명  | 0명       |  | 6명   |
| 미국                    |  | 0명  | 30명      |  | 30명  |
| 프로이센                |  | 0명  | 1명       |  | 1명   |
| 합계                    |  | 57명 | 73명      |  | 130명 |

막부 말기에 서양으로 유학을 한 인물은 130명에 미치고 그중 대부분이 메이지 이후의 일본의 근대화에 기여했다.

## 개국기의 문화 교류

### 방일 외국인

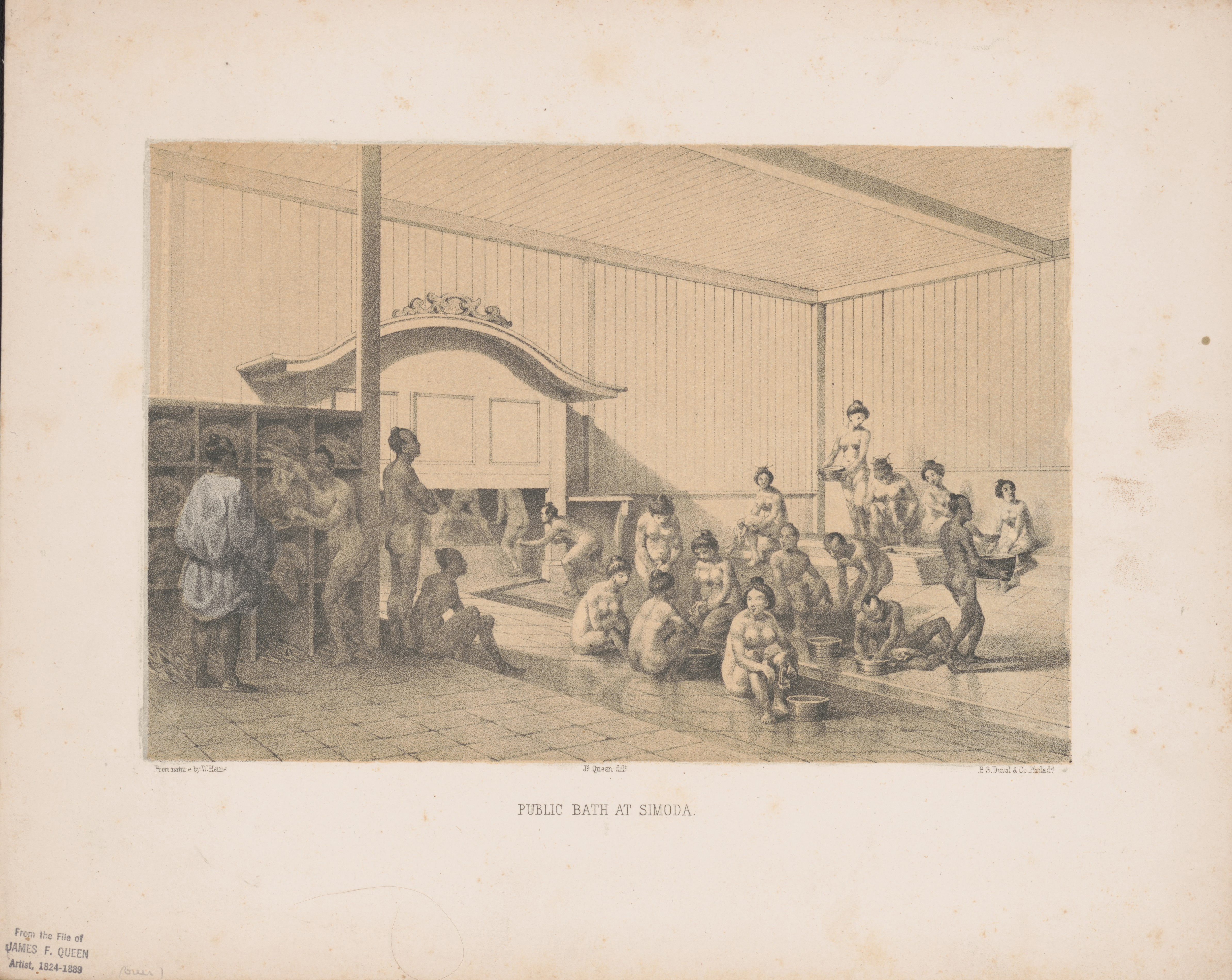
『페리 제독 일본 원정기』(Commodore Perry's expedition to Japan) 삽화 '시모다의 공중욕탕'(Public bath at Simoda)(W. 하이네(W. Heine) 그림)

퀴르티위스와 폴스브룩(Dirk de Graeff van Polsbroek)은 네덜란드에서, 엘긴 백작(James Eighth Earl of Elgin Bruce), 올리펀트, 올콕, 어니스트 매이슨 사토우, 해리 파크스는 영국에서, 레온 로슈(Michel Jules Marie Léon Roches)는 프랑스에서, 오일렌부르크(Friedrich Albrecht Graf zu Eulenburg)와 막스 폰 브란트(Maximilian August Scipio von Brandt)는 독일에서, 타운젠드 해리스는 미국에서 각각 외교관으로서 일본에 방문했다. 폴스브룩은 『디르크 더 흐리프 판 폴스브룩 저널 1857-1870; 19세기 일본에서의 네덜란드 외교관의 모험』(Journaal van Jonkheer Dirk de Graeff van Polsbroek 1857-1870; belevenissen van een Nederlands diplomaat in het negentiende eeuwse Japan), 올리펀트는 『1857년, '58년, '59년 엘긴 백작의 중국과 일본 선교록』(Narrative of the Earl of Elgin's Mission to China and Japan in the Years 1857, '58, '59), 올콕은 『대군의 수도』(The Capital of the Tycoon), 사토우는 『일본의 외교관』(A Diplomat in Japan), 오일렌부르크는 『동아시아를 향한 프로이센 원정대. 일본, 중국 그리고 샴의 풍경』(DIE PREUSSISCHE EXPEDITION NACH OST - ASIEN. ANSICHTEN AUS JAPAN CHINA UND SIAM), 브란트는 『동아시아에서 독일 외교관의 기억 속에 있는 33년』(Dreiunddreissig Jahre in Ost-Asien Erinnerungen eines deutschen Diplomaten), 해리스는 『타운젠드 해리스 전집: 초대 미국 총영사 겸 주일 공사』(The Complete Journal of Townsend Harris: First American Consul General and Minister to Japan)라는 저서를 남겻으며, 외국인의 시점에서 막부 말기 역사를 그린것으로 좋은 문헌 자료로 되었다. 매슈 페리도 『미국 함대의 중국해 및 일본 원정기』(Narrative of the Expedition of an American Squadron to the China Seas and Japan)를 작성했고 당시 류큐 왕조의 모습이나 일본 서민의 모습, 오가사와라 제도를 둘러싼 각국의 경쟁을 그렸고, 귀중한 사료로 되었다.
유럽으로 건너간 이케다 나가오키의 주선으로 지볼트와 그 자식 알렉산더 폰 지볼트(Alexander George Gustav von Siebold)가 일본에 방문했다. 알렉산더는 영국 공사관의 통역을 거친 후에 메이지 정부의 고용 외국인이 되었고, 『알렉산더 폰 지볼트: 일지』(Alexander von Siebold: Die Tagebücher)를 출판했다.

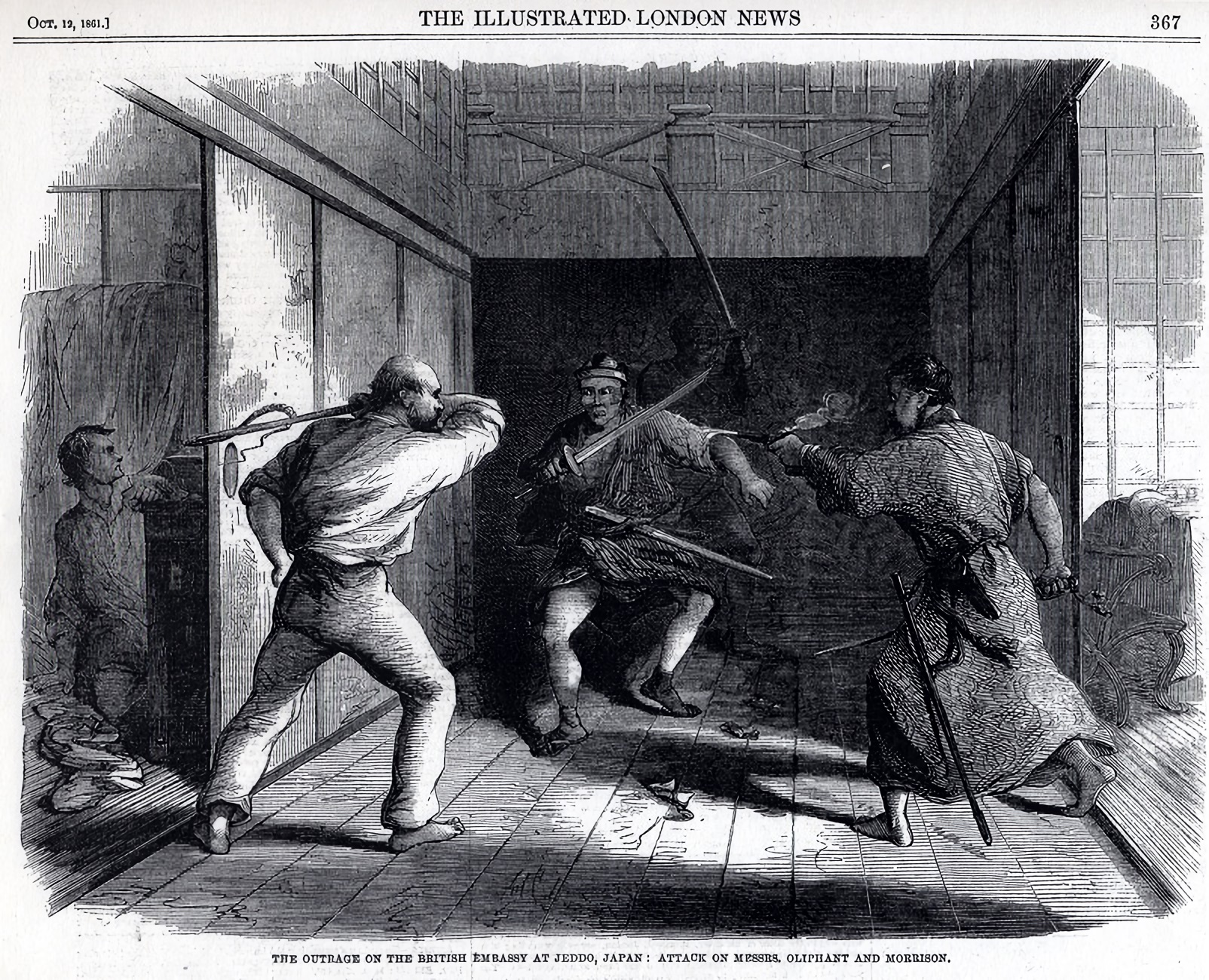
1861년 10월 12일 '일러스트레이티드 런던 뉴스' 게재 도젠지 사건(찰스 워그먼 그림)

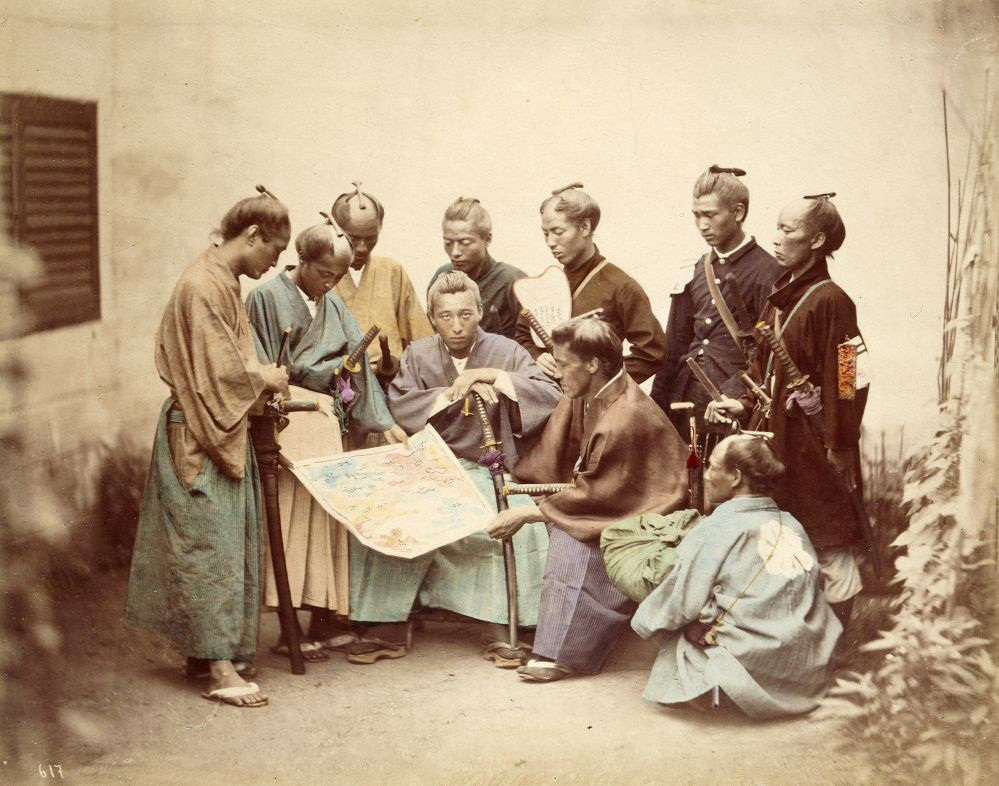
보신 전쟁중인 사쓰마번사(펠리체 베아토 촬영)

영국의 화가 찰스 워그먼은 막부 말기의 모습·사건·풍속을 그린 그림이나 풍자 잡지 『재팬 펀치』(Japan Punch)로 알려져 있고, 일본인 여성(오자와 가네, 小沢カネ)과 결혼했으며, 도젠지 사건에 마주했다. 워그만과 함께 행동한 자는 사진가 펠리체 베아토이다. 베아토는 워그만보다 살짝 늦게 일본에 방문했고, 요코하마의 거류지에서는 이웃으로 살고 있었다. 베아토는 막부 말기부터 메이지에 걸쳐 귀중한 사진을 다수 남긴 것으로 알려져 있다. 더욱이 막부 말기에 요코하마에 방문한 사진가로서 윌리엄 사운더스(William Saunders)나 찰스 파커(Charles Parker) 등이 있고, 요코하마 전경을 비롯한 사진을 남겼다.
러시아의 작가 이반 곤차로프는 예프피미 푸탸틴의 비서관으로서 일본에 방문했고, 귀국 후 기행문인 『프리깃 팔라다호』(
Frigate "Pallada")를 출판했다. 양아주의자에 의해 암살당한 헨리 휴스켄(Hendrick Conrad Joannes Heusken)은 네덜란드 출신으로, 초대 미국 주일 영사 해리스의 통역으로 일본에 방문했고, 『일본 일기 1855-1861』(Japan journal, 1855-1861)를 출판했다. 스위스 일본 파견 사절단장으로서 일본을 방문했으나, 에메 움베르드로(Aimé Humbert-Droz)였다. 움베르는 서일수호통상조약(日瑞修好通商条約)을 체결했고, 프랑스에서 많은 삽화를 넣은 『일본 삽화』(Le Japon illustré)를 출판했다. 이는 쥘 베른의 『80일간의 세계 일주』의 참고 문헌으로도 사용됐다.
군사·기술 분야에서는 네덜란드의 헨드릭 하르데스(Hendrik Hardes)가 나가사키 제철소의 창설, 프랑스의 해군 기사 레옹스 베르니(François Léonce Verny)는 요코스카 제철소의 창설에 각자 노력했다. 덴마크인인 에두아르 쉔슨(Edouard Suenson)은 프랑스 해군으로서 주류했고, 『모든 국가에서』(Fra All Lande)를 남겼다. 쉔슨은 유신 후 재차 일본에 방문했고, 일본 첫 해저 전신 케이블 부설의 책임자가 되었다.
자연과학 분야에서는 네덜란드의 화학자 코엔라드 흐라타마(Koenraad Wolter Gratama)가 나가사키 정득관의 화학 교관으로서 일본에 방문했다. 유신 후에는 오사카 사밀국 교감으로서 화학 교육을 행했고, 일본 체재 중의 서간집을 출판했다. 프랑스의 광산 기사 장 프랑수아 쿠아녜(Jean-François Coignet)는 사쓰마번에서의 광산 조사를 위해 초빙되어 일본에 방문했다. 유신 후에는 고용 외국인으로서 이쿠노 은광(生野銀山)의 경영 근대화를 위해 노력했다. 안토니우스 보두인(Anthonius Franciscus Bauduin)은 네덜란드의 군의관으로, 나가사키 양생소 교감으로서 네덜란드 의학의 보급에 노력했다. 유신 후에는 대학 동교의 교사가 되었고, 우에노 공원의 설치를 주장했다.
무기 상인으로는 토머스 블레이크 글로버가 유명하다. 아내는 일본 여성(아와지야 쓰루, 淡路屋ツル)으로 아들 한 명, 딸 한 명을 두었다. 영국인 로버트 포춘은 식물 수집가로, 『일본 막부 말기 탐방기』(Travels in Bakumatsu Japan) 등을 출판했다. 영국인 윌리엄 윌리스(William Willis)는 영국 공사관 부의관·의학자로 파크스 공사 아래에서 에도·요코하마 등의 부영사도 맡았다. 유신 후에는 도쿄 의학교(東京医学校) 등에서 경험과학적인 영국 의학을 가르쳤다.

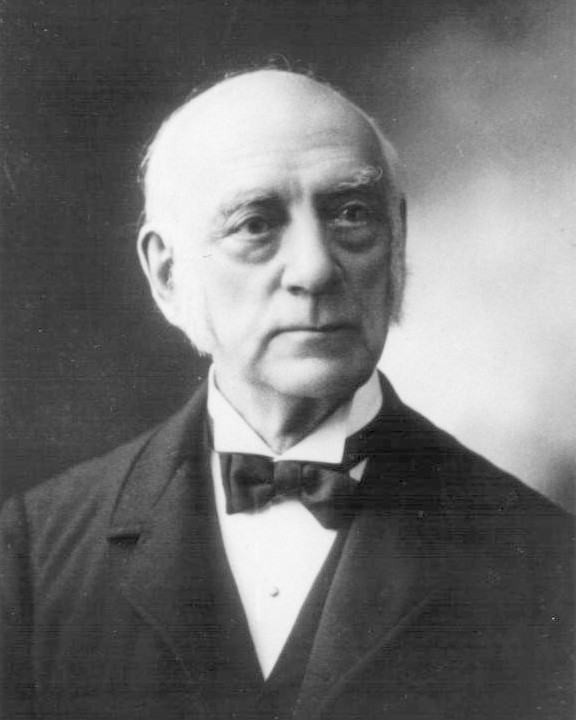
제임스 커티스 헵번

미일 수호 통상 조약 후, 자유 무역이 개시된 요코하마항에는 외국인 선교사나 기자가 일본에 방문했고, 그들을 통해서 서양의 정치나 문화가 일본에 소개됐다. 미국 국적인 제임스 해밀턴 발라(James Hamilton Ballagh)는 네덜란드 개혁파 교회파 선교사로 일본 첫 개신교 목사이다. 아내인 마거렛은 서간집 『구 일본의 모습 1861-1866』(Glimpses of Old Japan 1861-1866)을 출판했다. 미국인 선교사이자 의사인 제임스 커티스 헵번은 아내 클라라와 함께 일본에 방문해 가나가와에서 시약원(진료소)를 열었다. 의사로서의 헵번은 안과가 전문이었으나, 인기 배우인 사와무라 다노스케(澤村田之助)의 탈저를 치료한 것으로 유명하게 되었다. 장로교의 복음 전도와 의료에 노혁하는 한편, 영어 주쿠(헵번주쿠(ヘボン塾))를 열었고, 헵번식 로마자 표기법을 고안했으며, 게이오 3년(1867년)에는 2만 어를 게재한 로마자 표기 영일사전 『와에이고린슈세이』(和英語林集成)를 편찬했다. 헵번주쿠는 막부의 요청을 받고 오무라 마스지로·하라다 이치도(原田一道)에게 영어를 가르쳤고, 다카하시 고레키요, 하야시 다다스, 사토 모모타로(佐藤百太郎), 누마 모리카즈(沼間守一), 핫토리 아야오(服部綾雄), 이시모토 산주로(石本三十郎), 마스다 다카시(益田孝), 미야케 히이즈(三宅秀) 등도 이 주쿠에서 영어나 의학을 배웠다. 미국인 사무엘 로빈스 브라운(Samuel Robbins Brown)은 네덜란드 개혁파 교회파 목사로서 일본에 방문했고, 브라운주쿠(ブラウン塾)를 개교했다. 헵번주쿠와 브라운주쿠의 흐름이 1886년(메이지 19년)의 메이지 학원으로 이어졌다.
귀도 베르베크(Guido Herman Fridolin Verbeck)는 미국 네덜란드 개혁파 교회 선교사로 일본에 방문했고, 나가사키 영어 전습소(長崎英語伝習所)의 영어 쇼사로 되었다. 유신 후에도 고용 외국인으로 대학 남교 등에서 가르쳤다. 다른 종교인으로는 러시아 정교 선교사인 니콜라이 야폰스키가 일본에 방문해 영주했고, 일본 정교회를 창건했다. 프랑스인 베르나르 프티장(Bernard Thaddée Petitjean)은 가톨릭 신부로서 나가사키에 오우라 천주당을 건설했다.
여행자로는 『고대에 대한 열정』(bis zu seinem tode vervollständigt)으로 알려진 하인리히 슐리만이 일본에 방문했고, 여행기를 남겼다.

### 아메리카 히코조와 존 만지로

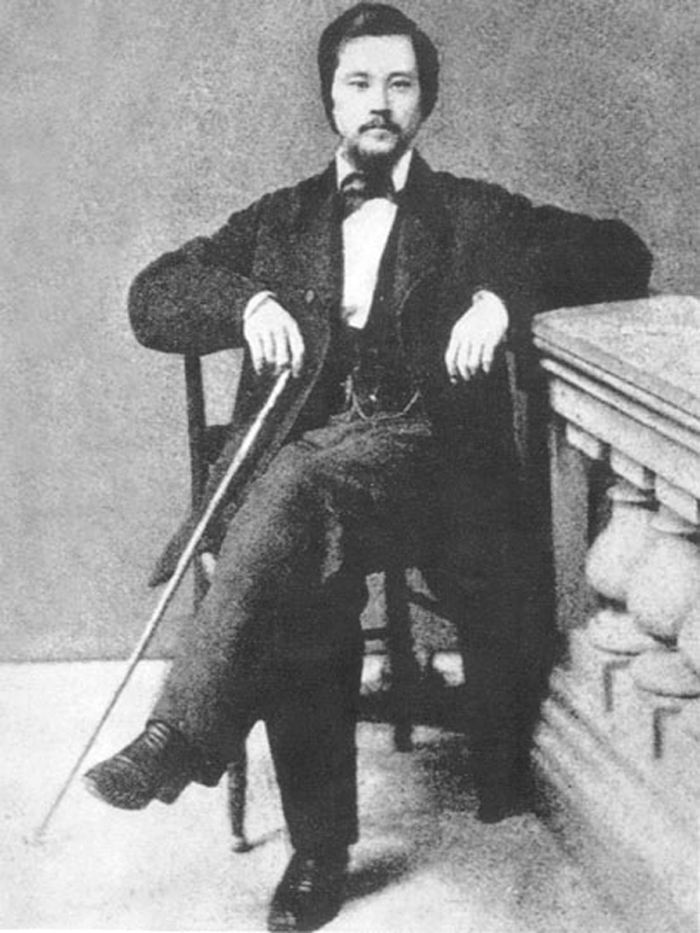
하마다 히코조(浜田彦蔵)(볼티모어 시절)

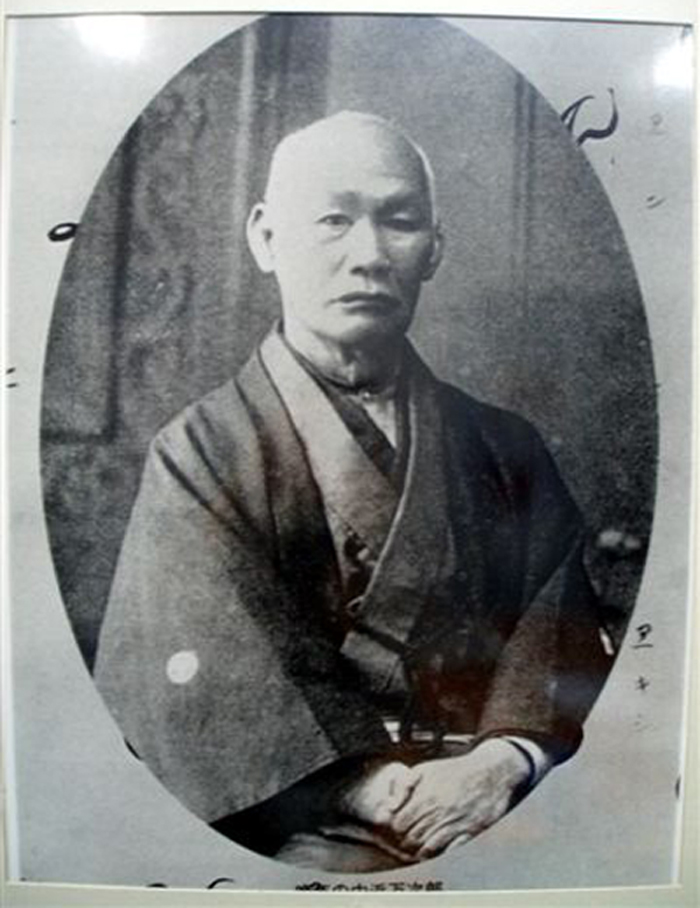
나카하마 만지로(1880년 즈음)

'아메리카 히코조'(アメリカ彦蔵)로 불린 하마다 히코조(浜田彦蔵)는 사쓰마국 가코군 출신으로 가에이 4년(1851년) 13세일 때, 의붓아버지의 배와 지인의 배를 계속 타며 에도로 향했으나 기이반도 다이오곶(大王岬) 바다에서 난파됐고, 미나미토리섬 부근에서 미국 상선 오클랜드 호에 의해 구조됐다. 그 후, 구조해준 선원들과 함께 샌프란시스코에서 체재했고, 페리 함대로 귀환하게 되었으나, 이루어지지 않았고 샌프란시스코로 돌아왔으며, 그 후 뉴욕으로 향했다. 히코조를 거두어준 사운더스의 원조로 볼티모어의 기독교 학교에서 교육을 받았으며, 가톨릭의 세례를 받아 '조셉 히코'(Joseph Heco, ジョセフ・ヒコ)라는 이름으로 활동했고, 또 이로 인해 그대로 귀국할 수 없게 되어 귀화해 미국 국민으로 되었다. 안세이 6년(1859년), 주일 공사 타운젠드 해리스에 의해 가나가와 영사관 통역으로 채용됐고, 9년 만에 귀국했다. 일단 미국으로 돌아왔고, 분큐 2년(1862년)에는 에이브러햄 링컨 대통령과 회견을 가졌으며, 재차 영사관 통역에 이르렀고, 이듬해 사직해 요코하마의 외국인 거류지에서 상사를 열었다. 겐지 원년(1864년), 기시다 긴코(岸田吟香)의 협력을 받아 영자 신문을 일본어로 번역한 목판 '해외 신문'을 발행했다. 이것이 첫 일본어 신문으로 불리고, 그 후, 에이브러햄 링컨 암살 사건 뉴스를 일본인에게 소개했다.
'존 만지로'라고 불린 나카하마 만지로는 도사국 나카하마촌(中浜村)의 농사 반 어업 반인 집에서 태어났으나, 덴포 12년(1841년), 14세 때 고기잡이를 나가 폭풍우로 조난됐으며, 동료와 함께 5일 반을 표류하던 중 이즈 제도의 무인도 도리시마섬에 표착했다. 여기서 143일간 생활한 뒤 미국의 포경선 존 하울랜드 호에 의해 구조됐고, 휫필드(William H. Whitfield) 선장의 양자로 되어 미국 본사로 건너갔다. 1843년(덴포 15년)에는 옥스퍼드 학교, 1844년(고카 원년)에는 바틀렛 아카데미에서 영어·수학·측량·항해술·조선 기술 등을 열심히 배웠고, 수석으로 되었다고 전해진다. 만지로는 민주주의나 성평등 등 당시 일본에 없는 신선한 개념을 접한 한편, 인종 차별도 경험했다. 가에이 4년(1851년), 만지로는 류큐에 상륙했고, 번소에서 심문을 받은 뒤 사쓰마 본토로 보내졌으며, 해외 정세나 서양 문화에 대해 번주 시마즈 나리아키라로부터 질문을 받았다. 나리아키라는 만지로에게 서양식 조선술이나 항해술에 대해 번사나 배를 만드는 목수에게 교시하게끔 명했고, 그 정보를 기반으로 화양절충선인 운코마루(雲行丸)가 만들어졌다. 그 후 나가사키로 보내진 만지로는 나가사키 봉행소 등에서의 심문을 거쳐 도사번으로 끌려갔다. 요시다 도요는 만지로의 이야기를 기록해 『표손기략』(漂巽紀略)을 출판했다. 가에이 5년(1852년), 만지로는 귀향을 허가받았고, 무사로 발탁된 뒤 번교 교수관의 교수로 임명됐고, 이듬해 가에이 6년의 페리 원정 때에는 막부에 초빙돼 하타모토로 발탁됐다. 만지로는 에가와 히데타쓰(江川英龍)의 부하로 되었고, 군함조련소 교수로 임명됐으며, 조선의 지휘, 측량술, 항해술의 지도에 임했고, 동시에 영어 회화서 『영미대화첩경』(英米対話捷径)의 집필, 『보우디치 미국 실용 항해사』(Bowditch's American Practical Navigator)의 번역, 강연, 통역, 영어 수업, 배의 매수 등의 업무에 임했다. 만엔 원년(1860년)에는 미국 파견 사절단의 한 명으로, 간린마루에 승선했고, 샌프란시스코 도착 후에는 사절의 통역으로 활동했으며, 귀국 시에 동행한 후쿠자와 유키치와 함께 웹스터의 영어 사전을 1권씩 구입해 돌아갔다. 이후, 막부 군함조련소나 가고시마에서 교편을 잡았고, 유신 후에는 가이세이 학교의 영어 교수로 임명됐다.

### 박람회의 참가

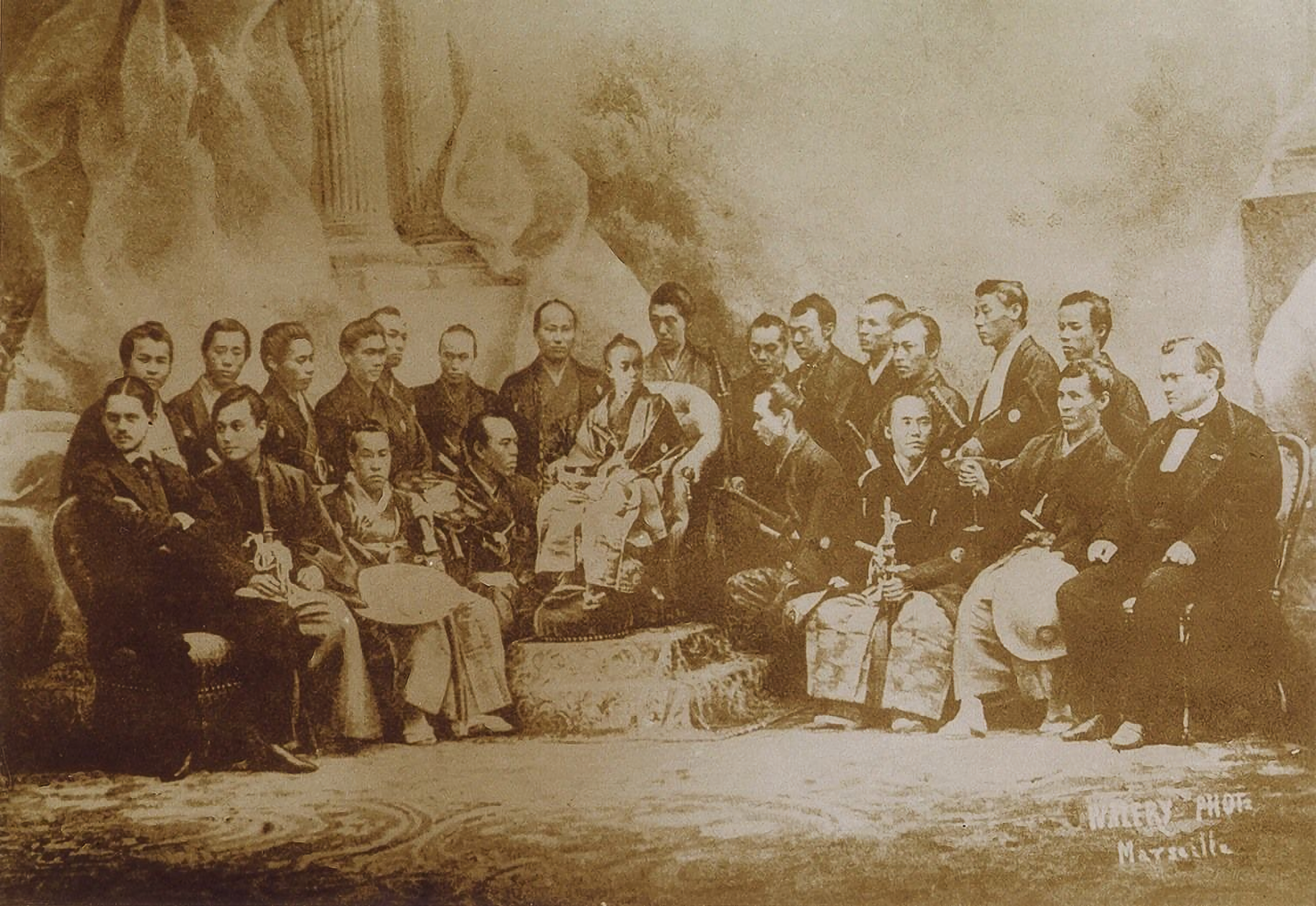
파리 세계 박람회를 견학한 막부 사절단 일행
----
중앙이 도쿠가와 아키타케(요시노부의 이복동생)

주일 영국 공사 러드퍼드 올콕은 일본의 미술 공예품을 수집해 1862년 런던 세계 박람회에 출품했다. 박람회장의 한 구석에 일본실을 설치했고, 갑주·도창·서화골동·옷·일상 도구·도자기 등 여러 분야에 걸쳤으나, 그 전시는 어수선했다. 이 박람회 개최 당일, 우연히 개시·개항 연기 교섭을 위해 방문한 분큐 유럽 파견 사절이 런던에 들어왔고, 해당 박람회를 견학했으나, 그 어수선함은 '차마 볼 수 없다'라는 감상을 낼 정도였다고 전해진다. 이것이 다음 파리 세계 박람회로의 참가로 이어지는 한편, 유럽인에게 있어서는 이국적인 일본 취미(자포니즘)가 퍼지는 계기로 되었다.
게이오 3년(1867년), 막부는 프랑스와 군사·경제에 있어서 제휴를 강하게 하고 있던 것도 있어 적극적으로 참가했고, 농공 관련 산물·출판물 외, 가쓰시카 호쿠사이 등의 우키요에·칠기·도자기·은세공·수정 세공 등을 다수 출품해 일본 문화의 국제적 평가를 높이는 소개에 노력한 한편, 서구 열강의 산업·기술 정보의 수집을 행했다. 도쿠가와 요시노부는 이복동생인 도쿠가와 아키타케를 자신을 대신해 파견했고, 황제 나폴레옹 3세를 알현했다. 이와 같이 양이의 사고방식이 점점 고쳐졌고, 오히려 서양을 본받아 근대화를 진행해야 한다는 의견이 강해졌다.
유럽의 자포니즘열은 더욱 높아졌으나, 사쓰마번과 사가번도 별개로 참가했고, 각각 특산품 등을 전시했다. 특히 사쓰마번은 '사쓰마류큐국훈장'(薩摩琉球国勲章)이라는 훈장까지 만들어 막부로부터 독립한 존재라는 것을 드러냈다. 이는 영국, 프랑스 등의 서구 제국에 막부의 권위의 저하라는 인상을 심어주기도 했다.

## 예술

### 연극
가부키에서는 각본 작가로 2대 가와타케 신시치(河竹新七, 가와타케 모쿠아미(河竹黙阿弥))가 나타났고, 4대 이치카와 고단지(市川小団次)와 조를 짜 활약했다. 세와모노(世話物, 서민의 일상을 다룬 가부키), 특히 '산닌키치사 구루와노 하쓰가이'(三人吉三廓初買)나 '시라나미 고닌 오토코' 등의 시라나미모노(도둑을 주인공으로 한 가부키) 장르로 인기를 떨쳤다.

### 음악

'가에이 7년(1854년) 5월 13일 아침, 페리 제독 흑선 육선대 훈련 그림'(이즈국 시모다 료센지(了仙寺), 흑선 종군 화가 빌헬름 하이네(Peter Bernard William Heine) 그림, 워싱턴 해군 박물관 소장)

에도 시대에는 샤미센 음악이나 소쿄쿠, 샤쿠하치가쿠 등의 음악 장르가 생겼고, 음악과 연극·무용을 연결지은 예능도 발달해 다양한 장르의 공존이 보였다. 나누어도 샤미센은 근세 성립의 대부분의 장르와 관련된 중요한 악기이고, 이는 막부 말기에 있어서도 기본적으로는 바뀌지 않았다. 개국을 계기로 서양 음악이 유입됐고, 그 후의 음악 문화 전개의 방향을 정하는 큰 요인으로 되었으나, 이른바 재래 음악(일본 음악) 중에서도 메이지 초반에 독자적인 제도적 재편을 이루어 초기부터 서양 음악과 접한 가가쿠에 비교하면 샤미센 음악을 비롯한 '소쿠가쿠'(俗楽)에 서양 음악의 영향이 미치는 것은 오히려 늦었다.
막부 말기에 특히 유행한 '소쿠가쿠'는 하우타(端唄, 샤미센에 맞추어 부르는 짧은 속요)와 도도이쓰(都都逸, 7·7·7·5조의 속요)였다. 다카스기 신사쿠는 '삼천 세계의 까마귀를 죽이고, 임과 늦잠을 자고 싶다'(三千世界の烏を殺し、ぬしと朝寝がしてみたい)라는 도도이쓰를 만들었다고 전해진다.
가에이 6년(1853년)의 페리 원정 때에는 두 조의 군악대가 동행했다. 우라가(浦賀)에 상륙한 군악대는 미국 국가 '성조기'를 합주했으나, 이는 일본인이 종교 음악을 제외한 서양 음악을 들은 것으로 처음이었다고 전해진다. 이때의 군악대는 소편성으로, 우라가 이외의 각지에서도 연주했으나, 곡명은 기록에 명시돼있지 않다. 단, 관련 자료의 검토로 연주됐을 가능성이 높은 곡으로는 '컬럼비아 만세'(미국의 애국가)나 스티븐 포스터의 여러 작품들로 추정된다.
안세이 연간에는 나가사키 해군전습소에 있어 네덜란드식 태고(네덜란드 해병대 태고 신호)의 소개나 네덜란드식 고보(鼓譜)의 간행이 이루어졌다. 막부의 나가사키 공무원이었던 우에하라 간린(上原寛林)은 예비 전습에 참가했고, 고보 간행에 종사했으나, 정식 전습에는 막신 뿐만 아니라 후쿠오카번, 사가번, 조슈번, 사쓰마번 등에서도 전습생이 참가했다. 교관이던 카텐디케는 후에 자신의 회상으로, 태고 전습이나 보병 조련이 전습생에게 인기가 있던 것이나 행진곡을 일본에 소개한 것 등을 기록했다. 이후, 막부나 제번이 서양의 군제를 채용하는 것으로, 서양식 훈련의 일환으로 고대(鼓隊)·고적대(鼓笛隊)가 편성됐다.
분큐 3년(1863년), 영국식 태고 신호와 나팔 신호가 여러 루트로 일본에 전해졌다. 게이오 2년(1866년), 사쓰마번은 병제를 전면적으로 영국식으로 개편했고, 고적대도 영국식으로 되었다. 또 같은 해 12월(1867년 1월), 막부에 의해 초대된 제1차 프랑스 군사고문단(French military mission to Japan)의 전습에 의해 프랑스식 나팔 신호가 전해졌고, 이는 조슈번 등에서도 사용됐다. 이로 인해 메이지 유신을 맞이하는 단계에서 육군은 프랑스식, 해군은 영국식의 나팔 신호가 울렸고, 한 나라의 안에서 다른 나팔 신호가 사용되는 상황이 이어졌다. 더욱이 게이오 4년부터 시작된 보신 전쟁에 있어서 신정부군이 행진할 때 불려지고 연주된 곡이 『미야상 미야상』이다. 이 곡은 일본 피리와 태고에 의한 연주 형태 위에 또 선율상으로도 일본적인 성격을 띠었으나, 보행에 맞춘 규칙 있는 리듬에 서양 음악의 영향이 보인다.
근대에는 또 찬가·창가·군가 등, 그때까지 사람들이 들어온 노래와는 완전히 다른 엄청난 수의 소편 가요를 만들어냈고, 이는 메이지 이후에 본격화되나, 이는 모두 교회(특히 개신교파)·학교·군대 등의 새로운 집단이 근대적인 공동체 의식이나 신체 감각을 공유하기 위해 필요로 한 새로운 노래였다.

### 건축

하코다테 고료카쿠

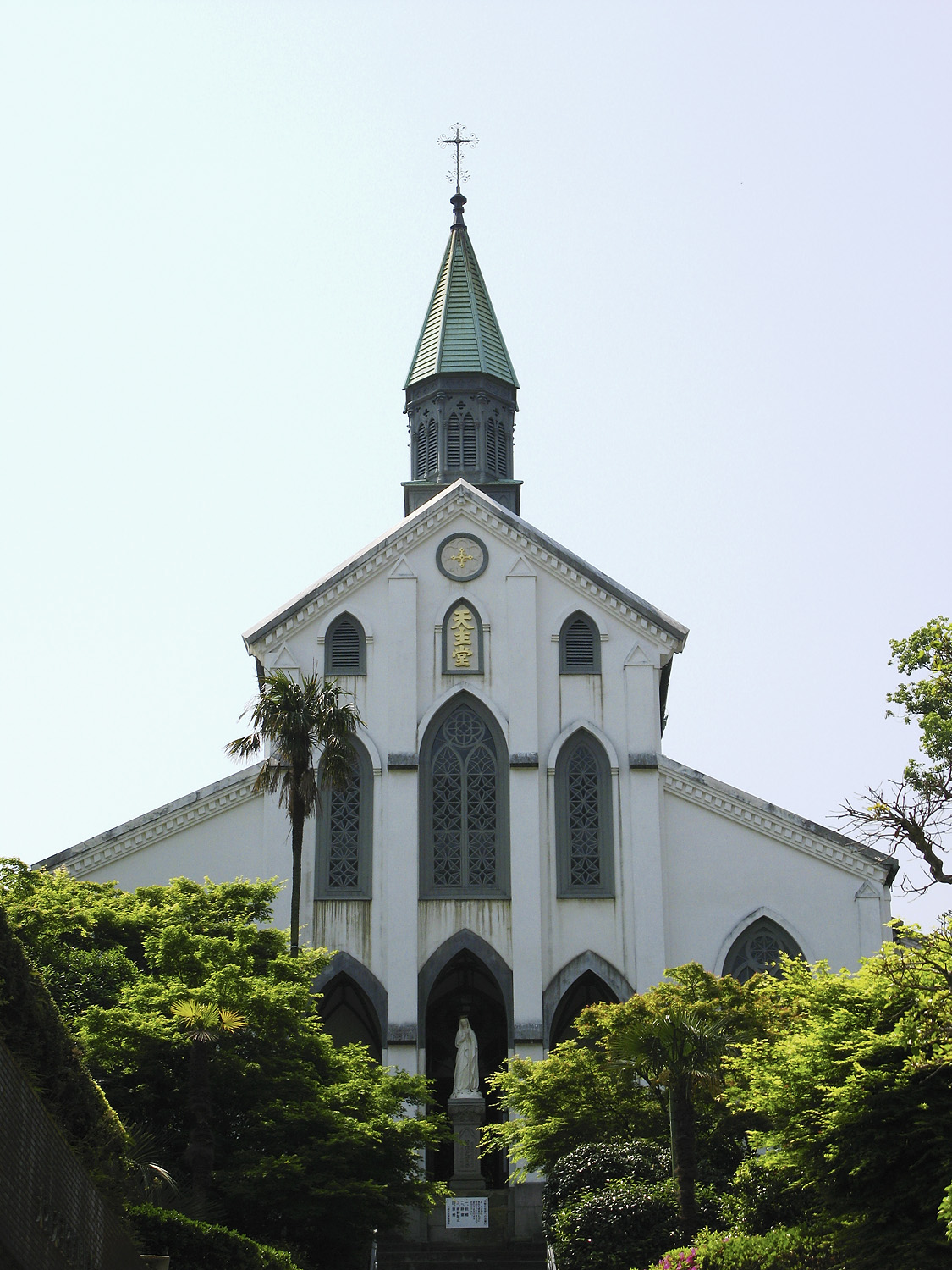
오우라 천주당

성곽 건축에서는 안세이 원년(1854년)에 마쓰야마성 천수(에히메현 마쓰야마시, 일본의 중요문화재)가 재건됐고, 가에이 2년(1849년)에는 후쿠야마성(마쓰마에성) 천수(홋카이도 마쓰마에정, 화재로 소실)가 건축됐다. 안세이 4년(1857년)에는 하코다테 고료카쿠(홋카이도 하코다테시, 특별사적), 겐지 원년(1864년)에는 다쓰오카성(나가노현 사쿠시, 사적)의 건축이 시작됐다. 이 두 성은 오각별 형태의 성형요새이고, 막부 내지 친막부 세력에 의해 지어진 서양식 성곽이다. 하코다테 고료카쿠는 1855년(안세이 2년) 7월에 프랑스의 군함 콘스탄티누스 호가 하코다테에 입항했을 때, 하코다테 봉행소에서 기계 제조와 탄약 제조의 취급을 맡은 다케다 아야사부로(武田斐三郎)가 해당 군함의 부함장으로부터 지도를 받아 베낀 능보의 그림을 기반으로 설계한 것으로, 준공은 겐지 원년(1864년), 주변의 식목이나 부대 공사를 포함한 전체 공사의 완료는 게이오 2년(1866년)이었다.
대궐 건축으로는 안세이 2년(1854년)의 교토 어소 자신전·세이료덴·나이시도코로(内侍所), 같은 해의 가케가와성 대궐이 있다. 더욱이, 현재 가시하라 신궁 본전(나라현 가시하라시, 중요문화재)은 이전의 교토 어소 나이시도코로를 이축한 것이다. 또, 분큐 3년에는 가가번 마에다가 부인 대궐로서 세이손카쿠(成巽閣, 이시카와현 가나자와시, 명승)가 건축됐다.
절과 신사의 건축으로는 국학 사상의 높아짐에 따라 유서 깊은 신사의 보존 수복의 의식이 높아졌고, 우사 신궁 본전(오이타현 우사시, 국보), 가스가타이샤 본전(나라현 나라시, 국보), 가모와케이카즈치 신사 본전·권전(교토시 기타구, 국보), 가모미오야 신사의 동쪽 본전·서쪽 본전(교토시 사쿄구, 국보), 가사마이나리 신사(笠間稲荷神社) 본전(이바라키현 가사마시, 중요문화재) 등이 건축됐다. 또 분큐 2년(1862년) 파리 외방전교회의 일본 교구장 지라르(Prudence Seraphin-Barthelemy Girard) 신부의 명에 의해 요코하마에 있던 프랑스인 사제 퓌레(Louis-Theodore Furet)가 나가사키에 부임해 사제관과 교회당의 건축 준비에 착수했고, 겐지 원년(1864년)에 완성했다. 이것이 현존하는 일본의 가장 오래된 기독교 건축물인 오우라 천주당(나가사키현 나가사키시, 국보)이다.
막부 말기의 서양풍 건축으로는 현재 나가사키시 내의 '구라바엔'에 구 글로버 저택(1861년), 구 올트 저택(1866년), 구 링거 저택(1868년)이 있고, 각각 중요문화재로 지정됐다. 저택의 주인은 모두 영국의 무역 상인이었다.
교량 건축으로는 히고국 쓰준교(通潤橋, 구마모토현 야마토정, 중요문화재)가 있다. 쓰준교는 2016년(헤이세이 28년) 4월 14일에 발생한 2016년 구마모토 지진으로 균열이 생겼고, 물이 새는 피해를 입었다.

### 회화

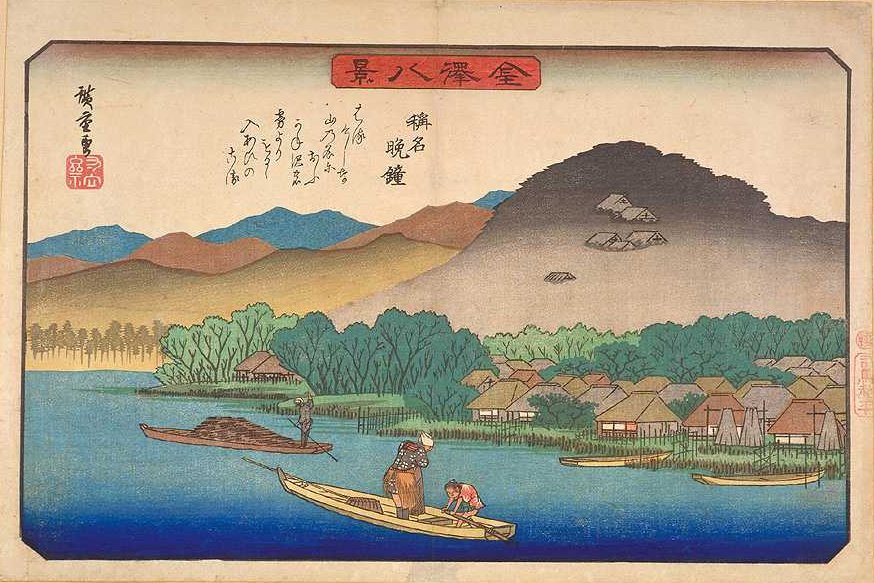
우타가와 히로시게 '칭명만종'(称名晩鐘)(『가나자와 팔경』(金沢八景)에서)

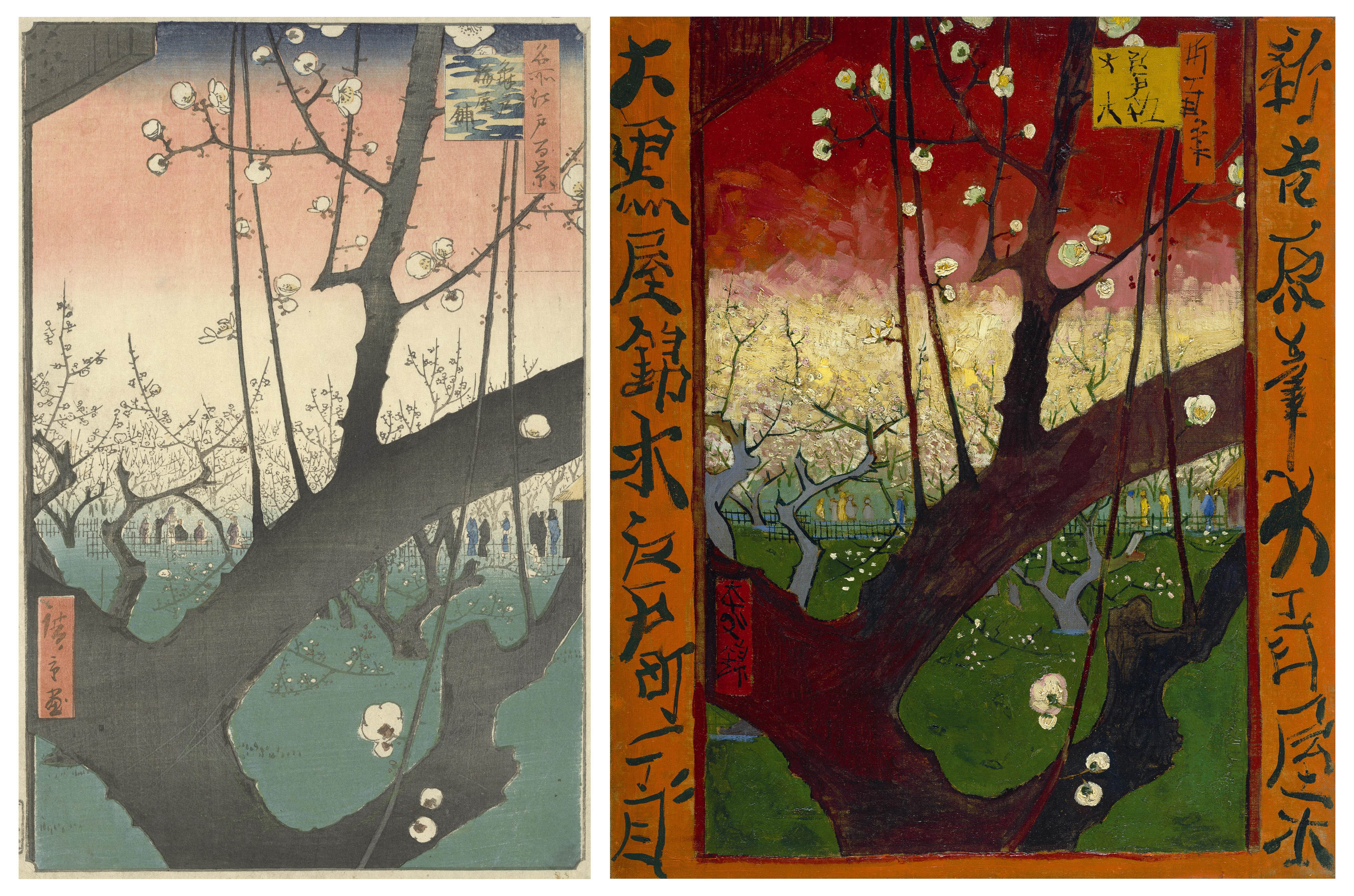
왼쪽: 히로시게오른쪽: 고흐의 모사

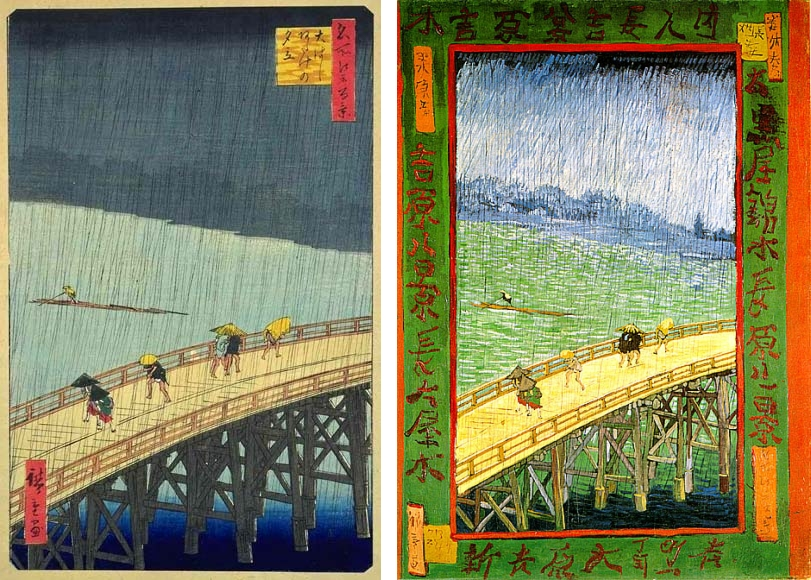
왼쪽: 히로시게오른쪽: 고흐의 모사

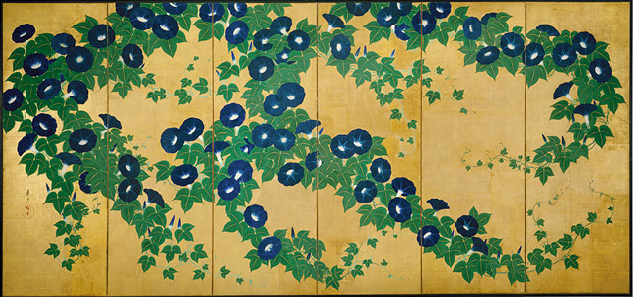
스즈키 기이쓰(鈴木其一) '나팔꽃 병풍'(朝顔図屏風) 왼쪽

덴포기에 이어 우키요에의 우타가와 히로시게·우타가와 구니요시(歌川国芳)·우타가와 구니사다(歌川国貞)(후의 3대 우타가와 도요쿠니(歌川豊国)）, 에도 린파(琳派)의 스즈키 기이쓰(鈴木其一)가 활약했다.
히로시게의 이 시기의 작품으로는 '명소에도백경'(名所江戸百景), '아와 나루토 풍경'(阿波鳴門風景), '부요 가나자와 팔승 야경'(武陽金沢八勝夜景, 가나자와 팔경(金沢八景))', '기소지노야마카와'(木曽路之山川)가 있다. 우키요에 판화가 유럽으로 전해진 것 중 가장 오래된 예는 기타가와 우타마로 사후 6년인 분카 9년(1812년)에 그의 작품이 파리에 건너간 사실로 거스러올라가나, 개국과 통상 개시에 의해 한층 더 대량의 작품이 유럽에 전해졌고, 당시 인상주의 화가에게 강한 영향을 주었다. 그 영향은 에두아르 마네, 제임스 애벗 맥닐 휘슬러, 에드거 드가, 클로드 모네, 앙리 드 툴루즈 로트레크, 빈센트 반 고흐, 폴 고갱에 미쳤다. 특히 네덜란드 화가 고흐는 히로시게 작품의 모사를 자주 했고, 또 그 특색 있는 남색은 '히로시게 블루'로 불렸다.
구니요시는 서양풍 음영법을 적극적으로 도입한 점에 특색을 가졌고, 시대의 괴기 취미와 그 자신의 특이한 감각이 연결돼 초현실적인 분위기를 뿜어낸다. 막부 말기 작품으로는 '아카자와야마오즈모'(赤澤山大相撲)가 있고, 세 장으로 이어지는 무샤에(武者絵, 무사를 그린 그림)·풍자화에 뛰어난 개성을 발휘했다. 구니사다(3대 도요쿠니)는 만엔 원년(1860년) 즈음부터 금승당판 배우 오쿠비에의 제작에 착수했고, 많은 야쿠샤에(役者絵, 배우를 그린 그림)을 남겼다. 만엔 원년(1860년) 즈음부터는 요코하마의 이국 풍속을 그린 우키요에가 다수 간행됐고, 이를 총칭해 '요코하마에'(横浜絵)라고 불렀다.
히로시게의 제자로는 2대 히로시게·3대 히로시게·우타가와 히로카게(歌川広景)·우타가와 시게키요(歌川重清)·우타가와 시게마사(歌川重昌)·엔로사이 시게미쓰(遠浪斎重光)·우타가와 시게하루(歌川重春)·시코(紫紅)·우타가와 요시노부(歌川芳延) 등이 있고, 구니요시에게서 배운 인물로는 쓰키오카 요시토시(月岡芳年)·가와나베 교사이(河鍋暁斎)가 있었다. 구니사다에게는 우타가와 사다히데(歌川貞秀)·우타가와 사다카게(歌川貞景)·우타가와 사다토라(歌川貞虎)·도요하라 구니치카 및 긴키 지방의 우타가와 사다히로(歌川貞広)·우타가와 사다마스(歌川貞升) 등의 제자가 있었고, 모두 메이지 이후에도 이어졌다. 더욱이 우타가와 히로시게(초대)의 시니에(死絵, 사망했을 때 그 부고와 추선을 겸해 그려지는 그림)는 구니사다(3대 도요쿠니)가 그렸다.
쓰키오카 요시토시(月岡芳年)와 동문 선배인 오치아이 요시이쿠(落合芳幾)는 게이오 2년(1866년)부터 이듬해에 걸쳐 가부키의 잔혹한 장면을 모은 『영명이십팔중구』(英名二十八衆句)를 함께 제작했고, 각자 열네 장면씩 그렸다. 이는 요시토시에게 있어서는 초기 작품이고, 메이지 이후, 시사적인 내용도 포함한 다종다양한 작품을 남겼다.
가와나베 교사이(河鍋暁斎)는 우키요에를 기점으로 하면서도 이에 얽매이지 않는 이색적인 화가로, 막부 말기부터 메이지에 걸쳐 빈번히 창작 활동을 행했다.
에도 린파의 흐름에 속하는 스즈키 기이쓰(鈴木其一)는 사카이 호이쓰(酒井抱一)의 가장 저명한 직속 제자이고, 세련된 도시적이고 이시적인 작풍으로 알려져 있으며, 종종 근대 일본화의 선구적인 화가로 자리잡았다.

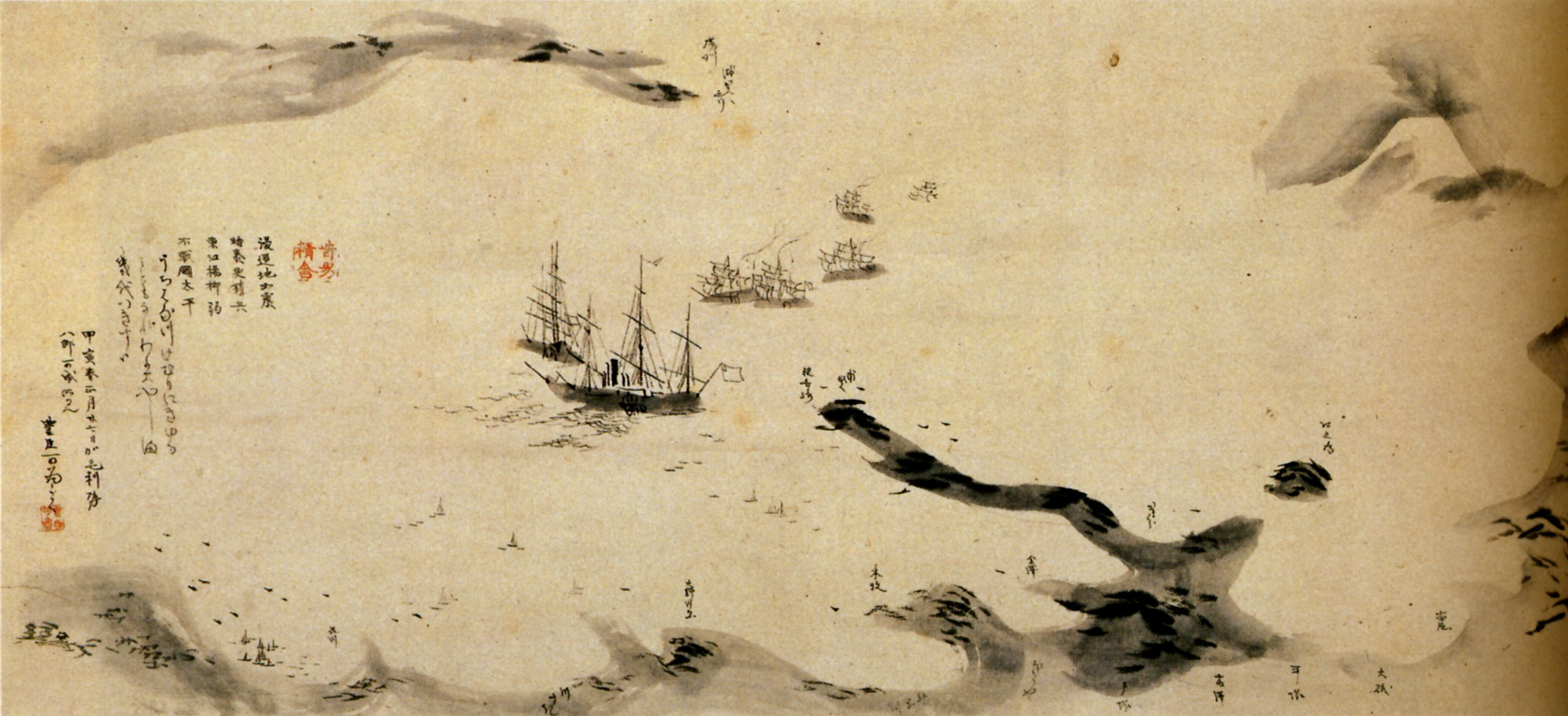
우키타 잇케이(浮田一蕙) '미국 함대 우라가 도래도'(米艦浦賀渡来図)(1854년, 종이 묵화 교토 국립박물관 소장)

야마토에 화가로는 교토의 우키타 잇케이(浮田一蕙)가 있다. 그는 복고 야마토에의 운동에 참가하는 한편 존왕양이 사상에도 공명해 정치 활동에 관여했기에 안세이 대옥 때 잡혀갔다. 『가스가 곤겐 겐키 에마키』(春日権現験記絵巻)의 구도·수법을 교묘히 사용해 가즈노미야 강가(왕녀가 신하의 집안으로 시집가는 것)를 풍자한 『곤카이 소시 에마키』(婚怪草紙絵巻, 메트로폴리탄 미술관 소장) 등의 특색 있는 작품을 가진다.
장벽화(障壁画, 장지에 그리는 그림과 벽화) 분야에서는 복고 야마토에의 레이제이 다메치카(冷泉為恭, 오카다 다메치카(岡田為恭))가 활약했다. 그는 교토의 가노파 가계에서 태어나 '레이제이'(冷泉)로 성을 고칠 정도로 귀족 문화에 동경한 인물이고, 고전 야마토에의 연구에 열심한 나머지, 고화를 소유하는 막부 중신의 저택에 드나들어 근황파의 오해를 불러일으켰고, 40세에 암살당하기에 이른다. 그러나 교토 어소나 사누키국 고토히라궁의 장벽화 등 짧은 생애에 다채로운 작화를 썼고, 특히 미카와국 다이주지(大樹寺)(아이치현 오카자키시) 오호조(大方丈, 주지의 방)의 장벽화는 안세이 4년 작품으로 중요문화재로 지정됐다.
역사화로는 기쿠치 요사이(菊池容斎)가 알려져 있다.

### 사진

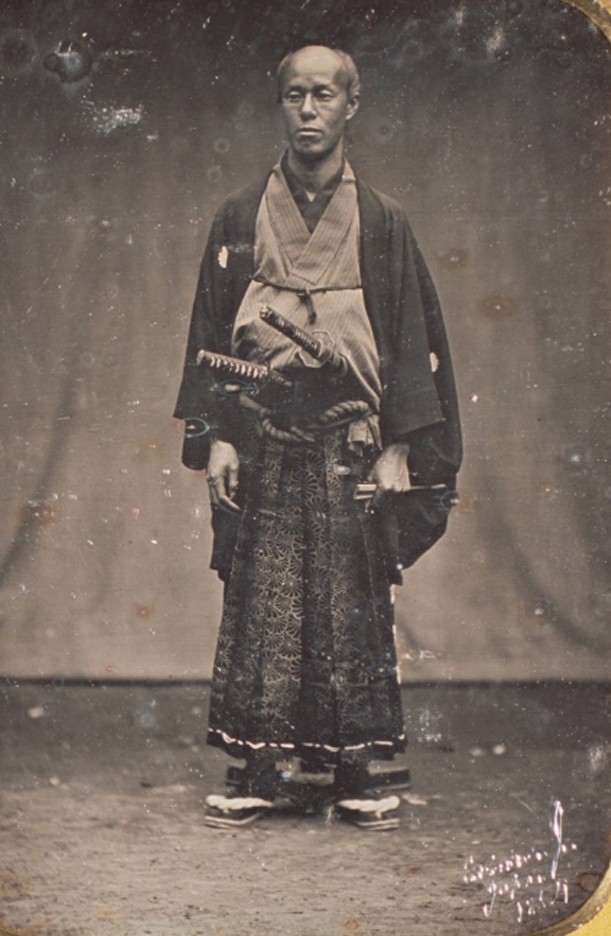
일본에서 가장 오래된 사진. 다나카 미쓰요시(田中光儀) 상(1854년 촬영)

루이 다게르에 의해 다게레오타이프가 발명된 것은 1839년의 프랑스에서의 일이었으나, 그 4년 후인 덴포 14년(1843년)에는 네덜란드선에 의해 나가사키에서 일본에서 처음 사진 기재가 들어왔다. 당시 나가사키의 어용 상인이자 난학자였던 우에노 슌노조(上野俊之丞)는 사진 기재 일습을 스케치했으나, 기재 그 자체는 네덜란드로 돌아갔다. 가에이 원년(1848년)에는 시마즈 나리아키라가 다게레오타이프 기재를 입수해 사쓰마 번사 이치키 시로(市来四郎) 등에게 연구를 명했으나, 다게레오타이프는 약제의 조제가 어렵고, 이치키 등이 사진 촬영에 성공한 것은 안세이 4년(1857년)의 일이라고 알려져 있다. 이것이 일본인에 의한 첫 사진 촬영이었다. 나가사키 해군전습소에서 화학을 가르친 의사 브룩(Jan Karel van den Broek)도 사진술을 가르쳤다.
일본 첫 사진관은 만엔 원년(1860년)의 미국인 오린 프리먼(Orrin Erastus Freema)에 의한 요코하마의 사진관이다. 분큐 원년(1861년), 프리먼의 기재 일습을 구입한 우카이 교쿠센(鵜飼玉川)이 에도 야겐보리(薬研堀)에서 일본인에 의한 첫 사진관을 열었다. 일본 사진의 조상으로 알려진 우에노 히코마(上野彦馬)(우에노 슌노조의 자식)는 안세이 6년(1859년), 나가사키의 의학 전습소에서 사밀학(화학)의 입장으로 사진술을 연구했으나, 일본에 방문한 네그레티 & 잠브라(Negretti and Zambra)사의 특파원이자 직업적 사진가였던 프랑스인 피에르 로시어(Pierre Joseph Rossier)로부터 본격적으로 습식 사진을 배웠다. 우에노는 분큐 2년(1862년)에　우에노 촬영국(上野撮影局)을 개업했고, 이곳에서 촬영된 사카모토 료마의 초상 사진이 유명하다. 우카이·우에노와 함께 초기 사진가로 알려진 것이 요코하마에서 분큐 2년에 개업한 시모오카 렌조(下岡蓮杖)이다. 그는 미국인 사진가 존 윌슨(John Wilson)으로부터 사진술을 배웠고, 더욱이 그 귀국 때 기재를 양도받았다. 그 작품에는 풍경이나 서민의 모습을 촬영한 것이 많이 포함된다.

### 공예·염직
공예 분야에서는 도자기로 교야키(京焼)의 명인으로 오쿠다 에이센(奥田頴川)과 제자로 아오키 모쿠베이(青木木米)와 닌나미 도하치(仁阿弥道八, 다카하시 도하치(高橋道八))가 등장했다. 모쿠베이는 문인화로도 유명하나, 중국풍 센차 찻잔에 뛰어난 작품을 남겼다. 도하치는 노노무라 닌세이(野々村仁清)나 오가타 겐잔 등의 전통을 이어받은 일본풍 디자인의 말차 찻잔이나, 인물·동물 등의 장식물에 뛰어난 작품이 있다. 도하치는 기슈번 오니와야키(御庭焼, 다이묘 등이 성내나 저택 내에 가마를 만들고 도공을 불러 구운 도자기) 가이라쿠엔야키(偕楽園焼) 확립에 참가한 뒤, 다카마쓰번 오니와야키 산카마(賛窯), 사쓰마번 오니와야키 이소노오니와야키(磯御庭焼), 스미노쿠라가(角倉家) 오니와야키 잇포도야키(一方堂焼), 니시혼간지 오니와야키 로잔야키(露山焼) 등의 확립에도 참가했다. 에이센의 제자로는 외에도 청화·적화로 유명했던 오가타 슈헤이(尾形周平), 청자로 유명했던 긴코도 가메스케(欽古堂亀祐) 등이 있다. 같은 교야키의 에이라쿠 호젠(永樂保全)은 모쿠베이, 닌나미와 함께 교야키의 3명공으로 불린 인물로, 그 또한 오쓰에서 고난야키(湖南焼)를 비롯해 다카쓰키번(高槻藩)의 나가이 나오테루(永井直輝)에게 불려 다카쓰키 가마를 지었다.
금공에서는 고토 이치조(後藤一乗), 가노 나쓰오(加納夏雄) 등이 사실적 조각에 새로운 입김을 불어넣었다고 평가받는다.
개항으로 근대적인 유리 제법이 서양에서 전해졌고, 유리 공예(비드로(vidro, 유리로 된 피리 모양 장난감), 컷 글라스(유리 제품에 정밀한 조각을 새기는 것, 기야만보리(ギヤマン彫り))도 각지로 퍼졌다.
염직에서는 문양·디자인으로 해골을 문양으로 한 것이나 어망을 교묘히 문양화한 것 등 도시적인 디자인이 많이 보였고, 시대적인 특징을 보인다.

### 서예
서예가로는 에도의 이치카와 베이안(市河米庵)과 마키 료코(巻菱湖), 교토의 누키나 스오(貫名菘翁)가 알려져 있고, '막부 말기의 3필'(幕末の三筆)이라고 불리기도 한다. 이들 중국식 서체의 명인은 중국의 다양한 고필을 체계적으로 연구해 일가를 이루었고, 수많은 제자를 모아 가르쳤다. 만년의 이치카와 베이안은 다이묘·승려 등 5,000명에 달하는 제자를 받아들였다고 전해진다.

### 갤러리

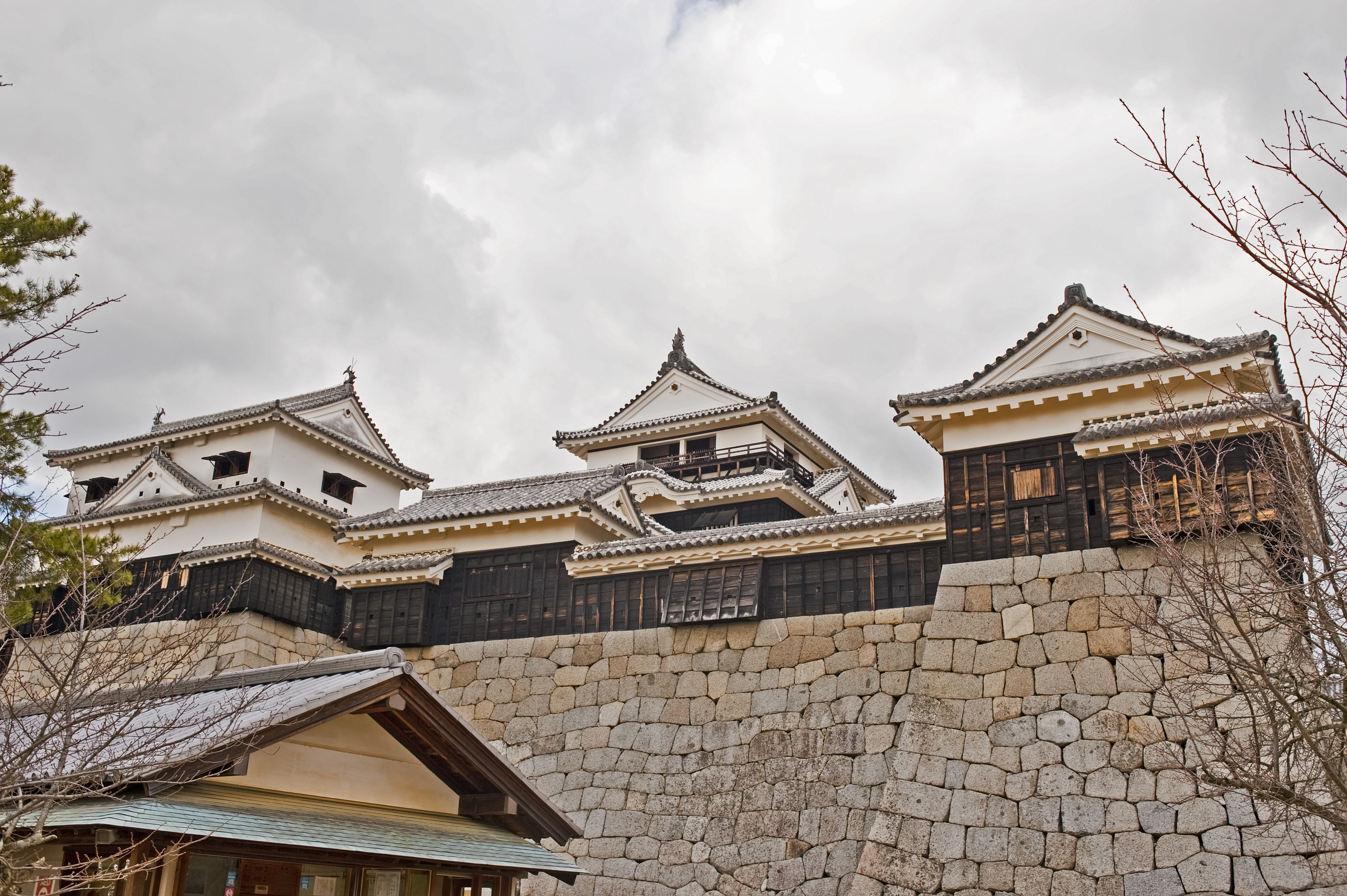
이요 마쓰야마성 연립 천수군(중앙은 대천수)
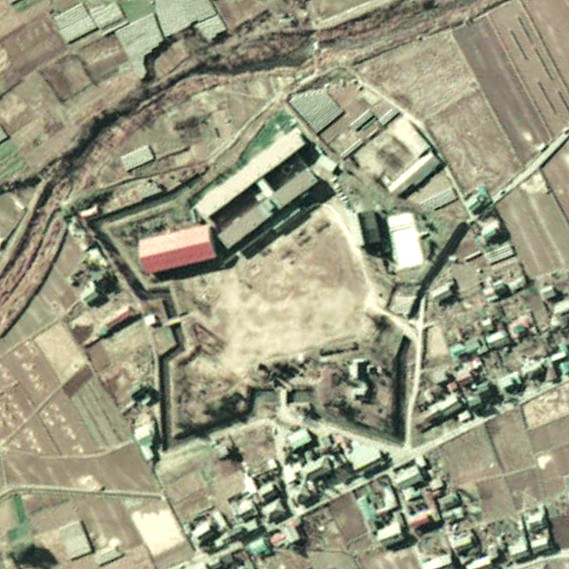
시나노 다쓰오카성터
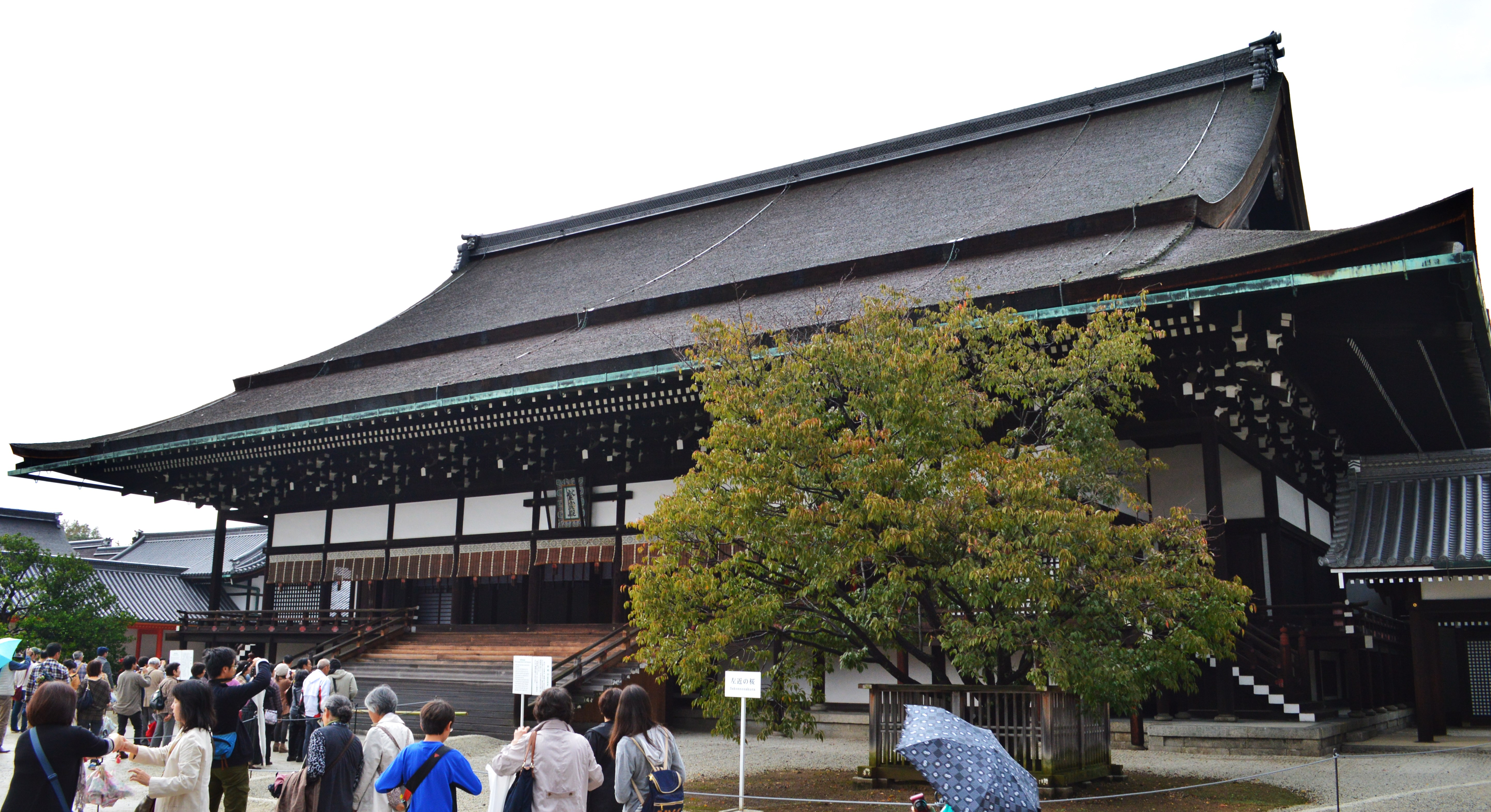
교토 어소 자신전
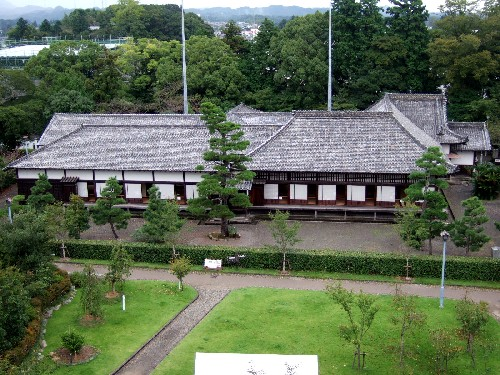
가케가와성 니노마루 어전
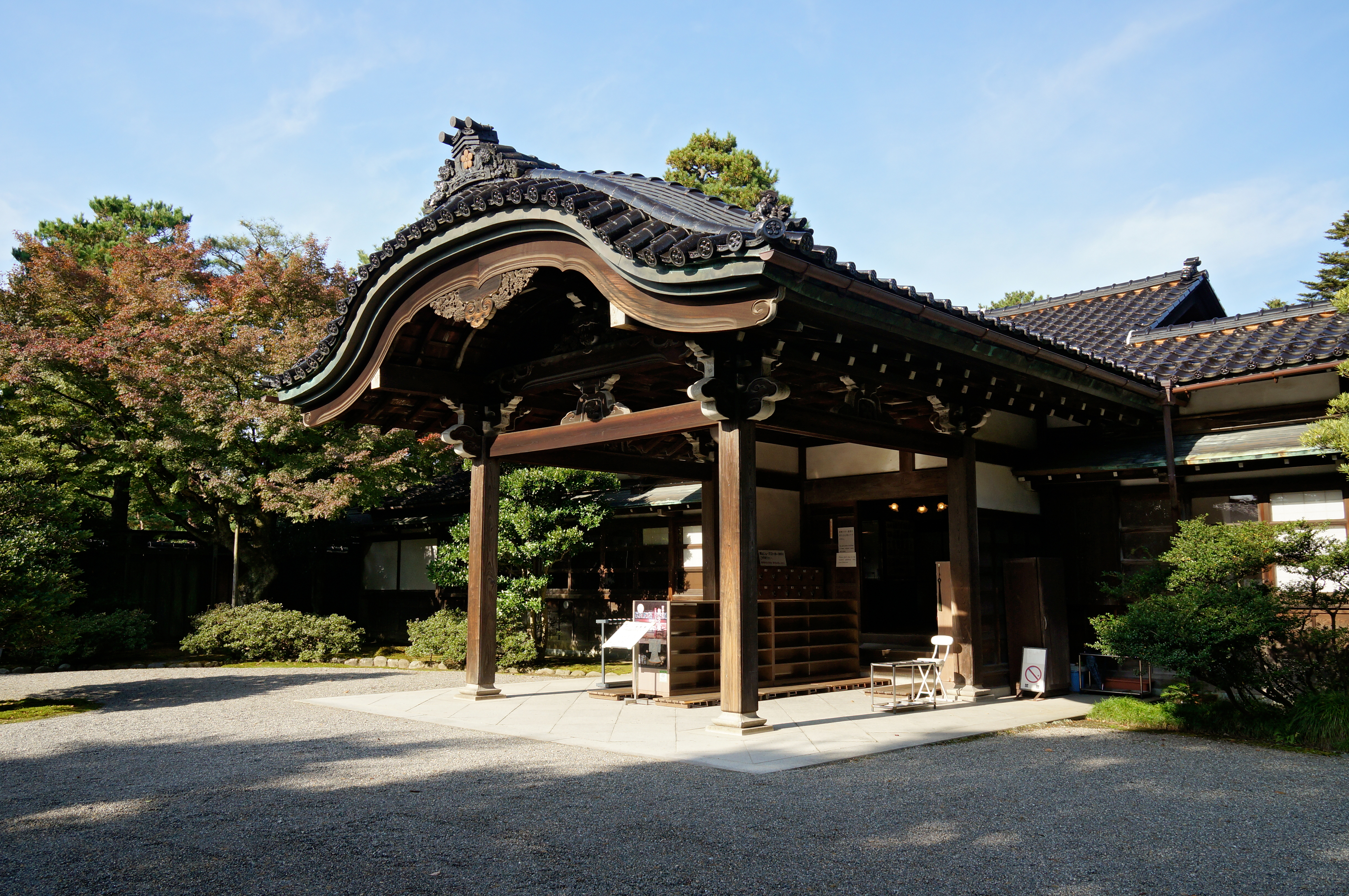
세이손카쿠(成巽閣) 현관
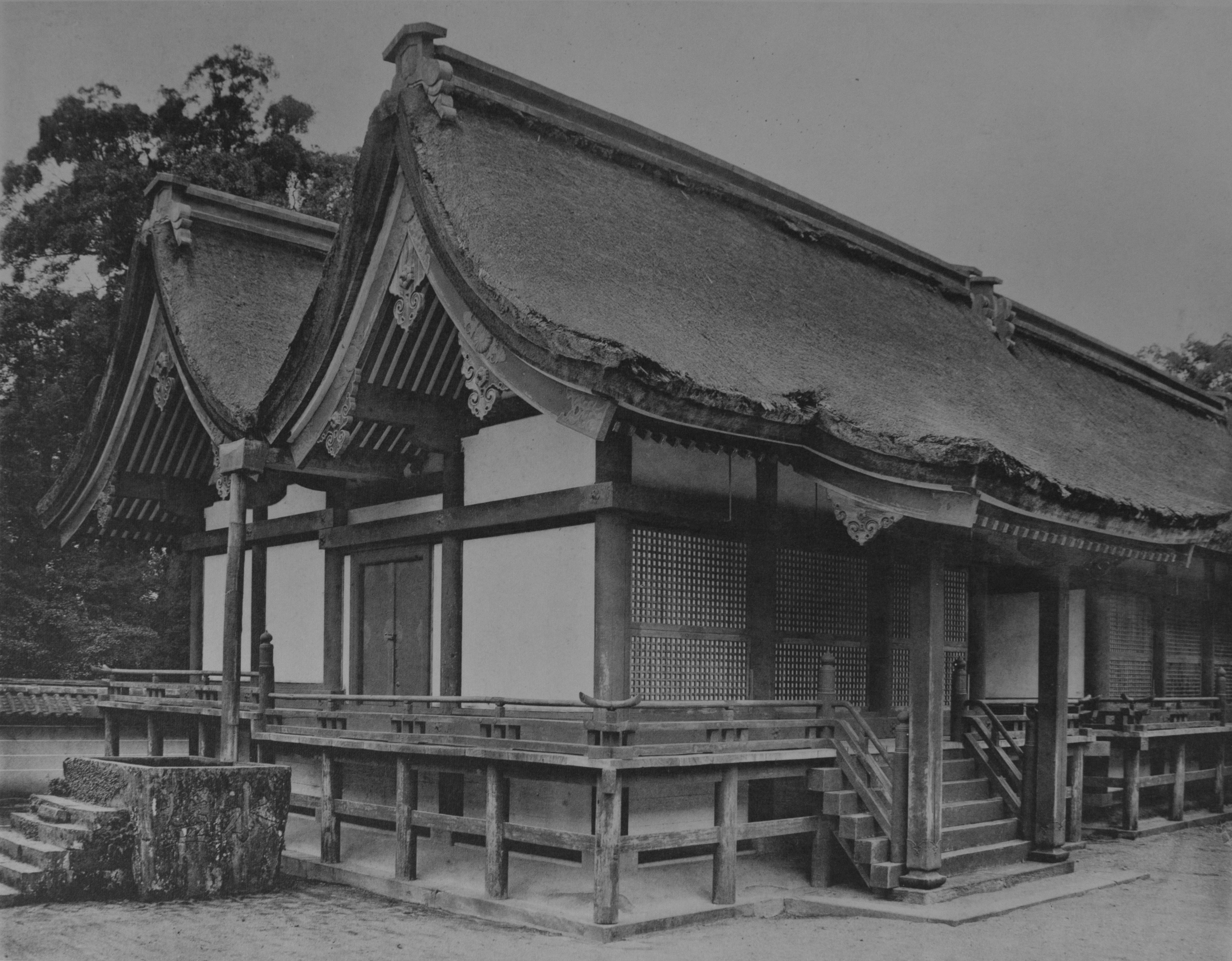
우사 신궁 본전(제1전)
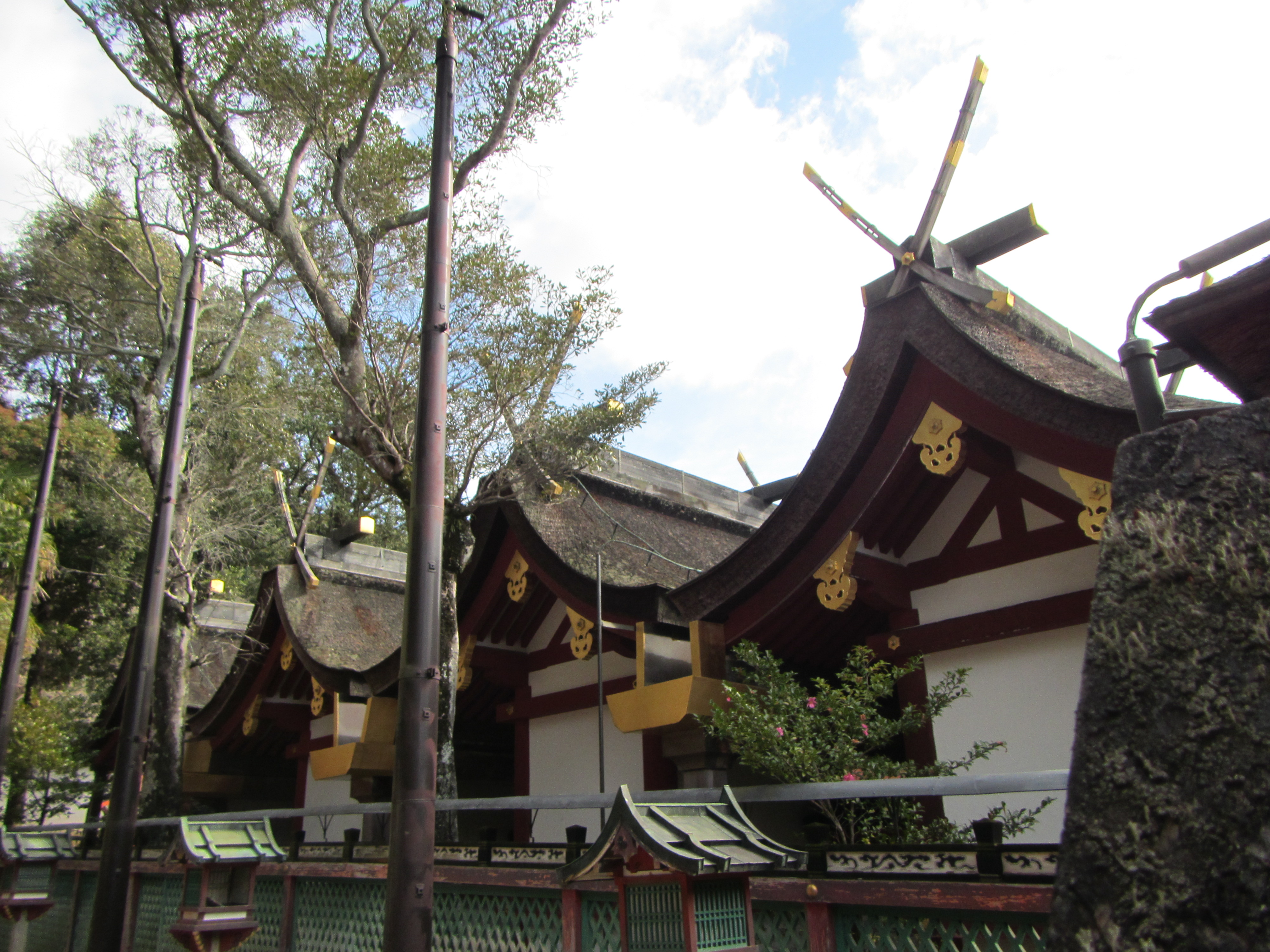
가스가타이샤 본전(제1전-제4전)
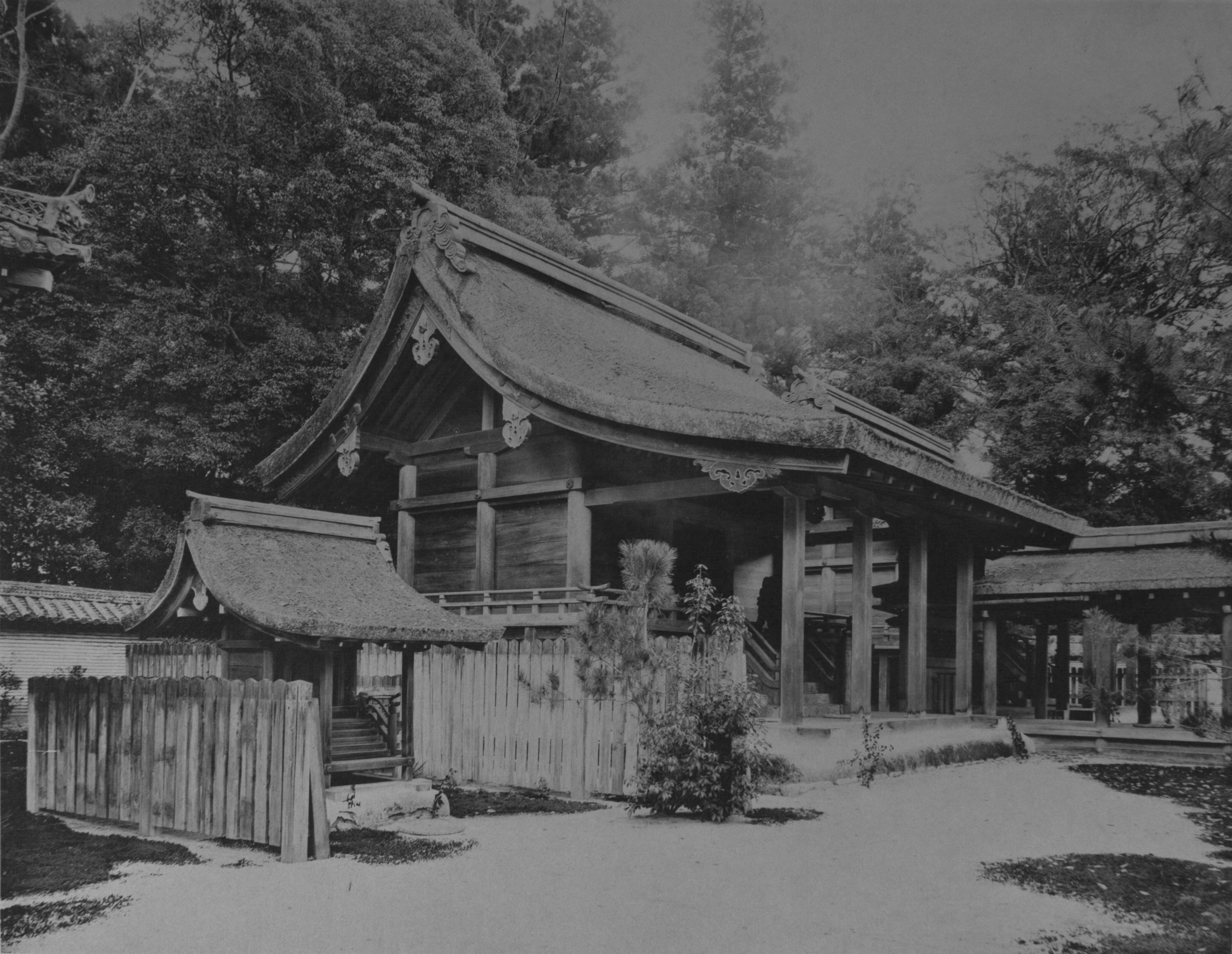
가모미오야 신사(시모가모 신사) 서쪽 본전
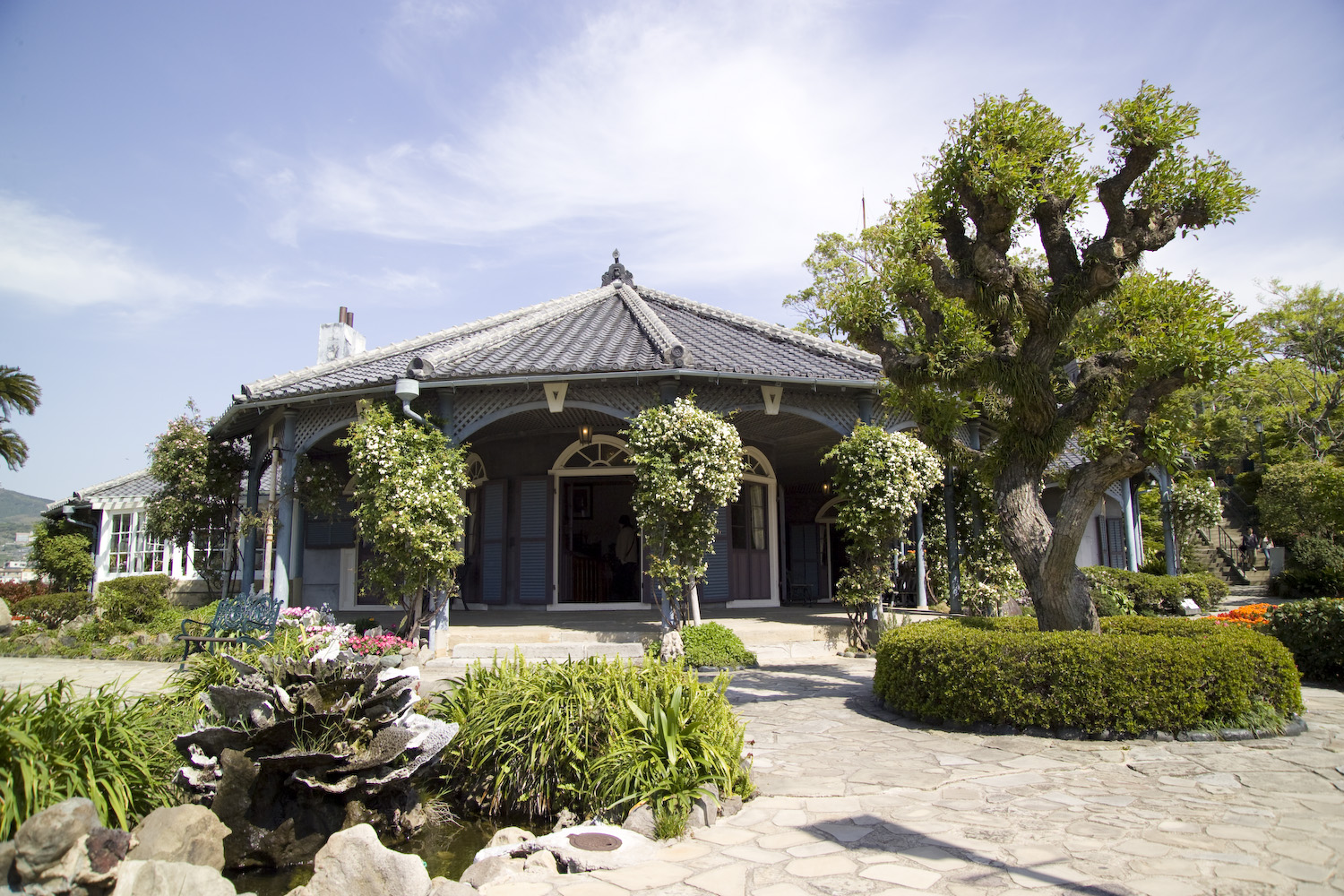
구 글로버 저택
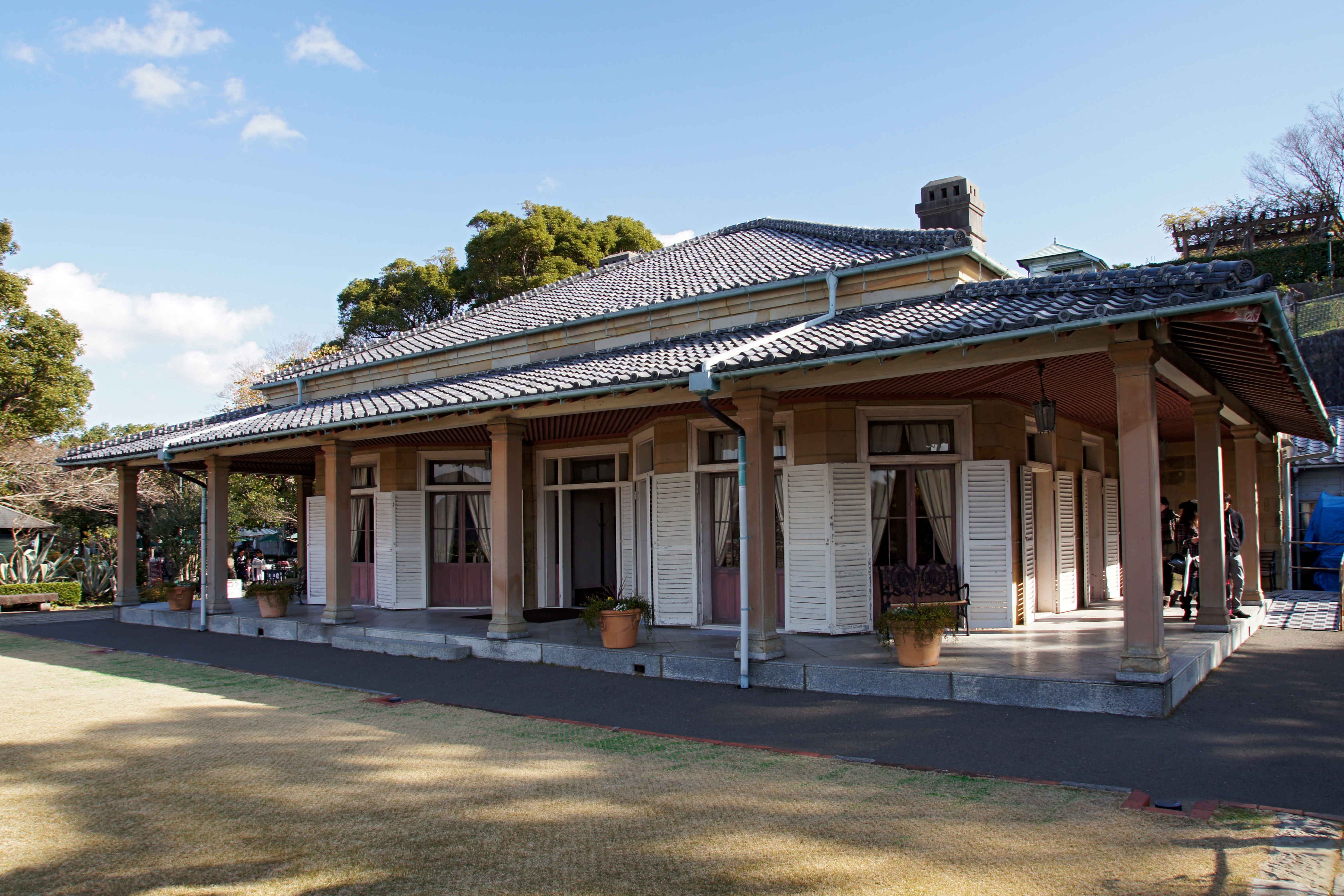
구 링거 저택
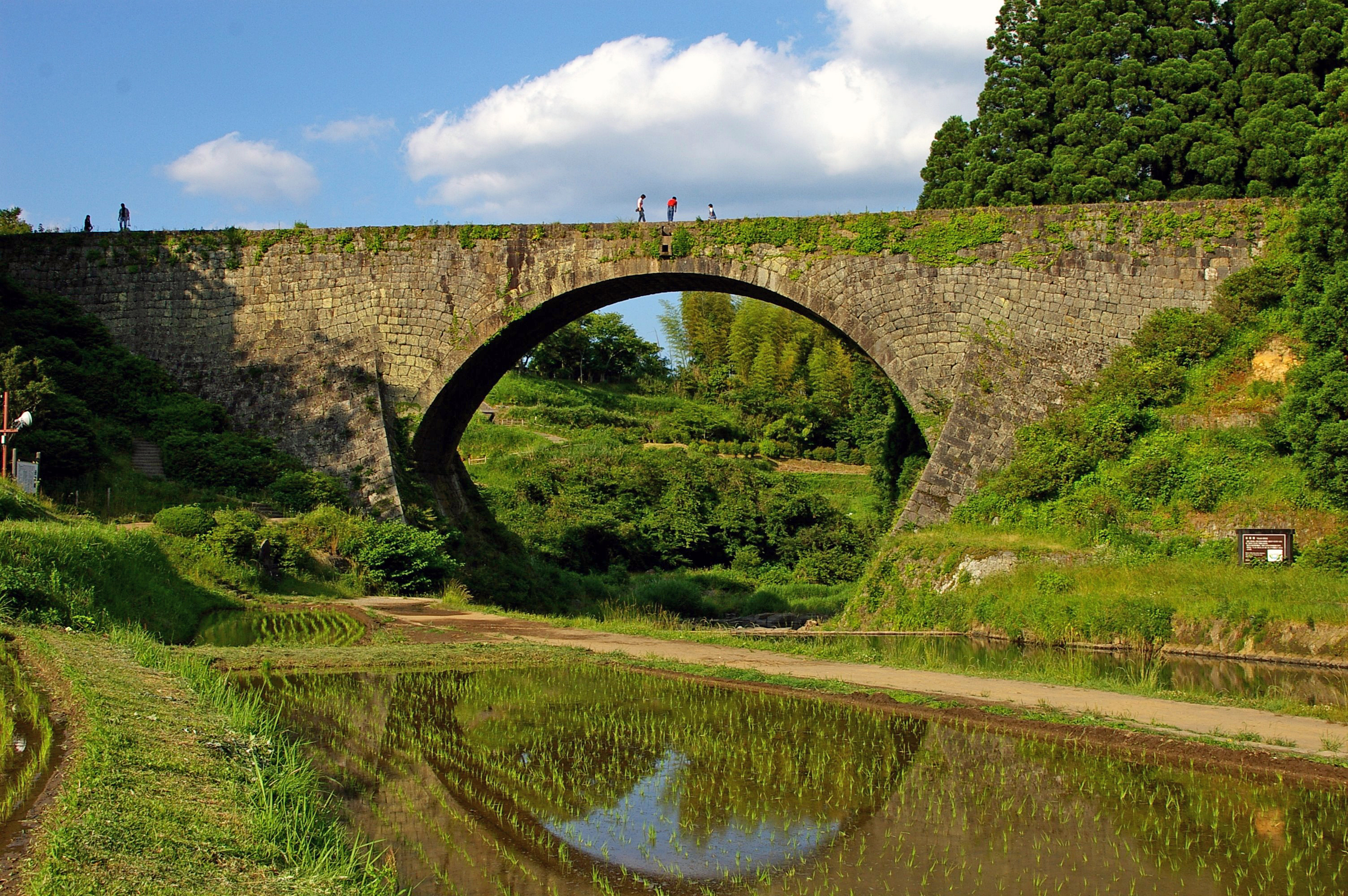
쓰준교(通潤橋, 쓰준 용수)
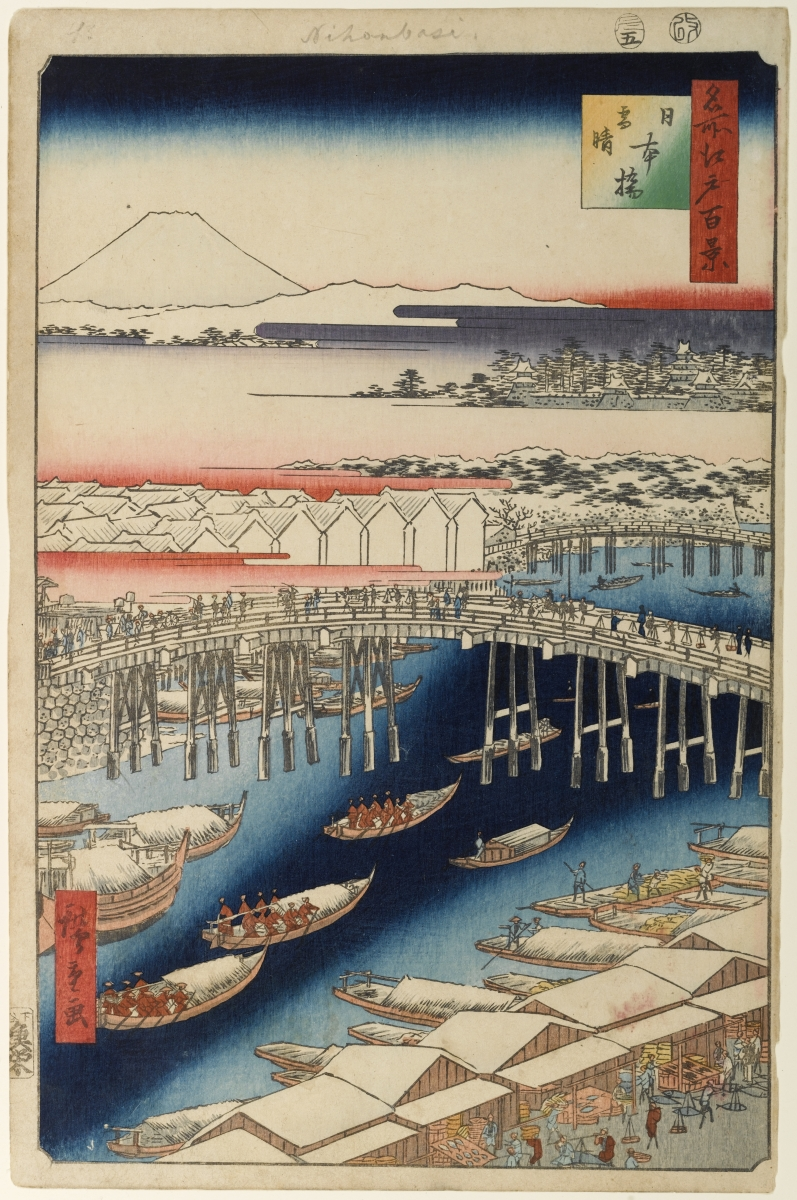
우타가와 히로시게 '니혼바시 유키바레'(日本橋雪晴, 『명소 에도 백경』(名所江戸百景))
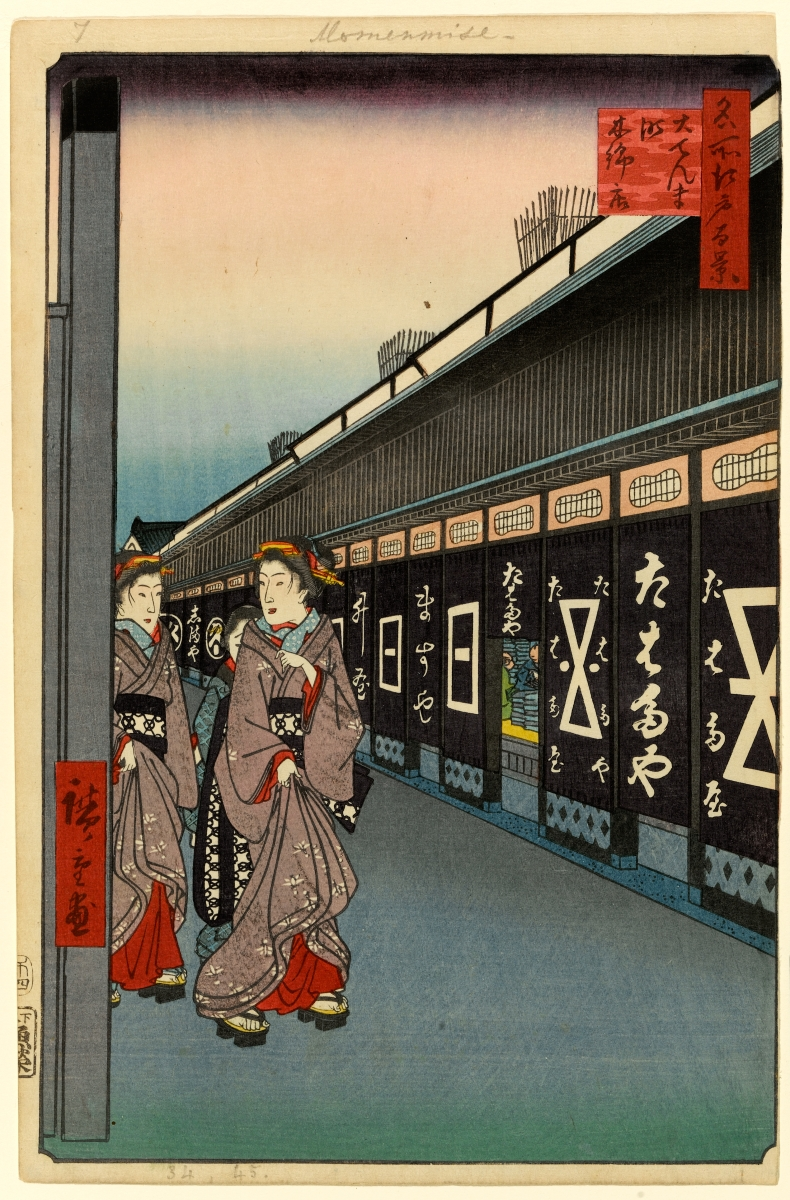
우타가와 히로시게 '오텐마초 모멘다나'(大てんま町木綿店, 『명소 에도 백경』)
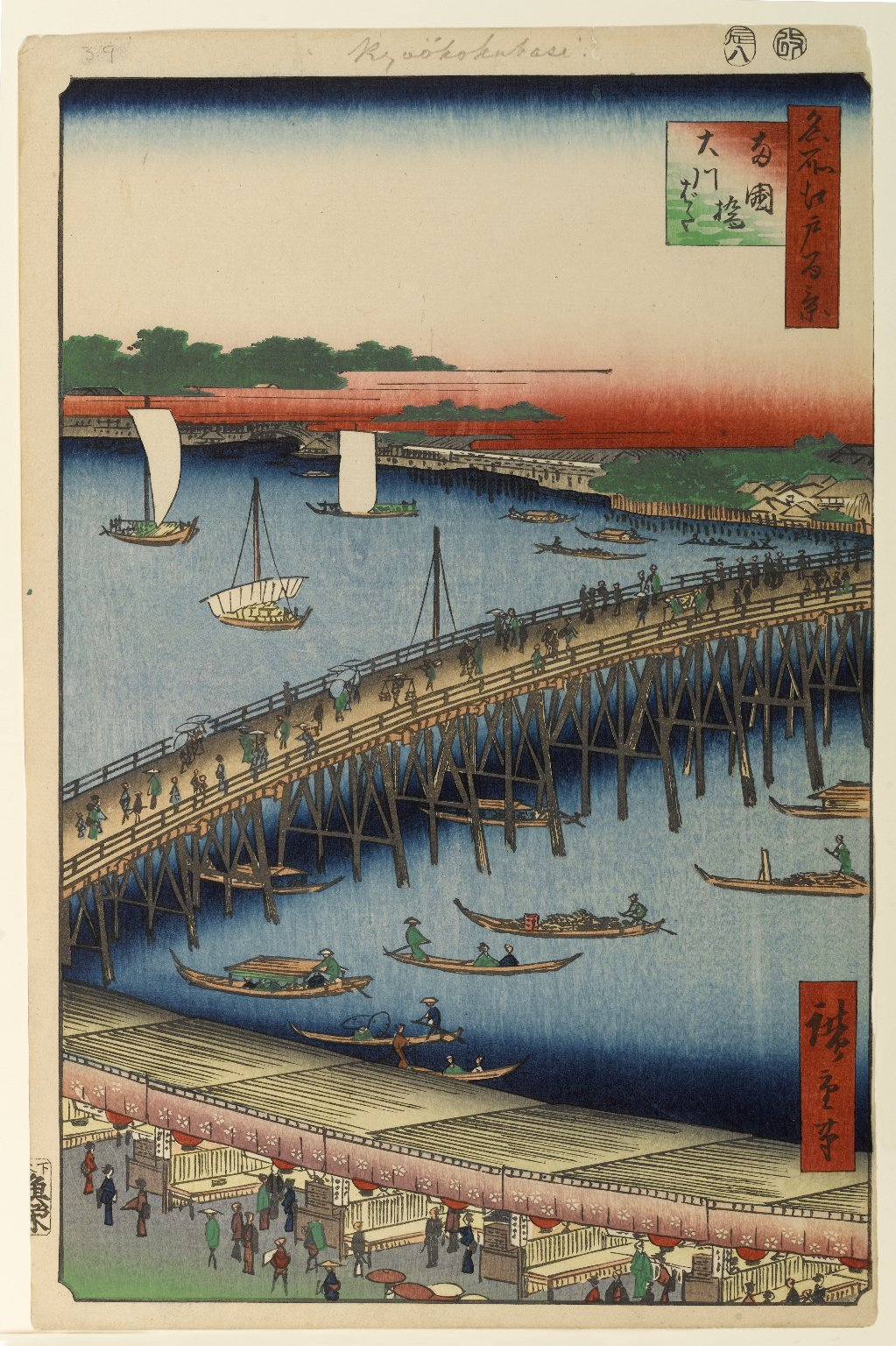
우타가와 히로시게 '료고쿠바시 오카와바타'(両国橋大川ばた, 『명소 에도 백경』)
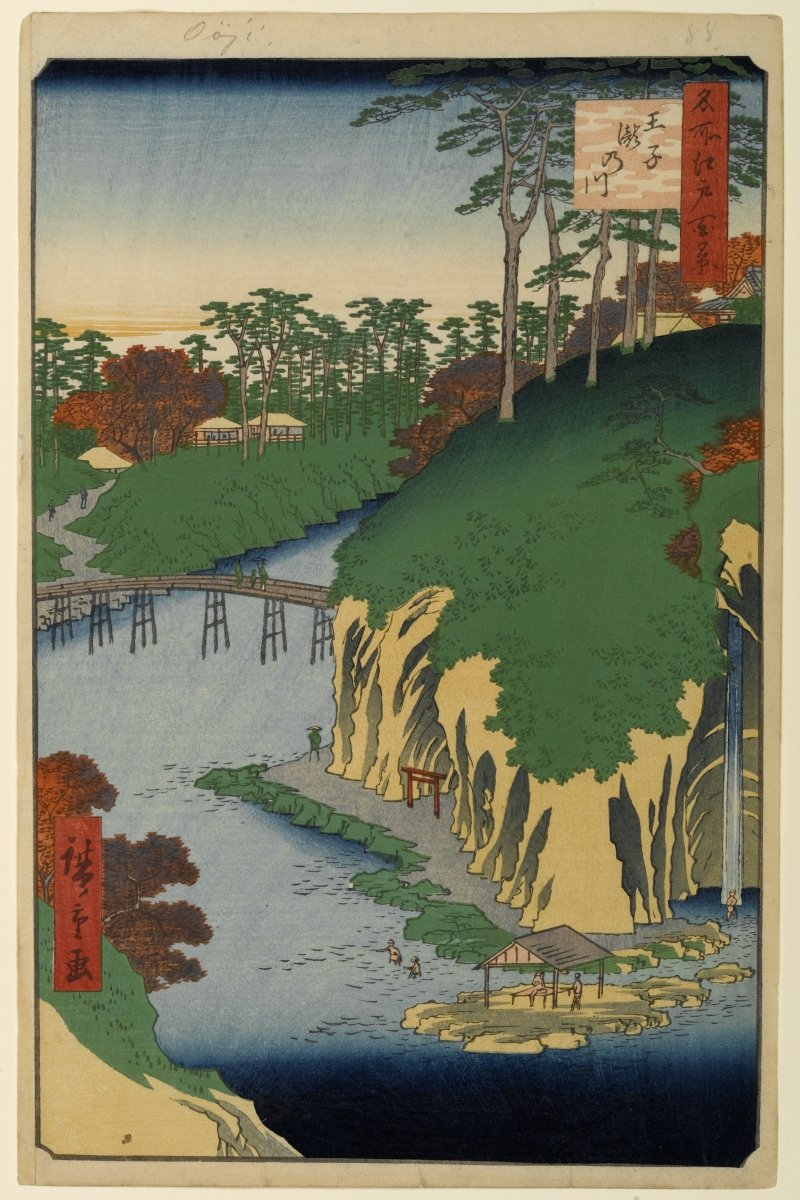
우타가와 히로시게 '오지 다키노가와'(王子瀧の川, 『명소 에도 백경』)
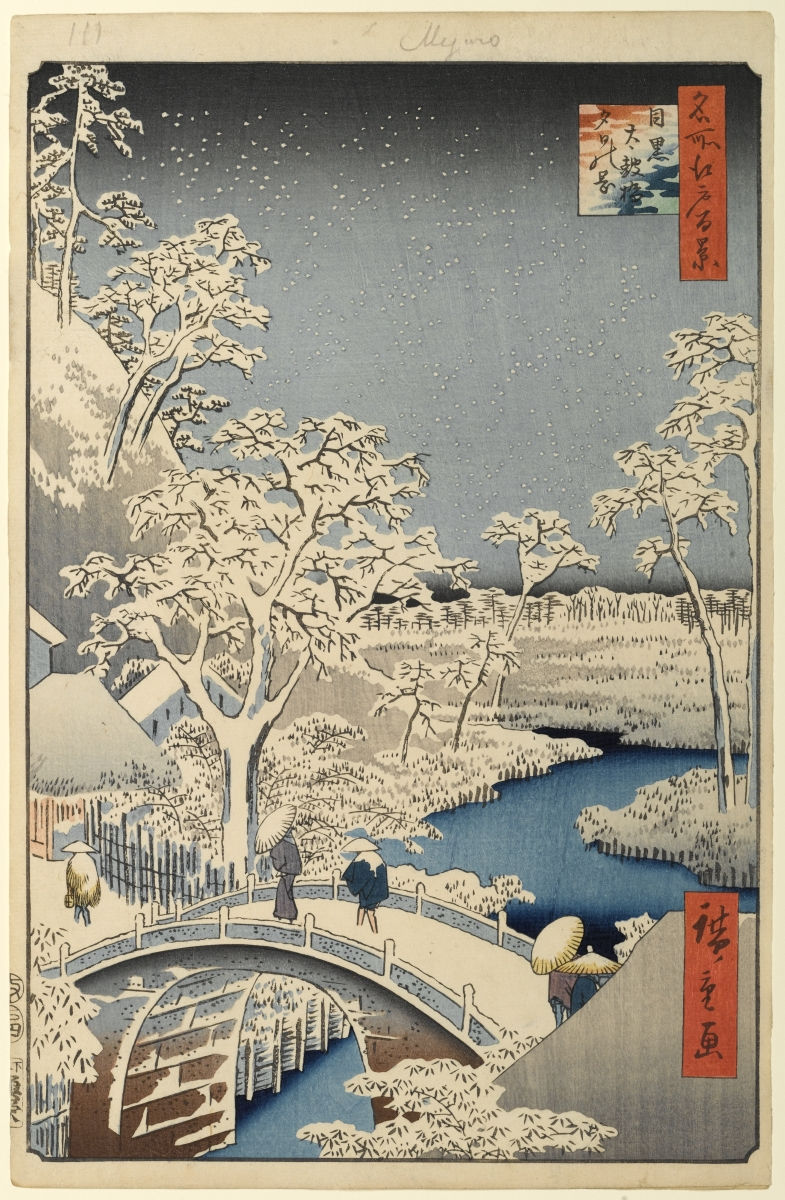
우타가와 히로시게 '메구로 다이코바시 저녁 언덕'(目黒太鼓橋夕日の岡, 『명소 에도 백경』)
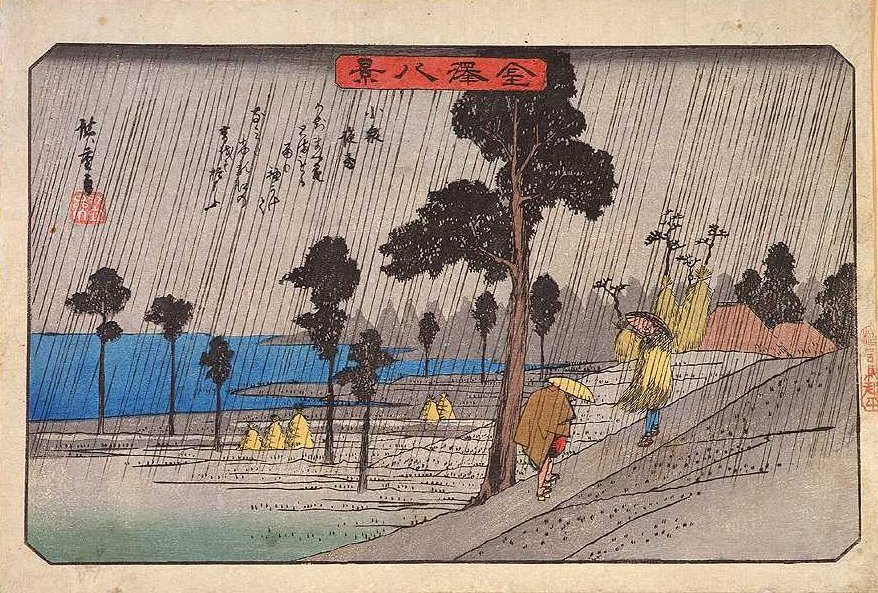
우타가와 히로시게 '고이즈미의 밤비'(小泉夜雨, 『가나자와 팔경』(金沢八景))
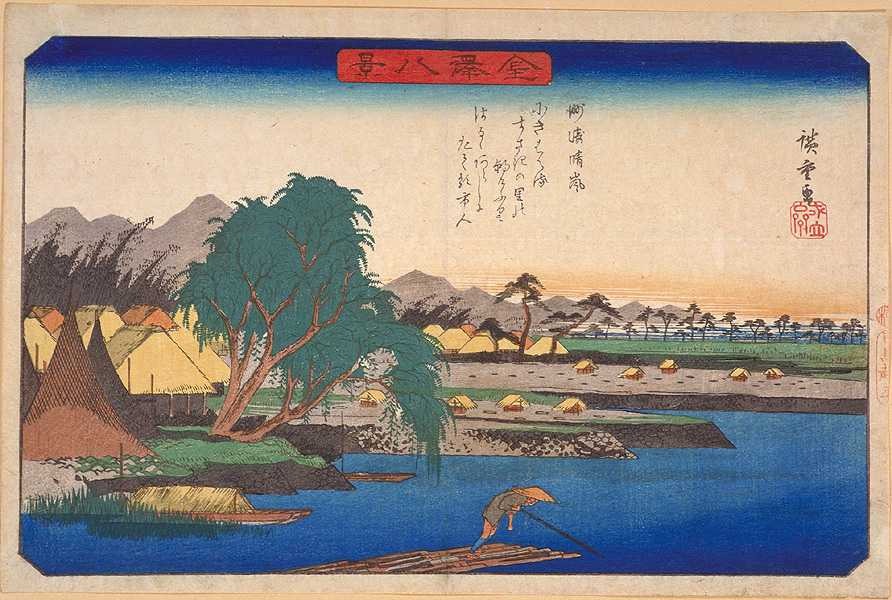
우타가와 히로시게 '스사키 청람'(洲崎晴嵐, 『가나자와 팔경』)
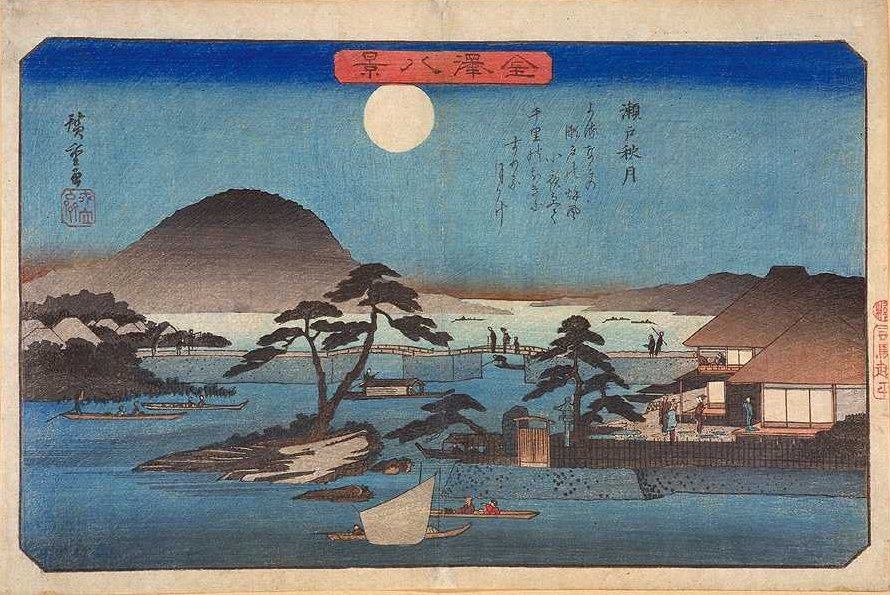
우타가와 히로시게 '세토 추월'(瀬戸秋月, 『가나자와 팔경』)
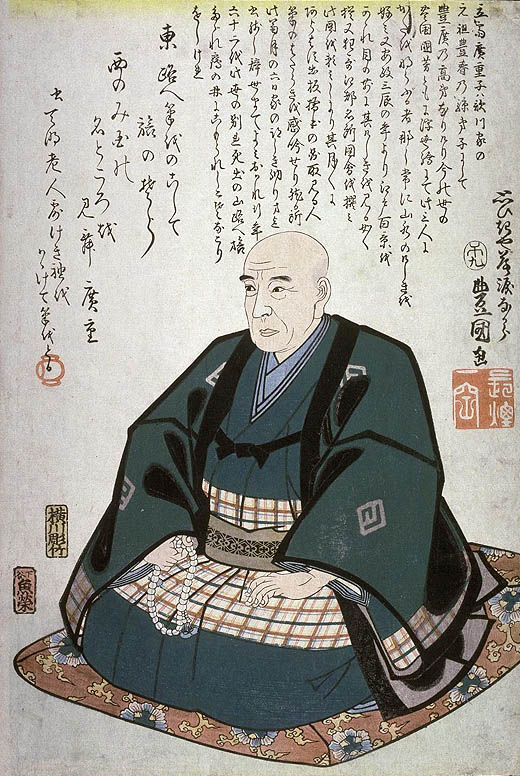
'우타가와 히로시게'(歌川広重, 우타가와 구니사다(歌川国貞, 3대 도요쿠니(豊国)에 의한 시니에(死絵))
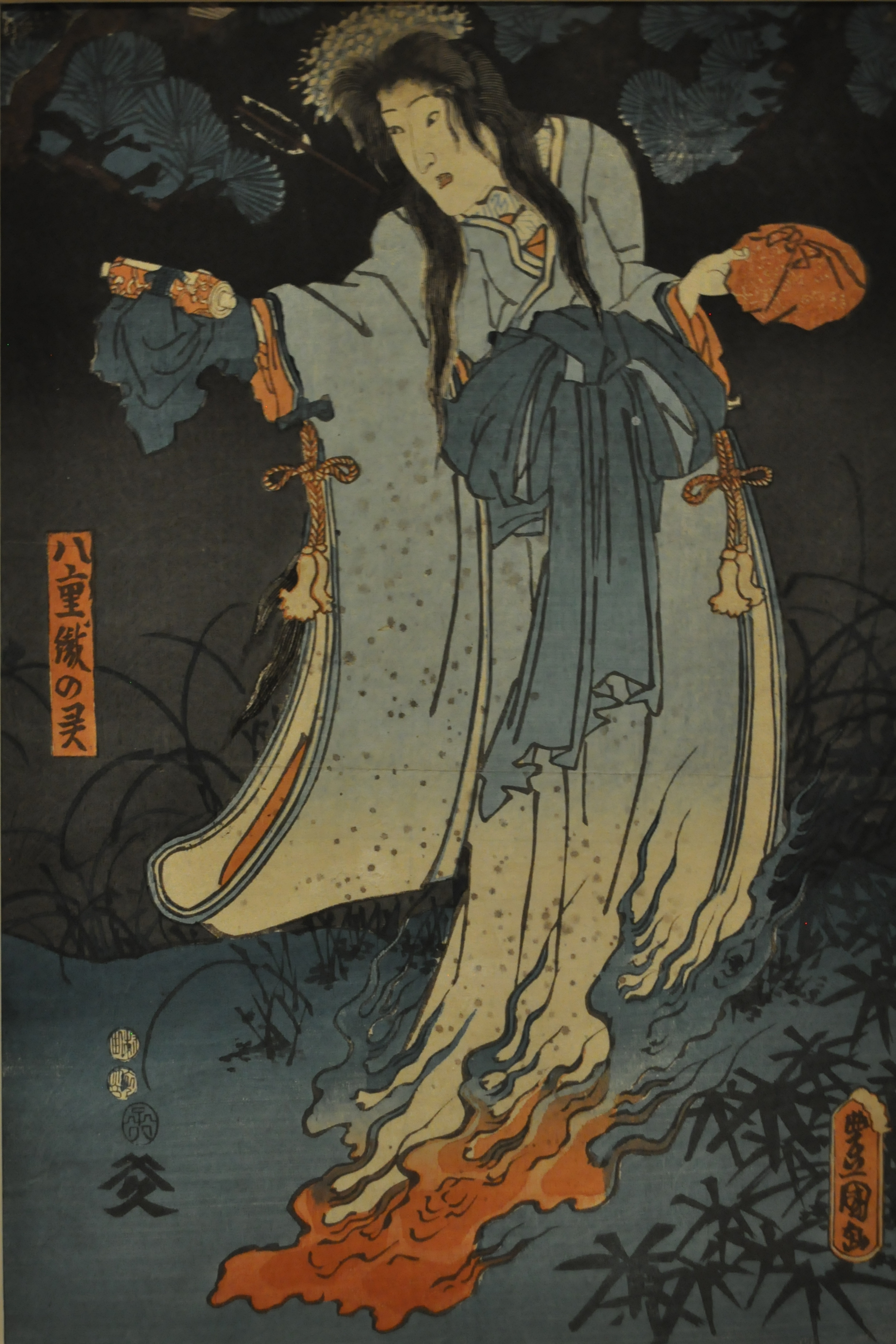
우타가와 구니사다 '야에오리 유령'(八重織の霊)
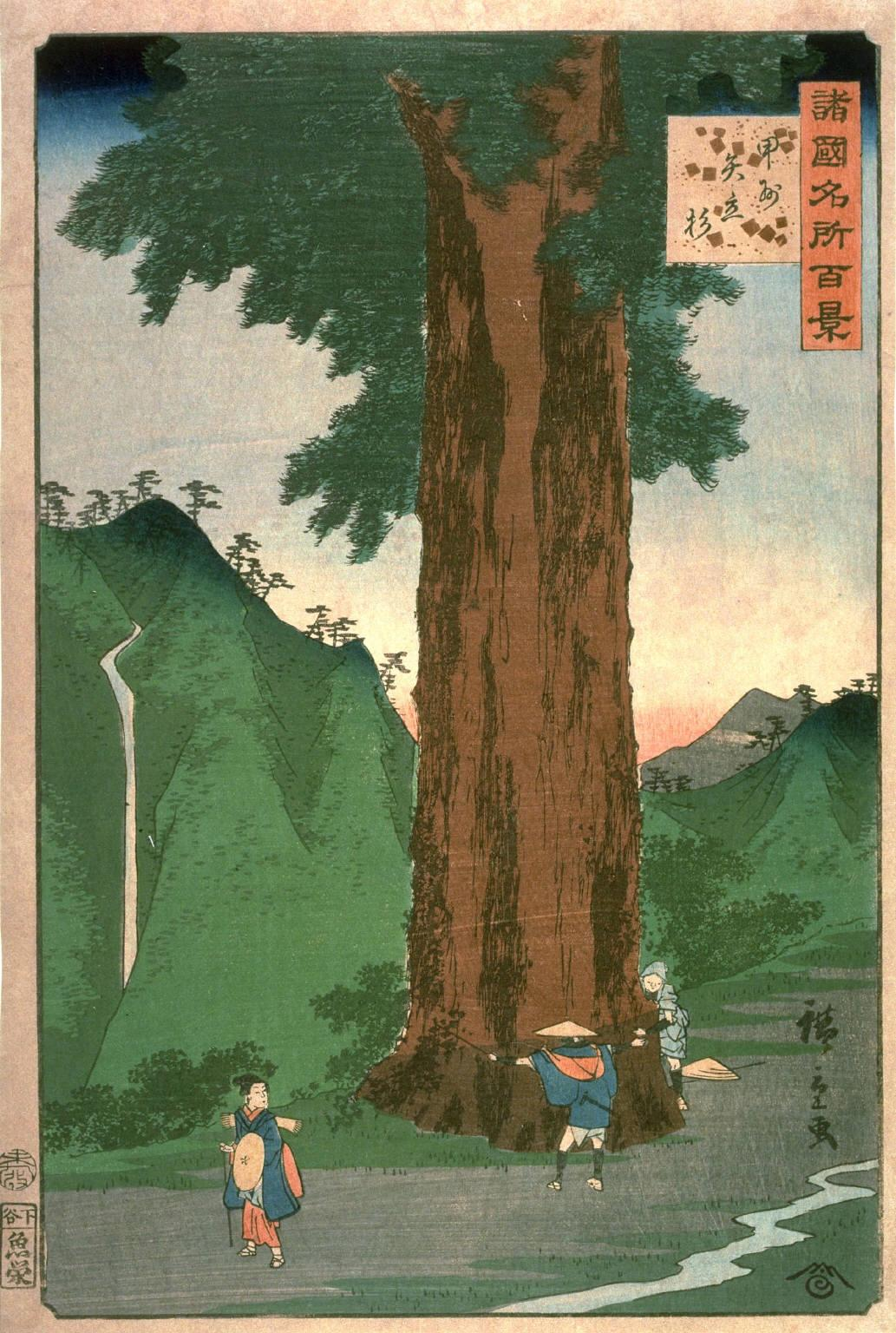
2대 히로시게 '고슈 야타테스기'(甲州矢立杉, 『제국 명소 백경』(諸国名所百景))
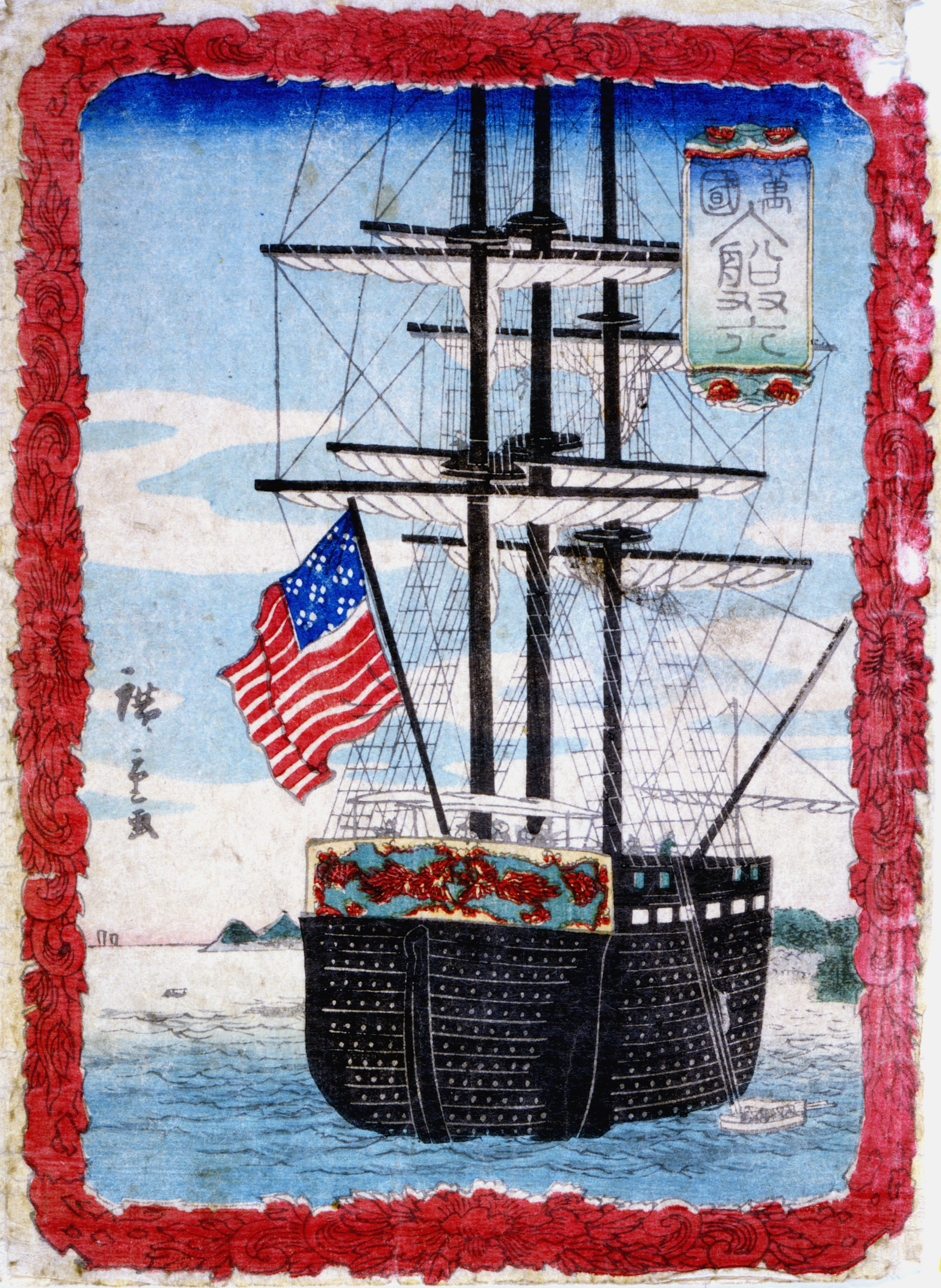
2대 히로시게 '만국 입선 쌍륙'(万国入船双六)
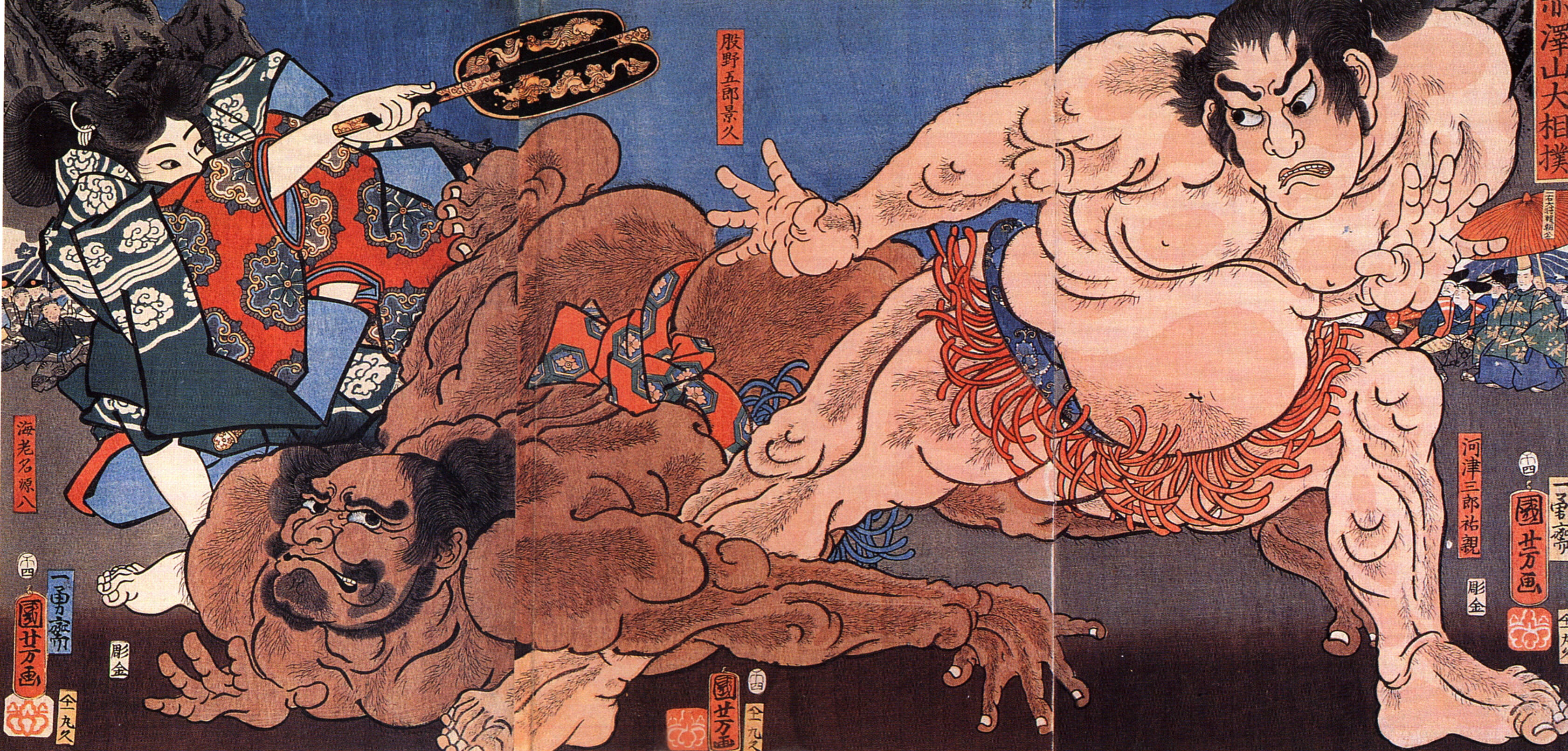
우타가와 구니요시(歌川国芳) '아카자와야마 오즈모'(赤澤山大相撲)
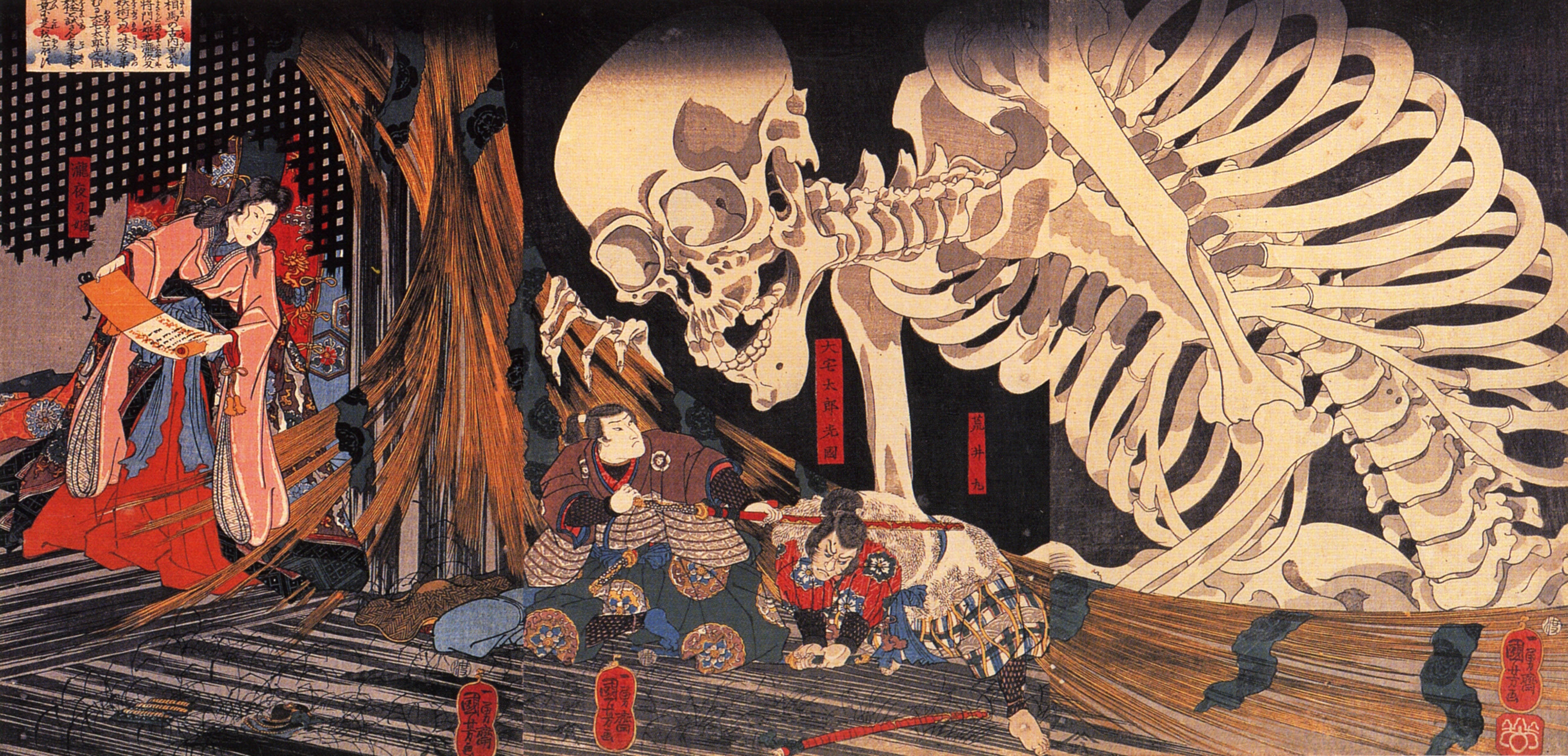
우타가와 구니요시 '소마의 옛집'(相馬の古内裏)
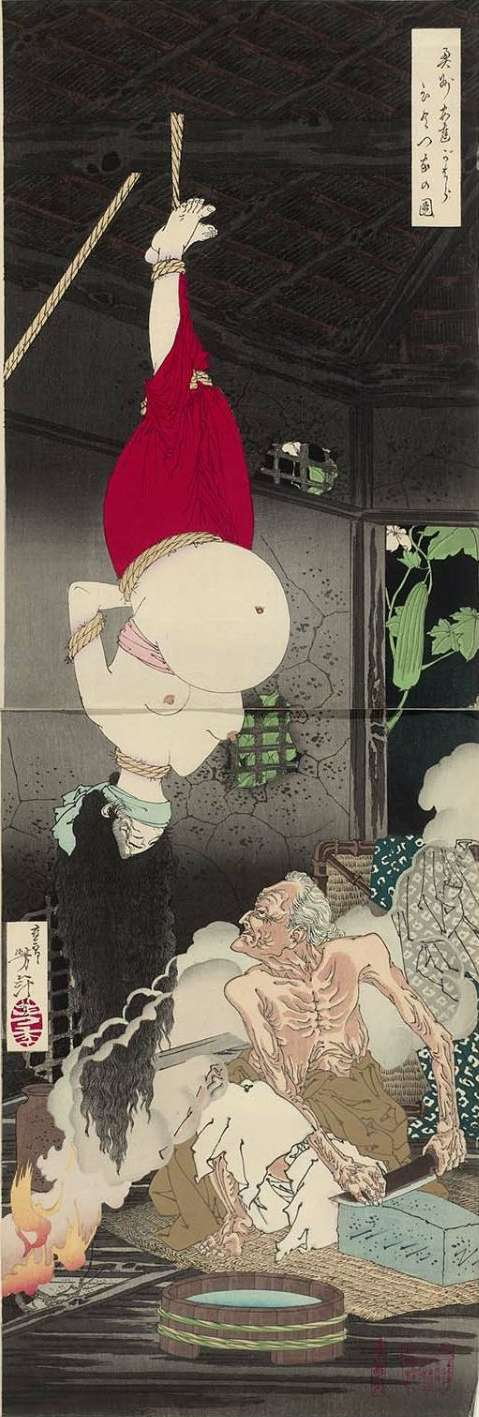
쓰키오카 요시토시(月岡芳年) '오슈 아다치가하라 한 집의 그림'(奥州安達がはらひとつ家の図)
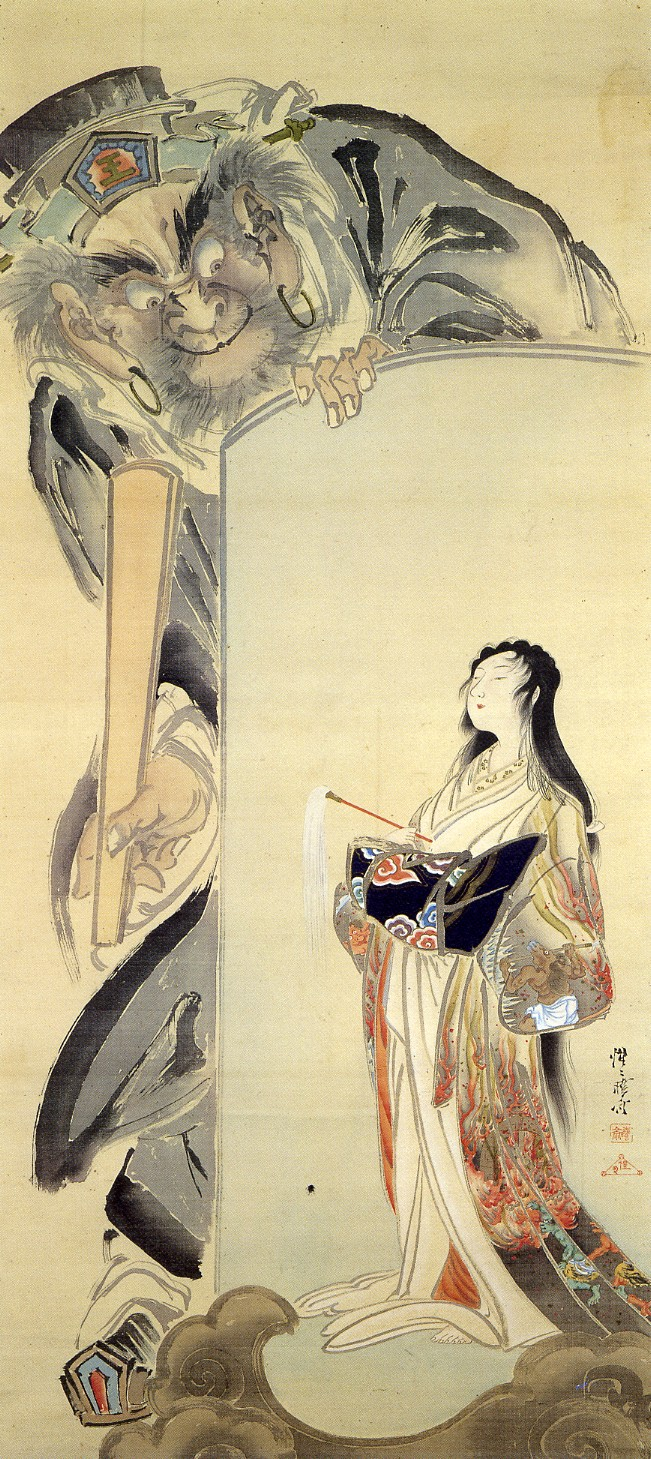
가와나베 교사이(河鍋暁斎) '염라와 지고쿠 다유'(閻魔と地獄太夫)
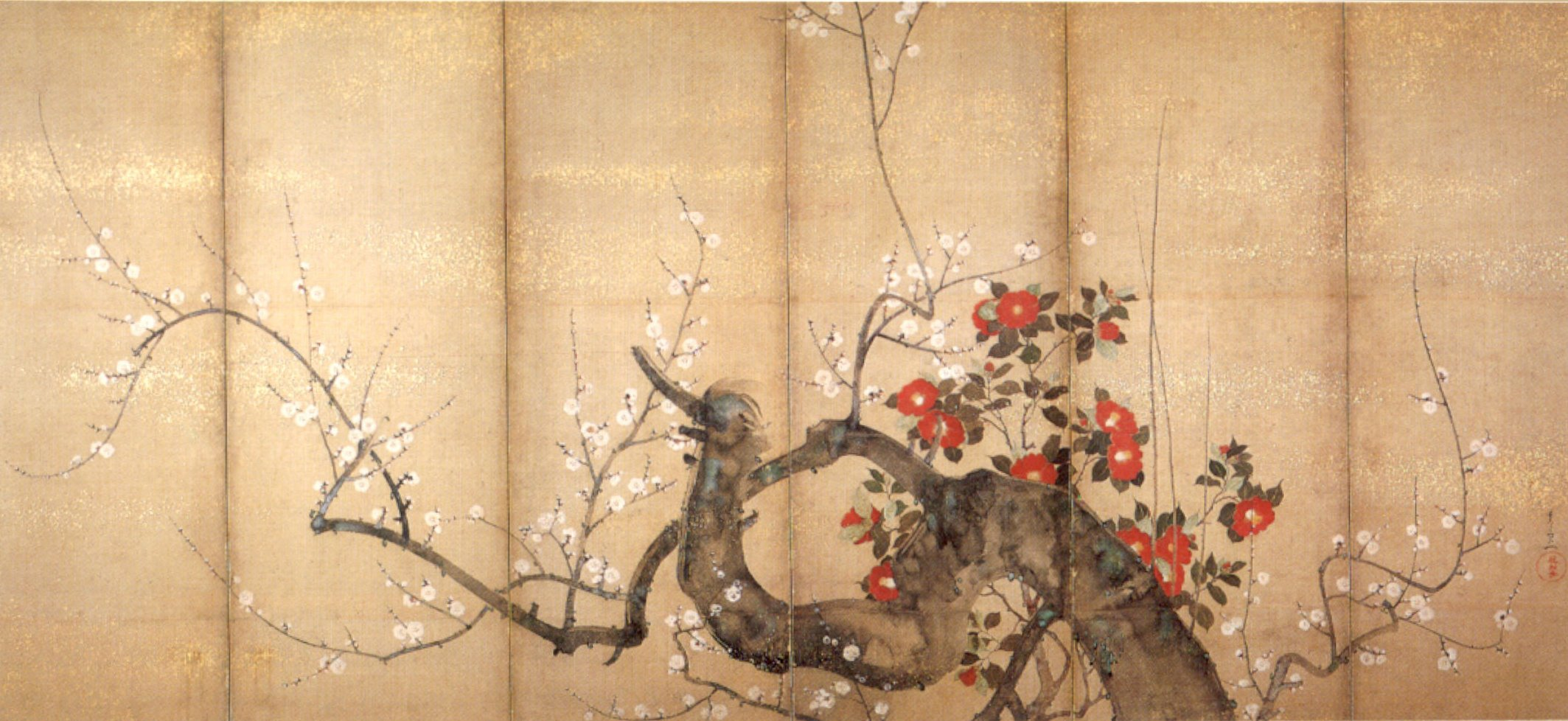
스즈키 기이쓰(鈴木其一) '매춘도 병풍'(梅椿図屏風)
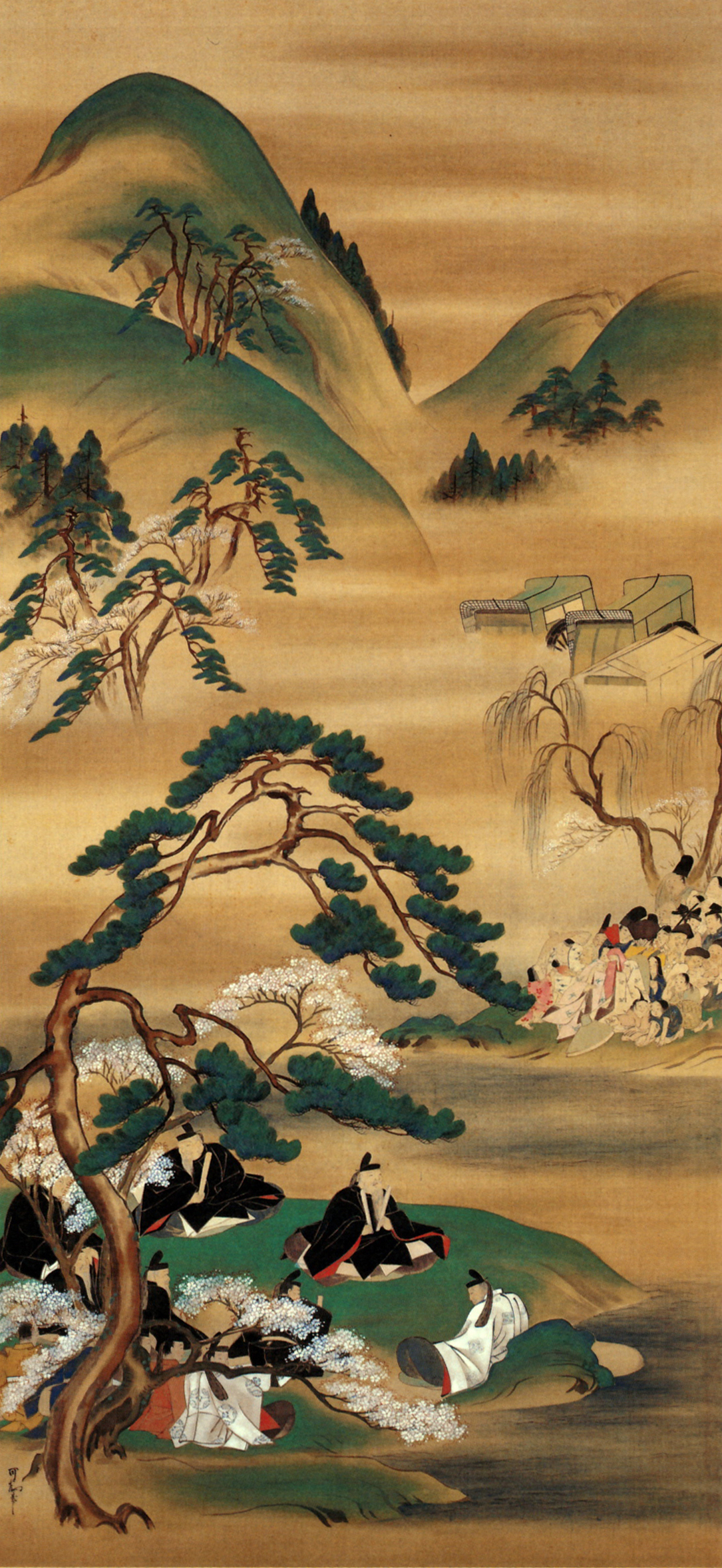
우키타 잇케이(浮田一蕙) '시라카와 상치회의 그림'(白川尚歯会之図)
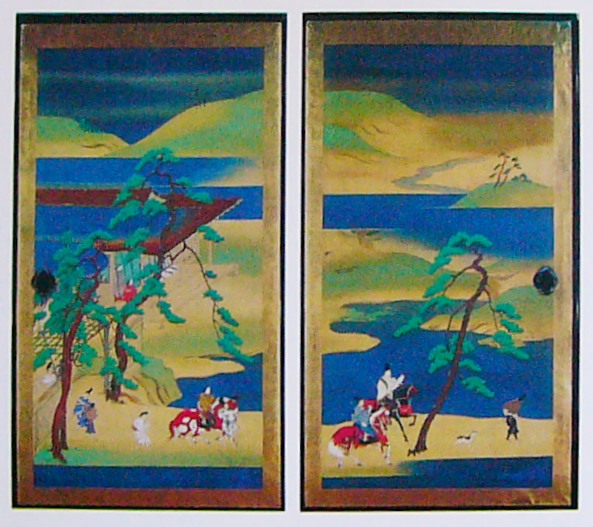
오카다 다메치카(岡田為恭) '매사냥·곡수 연회 그림 후스마에'(鷹狩・曲水宴図襖絵, 교토 어소, 일본 궁내청)
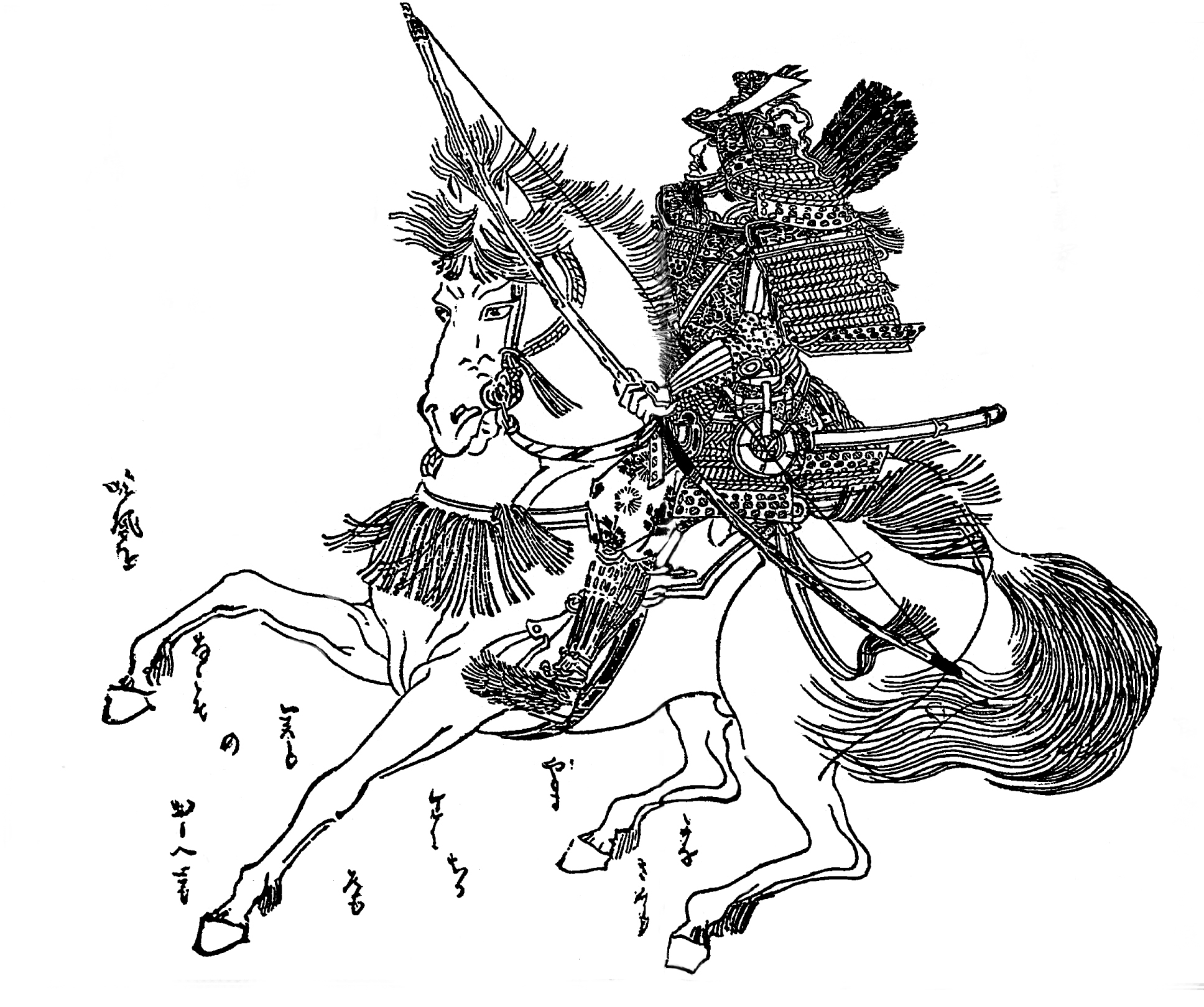
기쿠치 요사이(菊池容斎) '미나모토노 요시이에'(源義家)
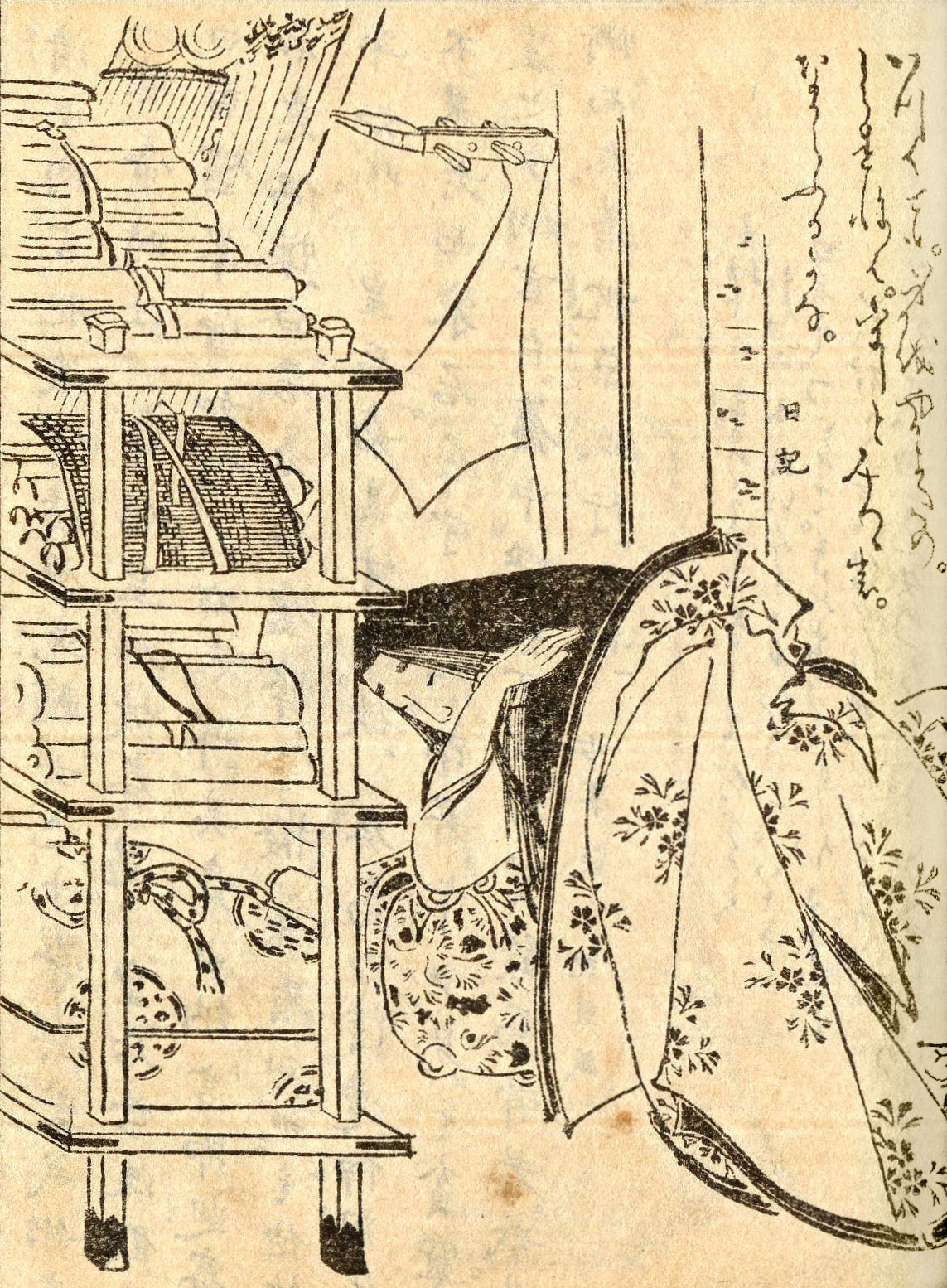
기쿠치 요사이 '무라사키 시키부'(紫式部)
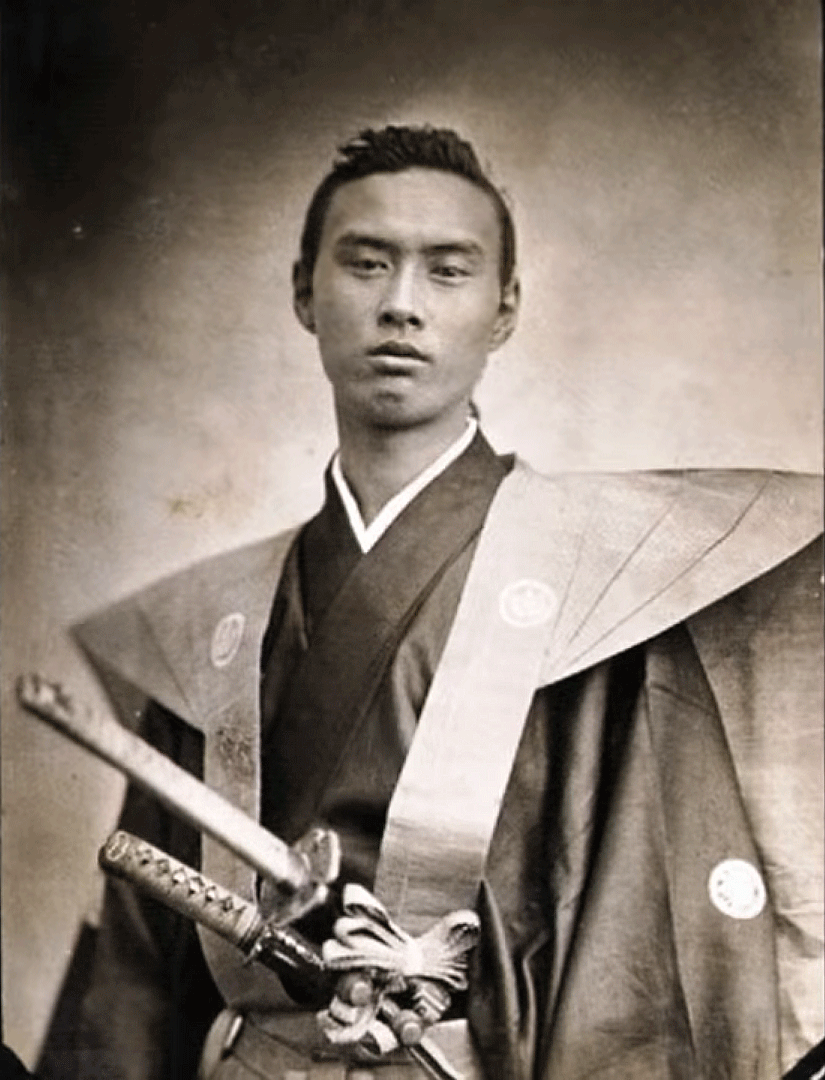
이케다 나가오키(池田長発)(1864년)
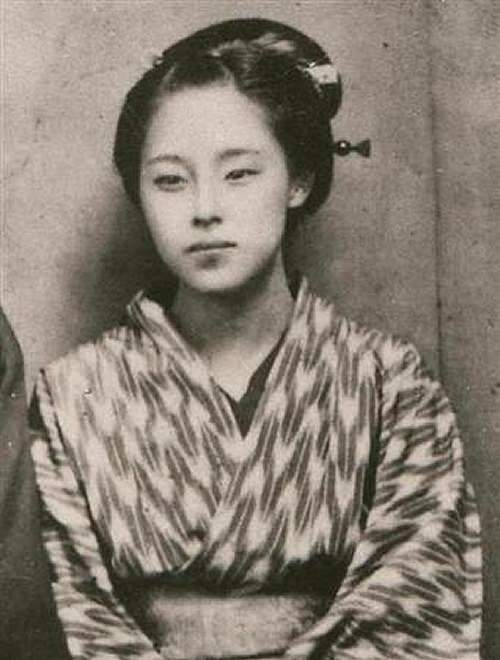
구스모토 다카코(1872년)
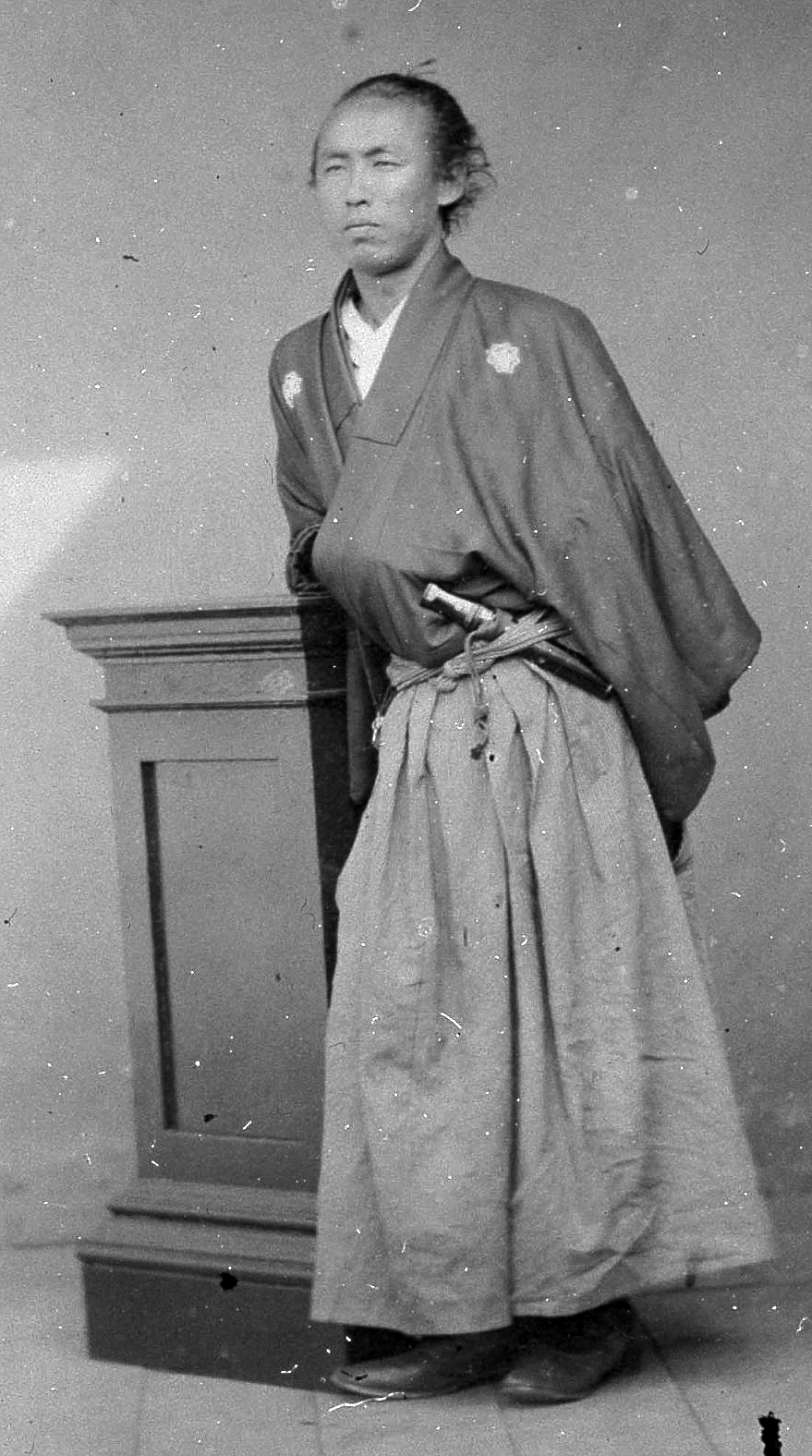
사카모토 료마(1866-67년, 우에노 히코마 사진관(上野彦馬写真館)[주석 15])
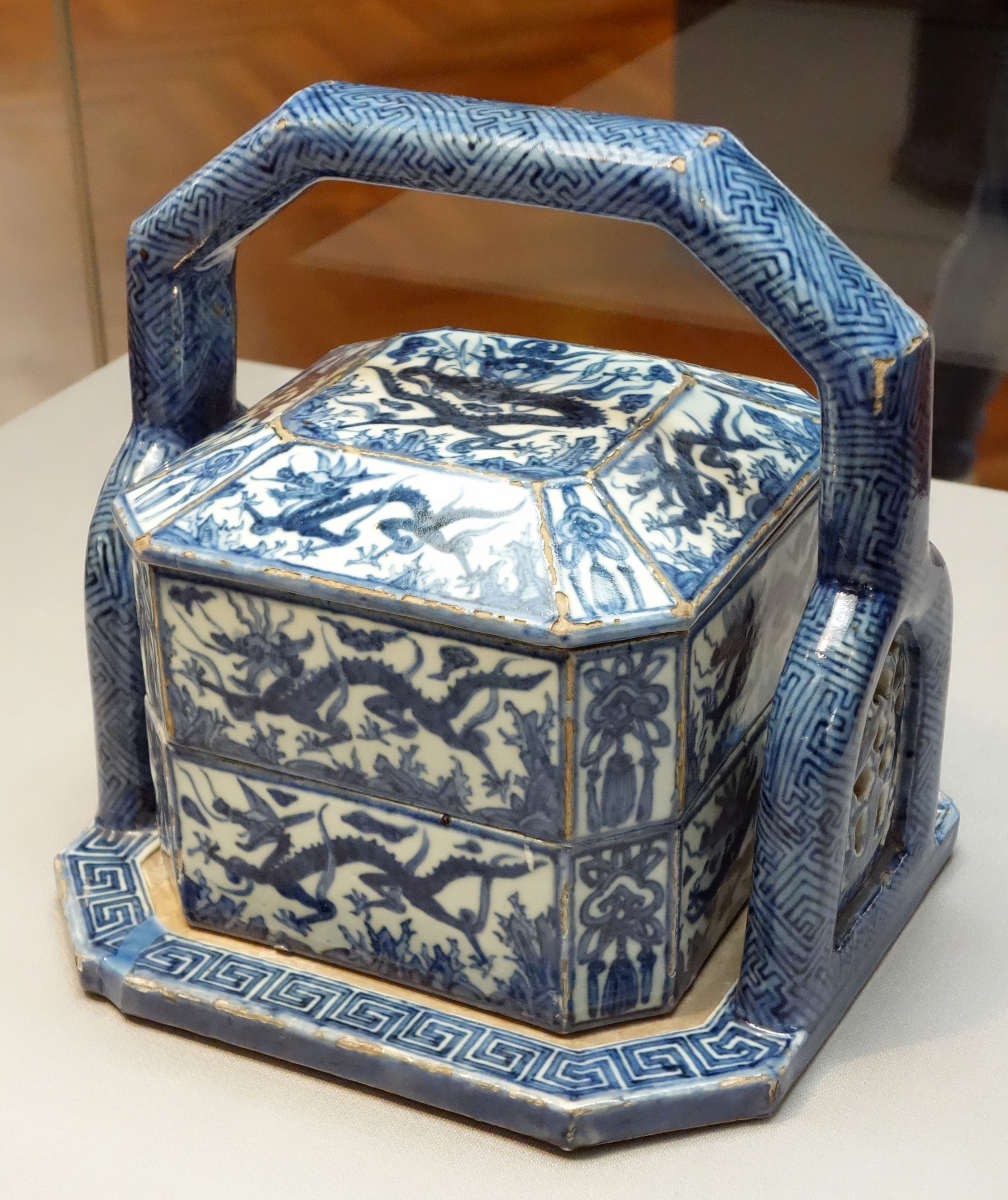
아오키 모쿠베이(青木木米) '소메쓰케류토몬사게주'(染付龍濤図提重, 도쿄 국립 박물관, 중요문화재)
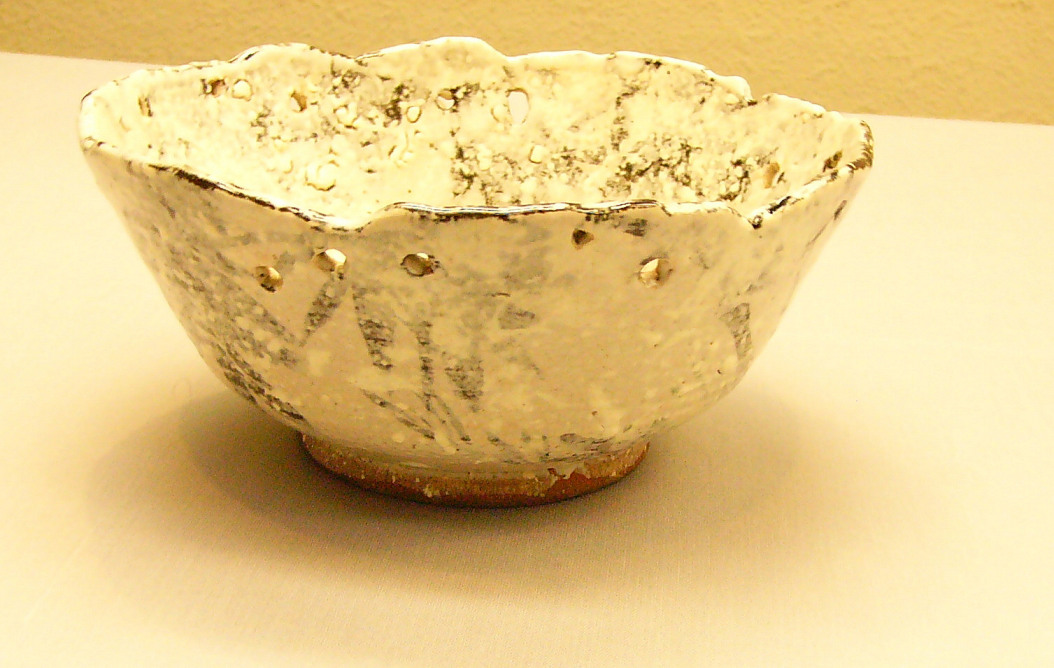
닌나미 도하치(仁阿弥道八) '찻잔'(茶碗, 도쿄 국립 박물관)
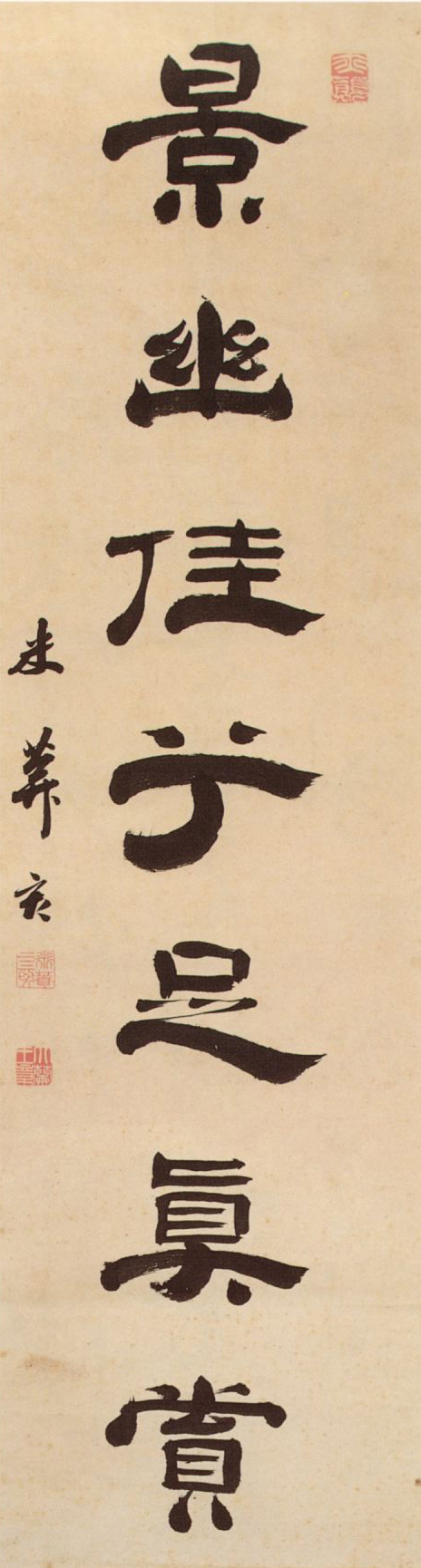
이치카와 베이안(市河米庵): 일행 예서 '경유가혜족진상'(景幽佳兮足真賞)
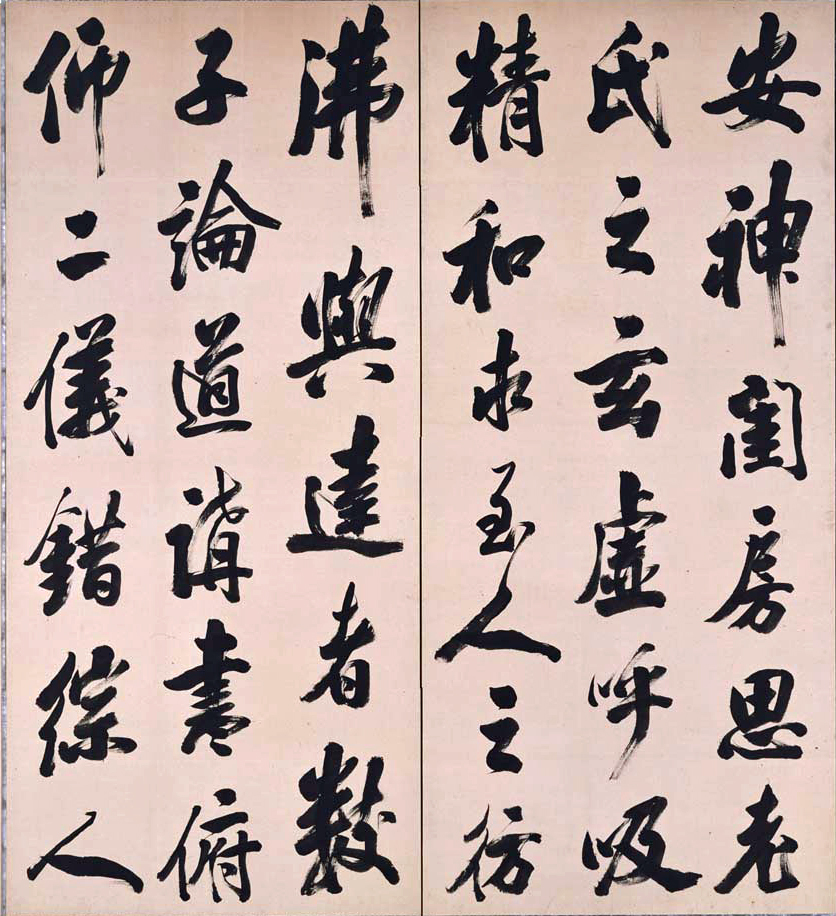
이치카와 베이안 '낙지론 병풍'(楽志論屏風)
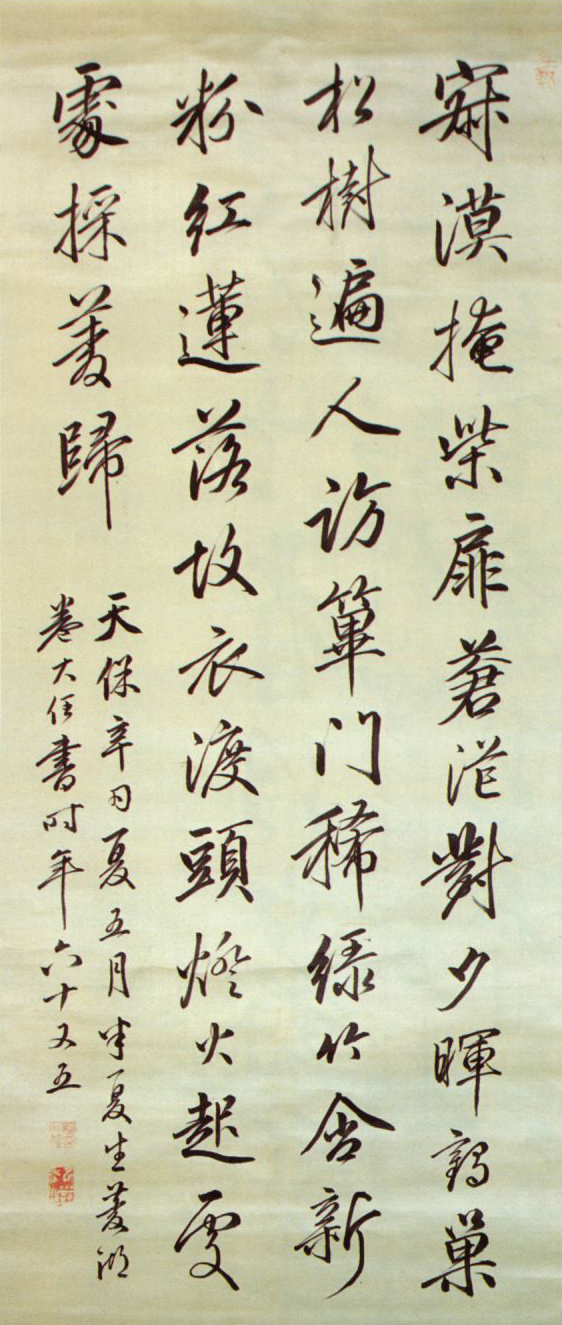
마키 료코(巻菱湖) '오선기오양'(五仙騎五羊, 오언 율시 행서 쌍폭, 왼쪽)
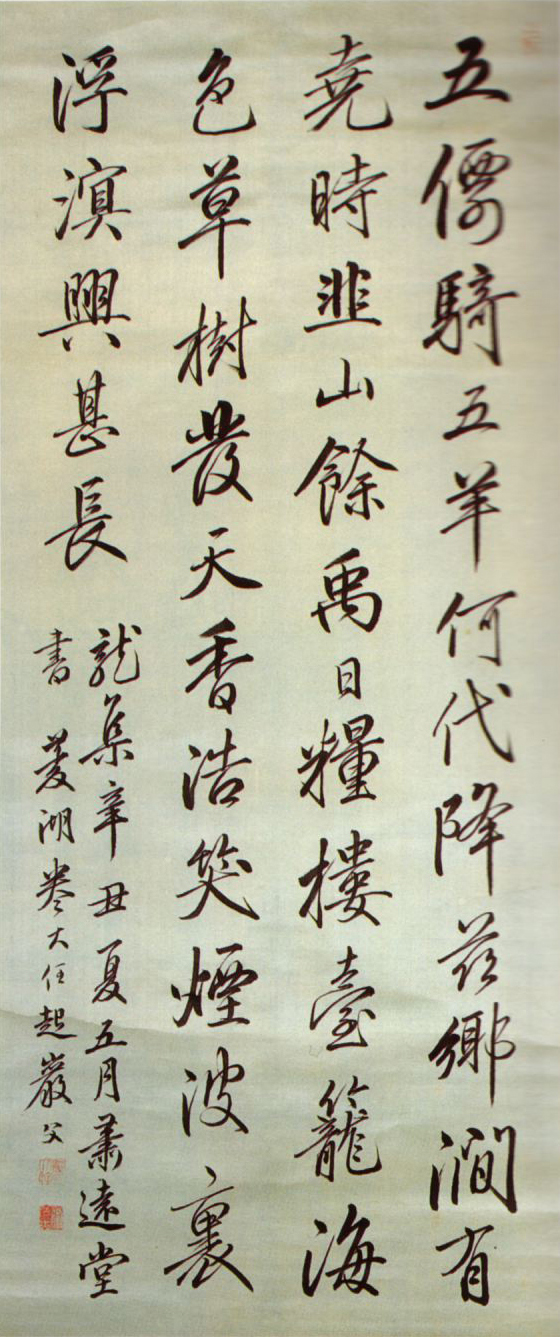
마키 료코 '오선기오양'(五仙騎五羊, 오언 율시 행서 쌍폭, 오른쪽)
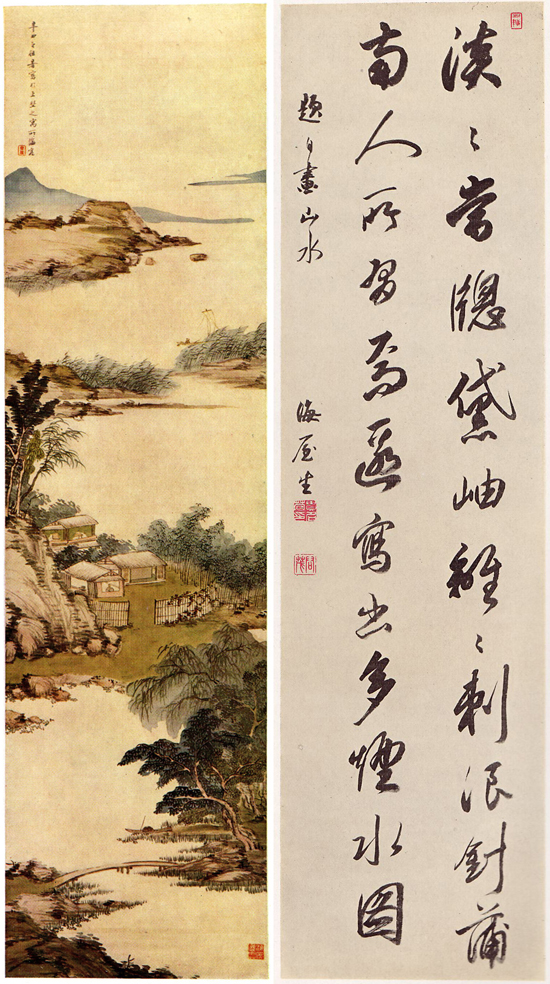
나누키 스오(貫名菘翁) '산수시회쌍폭'(山水詩画双幅)

## 학문과 사상

### 유학과 국학
유학과 국학은 에도 시대의 2대 학문이고, 2대 사상이었다. 유학 중에서도 주자학은 극히 세속적인 윤리관을 가졌고, 상하의 신분 질서를 중요히 여겨 예절을 존중했으며, 봉건제에 적합한 교의를 갖추었기에 막부에서 보호받았고, 그 지성주의적인 측면은 본초학 등 여러 학문의 발전을 가져왔다. 한편 주자학은 도쿠가와 공의 체제의 위기를 강하게 의식했고, 세상을 다스리고 백성을 구하는 즉, 경세제민의 구체적인 방안을 강구해 위정자의 각성을 촉구하는 경세론(経世論)을 만들어냈다. 경세가들이 제창한 정책은 정치·경제·농업·국방 등 다양한 분야로 나뉘었으나, 그중에는 막부 정권 비판에 이르러 처벌된 경우도 있었다. 또, 지행합일을 설한 양명학은 현실의 나라가 위기라고 생각한 당시 무사들에게 활동주의를 호소했고, 많은 '막부 말기의 지사'들을 만들어낸 모체로 되었다.

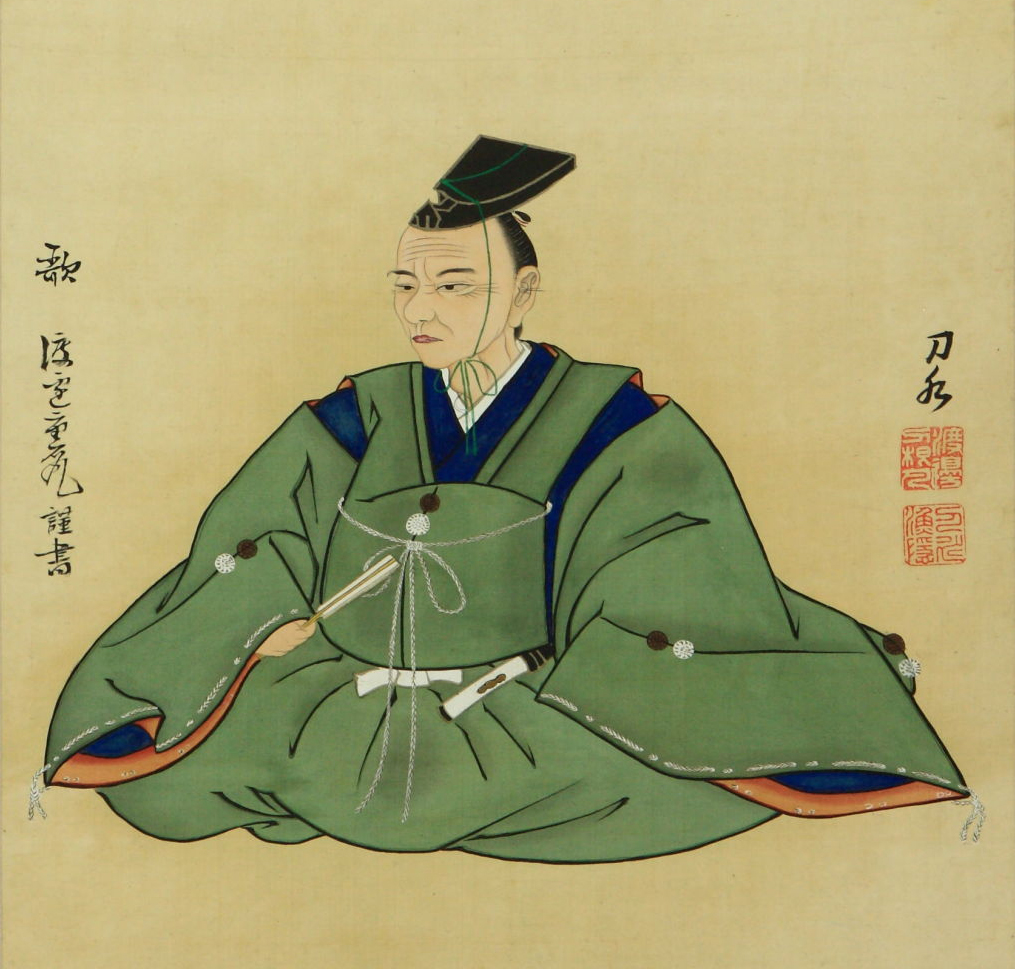
히라타 아쓰타네

국학은 겐로쿠 문화기의 와카·고전 연구에서 시작돼, 일본인의 정신 세계를 일본의 고전이나 고대사 안에서 찾아내는 학문으로서 발전했다. 중국의 중화사상은 물론, 불교·유교 등을 외래 사상·외래 종교로서 배제하자는 것이 설파돼 만세일계의 일본 천황의 존재 자체를 일본의 우월성의 근거로 보는 경향을 가졌고, 막부보다는 조정이 중요히 여겨졌다. 또한 국학은 존왕론이나 양이론을 파생시켰다. 가다노 아즈마마로(荷田春満)·가모노 마부치·모토오리 노리나가·히라타 아쓰타네는 '국학 4성인'(国学四大人)으로 불리나, 그중에도 히라타 아쓰타네는 유교나 불교를 습합한 신토를 비판했고, 천황이 행하는 정치의 길의 발양을 주창했다. 아쓰타네는 유교·불교·난학·기독교까지 원용해 히라타 국학을 확립했고, 그런 가운데 외래 사상에 영향받지 않은 일본 고래의 순수한 신앙, 즉 고도를 존중하는 복고신토(復古神道)를 대성켰다. 아쓰타네에 의해 국학은 복고주의적·국수주의의 입장을 강하게 했고, 민간에서 생겨난 '초망의 국학'(草莽の国学)으로서 막부 말기의 존왕양이 운동·도막운동에 큰 영향을 끼쳤다. '초망'이란 민간 혹은 민간에서 지위를 추구하지 않고 국가적 위기 시 국가에 대한 충성심에 입각한 행동에 나서는 사람(초망지신, 草莽之臣)을 뜻한다. '초망'에는 시마자키 도손의 소설 『동트기 전』(夜明け前) 초반에서 보이는 판매상 등과 같은 사람들도 포함됐다. 요시다 쇼인도 또 일군만민론·초망굴기론(草莽崛起論)을 주창했으나, 이에는 히랕타 국학의 영향이 보인다.
막부 말기에 있어서 '초망'은 특히 많이 보였다. 예를 들면 사카시타문 밖의 변 후 오고 가즈토시(小河一敏), 히라노 구니오미(平野国臣), 마키 이즈미(真木和泉, 마키 야스오미(真木保臣)) 등 재야 지사들은 번을 넘어 시마즈 히사미쓰의 출병·상경에 참가하고자 동지를 모았으나, 이는 '초망'으로 불리는 사람들의 광범위한 확산을 전제로 했다. 구루메 스이텐구(久留米水天宮)의 신관이자 구루메번사이기도 했던 마키 이즈미는 지사들의 영수로서 신망을 모았고, 『경위우설』(経緯愚説)로 존왕양이 운동의 이론적인 강령을 드러냈으며, 『의권삼책』(義拳三策)은 왕정복고를 위한 조직론을 드러냈다. 또 이때 쇼인의 제자인 구사카 겐즈이는 도사 근왕당의 다케치 즈이잔에 빗대어 번이나 신분을 초월한 초망굴기론을 주창했으나, '초망'은 이 서간을 받은 사카모토 료마를 비롯해 탈번한 무사, 낭인, 호상, 호농 등 다종다양했고, 그 배경에는 광범위한 지역적 네트워크와 왕성한 경제 활동의 집적이 있어 결과로서 이들이 일본 독립의 큰 기반으로 되었다.

### 후기 미토학

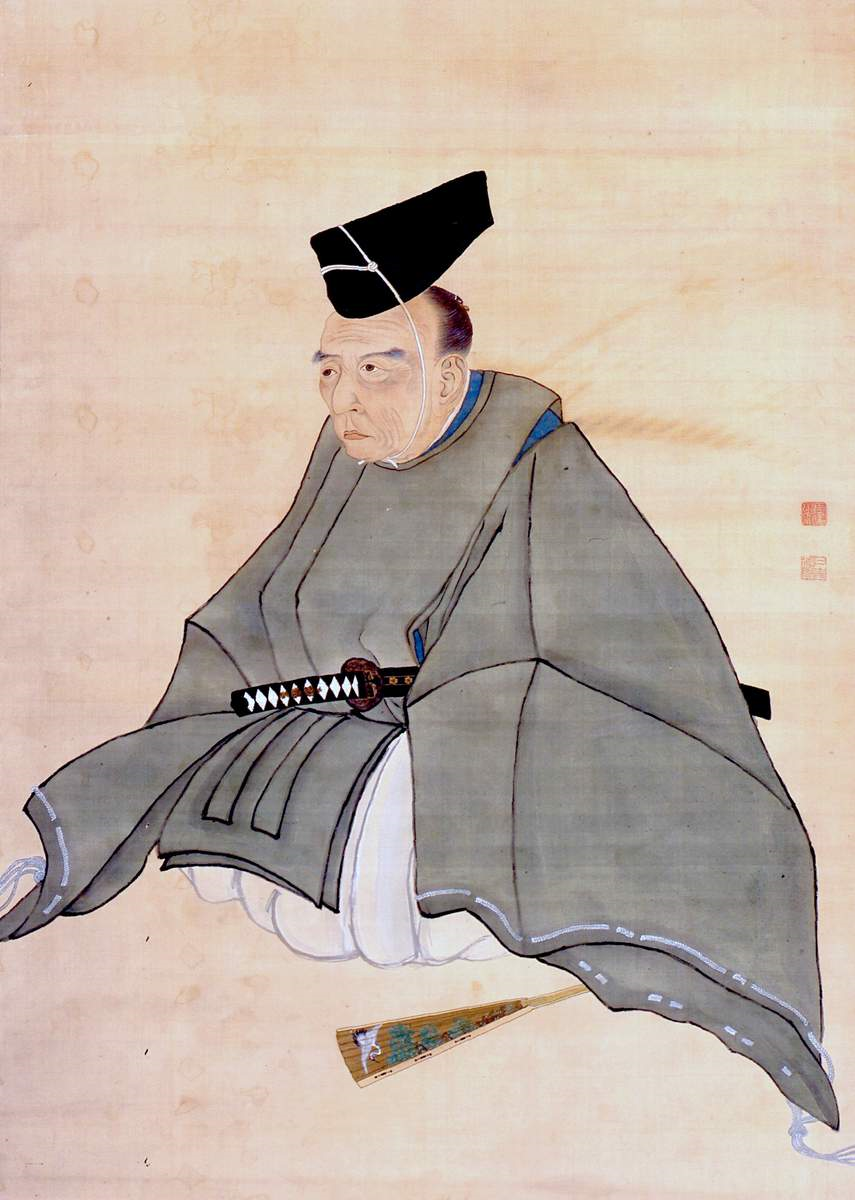
아이자와 세이시사이(会沢正志斎)

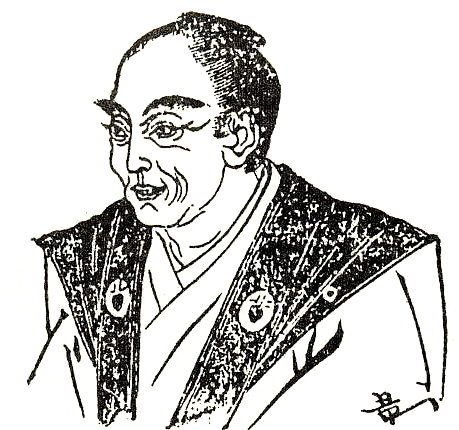
후지타 도코(藤田東湖)

미토학은 과거 일본 역사를 주자학적인 대의명분론으로 밝히는 것으로 일어난 학문으로, 2대 번주 도쿠가와 미쓰쿠니를 중심으로 『대일본사』 편찬에 힘을 경주한 전기 미토학, 9대 번주 도쿠가와 나리아키에 의해 정치적인 여러 과제의 해결에도 주목한 후기 미토학으로 나뉜다. 후기 미토학의 무대로 된 것이 나리아키가 창립한 번교 고도칸이었다. 미토학이 다른 번의 무사로부터 주목받게 된 것은 덴포 연간부터였고, 후지타 유코쿠(藤田幽谷), 그 제자 아이자와 세이시사이(会沢正志斎), 유코쿠의 친자식이고 제자이기도 했던 후지타 도코(藤田東湖)의 계보를 가진다.
후기 미토학은 에도 시기 종래의 여러 사상·학문을 정리 종합한 데에 큰 특색을 가진다. 주자학을 기반으로 해 상하의 신분 질서를 중요히 여겨 예절을 존중하는 정신을 계승했고, 경세론을 도입해 여러 문제를 논했으며, 특히 국방론을 중시해 쇄국론을 견지해 양이를 주장했고, 더욱이 히라타 국학을 받아들여 동아시아적 화이사상의 중심에 천황을 놓고, 존왕론의 발흥을 촉구했다.
아이자와 세이시사이(会沢正志斎)는 존왕을 주창해 대정위임론을 보강한 후지타 유코쿠의 사상을 이어받았고, 그 내용을 포괄적·체계적으로 표현해 후기 미토학을 세상에 널리 알렸고, 자신의 사상을 다양한 시나 문장으로 표현해 사회에 이야기했다. 세이시사이는 분세이 7년(1824년)의 오쓰하마 사건(大津浜事件)·다카라지마섬 사건(宝島事件)과 이듬해의 무조건 타격령 발포의 사실을 밟고 『신론』(新論)을 저술했다. 본래는 번주 도쿠가와 나리아키에게 헌상된 책으로 일본이라는 국가가 채용해야 할 전략론이었으나, 존왕론·양이론을 호소한 그 내용은 극히 정열적이었고, 일본의 젊은 무사들이 감탄해 깊이 침투됐다. 『신론』은 분세이 8년(1825년)에 저술됐으나, 에도 교쿠잔도(玉山堂)에서 정판본으로 공판된 것은 안세이 4년(1857년)이었고, 곧바로 막무 발기 최대의 베스트셀러로 되었다. 『신론』에서는 막부 정권의 비판이 곳곳에서 보인다. 아이자와가 막부를 비판한 것은 막부를 고무하고, 거국 일치로 외부 압력에 대항하는 것을 노리고 한 것이나, 결과적으로 막부 폐지론에 영향을 주게 되었다고 전해진다. 한편으로는 이미 국민적 통일을 달성한 국가로서의 일본이라는 관점으로 쓰였고, 막번체제가 이미 극복됐다는 입장에서 쓰인 희한한 책이라는 평가도 있다. '이로움을 보자 의로움을 잊는다(견리망의)', '나라에 염치가 없으면 곧 천하에 생기를 잃어 약한 모습이 드러난다' 등 도덕의 문제도 거론했다.
후지타 도코(藤田東湖)는 나리아키의 소바요닌으로 정치인으로도 활약했고, 미토학을 단순한 학문에 그치지 않고 정치계에서 실천했다. '존왕양이'라는 말을 처음 사용한 것이 도코이고, 그의 자서전적 시문 『회천시사』(回天詩史)는 많은 막부 말기 지사들에게서 읊어졌고, 깊은 감명을 계속해서 주었다. 『고도칸기』(弘道館記)는 도코의 집필(한문체)을 나리아키가 승인했고, 사토 잇사이(佐藤一斎)·아오야마 노부유키(青山延于)·아이자와 세이시사이(会沢正志斎) 등의 의견이 추가돼 수정을 한 것으로 추정되며, 전부 491자라는 짧은 문장이나, 도코 자신의 주석에 따른 『고도칸기술의』(弘道館記述義)는 그에 비해 극히 장문이며, 본문이 얼마나 단단하고 밀도가 높은지를 보여준다. 국체의 존엄을 발휘하는 것도 '도'(道)에서 기인한다는 문장이 있고, 여기에 『교육에 관한 칙어』의 사상의 기원으로 보는 견해도 있다. 또 '국체'라는 말이 사용된 것도 『고도칸기』가 처음이며, 이 말은 패전에 이르기까지 전쟁 전 일본에서 계속해서 중요시된 것이다. 결국 미토학에서는 일본에 고유한 전통이 법제도적·사회적으로 발현한 형태를 '국체'라고 부르며, 그 고유성이 성립돼있는 이념을 '도'라고 부르게 되었다. 즉, 일본 전국으로의 내셔널리즘 침투는 세이시사이·도코의 후기 미토학에 의한 것이다.
존왕양이 운동의 중심 인물로서 활약한 도코였으나, 안세이 지진에서 치여 사망해 미토학은 지도자를 잃었고, 막부의 권위가 실추한 것으로 경막적 지향을 함께 가지고 있던 미토학은 뒤처지고 말았다. 그러나 후기 미토학이 가지고 있던 내셔널리즘은 메이지 시대가 되어서도 존중받았고, 태평양 전쟁까지 계속 살아있었다. 그리고 당시, 서양 문명국에 있어서도 국민주의 이데올로기가 국문학사의 연구 등을 통해 보수주의나 [[문화 상대주의]와는 다른 형태로 발흥했고, 이데올로기로서의 미토학은 서양·일본 상호의 동시대성으로도 파악이 가능하며, 그 관점에서 근대적인 성질을 가진다는 것도 지적된다.

### 서양학
서양학자로는 오가타 고안이 덴포 9년(1838년)에 오사카 가와라정(瓦町)에서 연 데키주쿠에서 나가요 센사이(長与専斎), 오토리 게이스케, 후쿠자와 유키치, 사노 쓰네타미, 하시모토 사나이, 오무라 마스지로 등을 배출했다. 또 필리프 프란츠 폰 지볼트가 분세이 7년(1824년)에 나가사키 교외에서 연 나루타키주쿠(鳴滝塾)에서는 이토 겐보쿠(伊東玄朴)나 도쓰카 세이카이(戸塚静海)가 배출됐고, 우두법을 성공했다. 오무라 마스지로는 나루타키주쿠의 제자는 아니었으나, 제자인 니노미야 게이사쿠(二宮敬作)나 지볼트의 딸이자 니노미야에게서 길러진 구스모토 이네와 친교가 있었다.

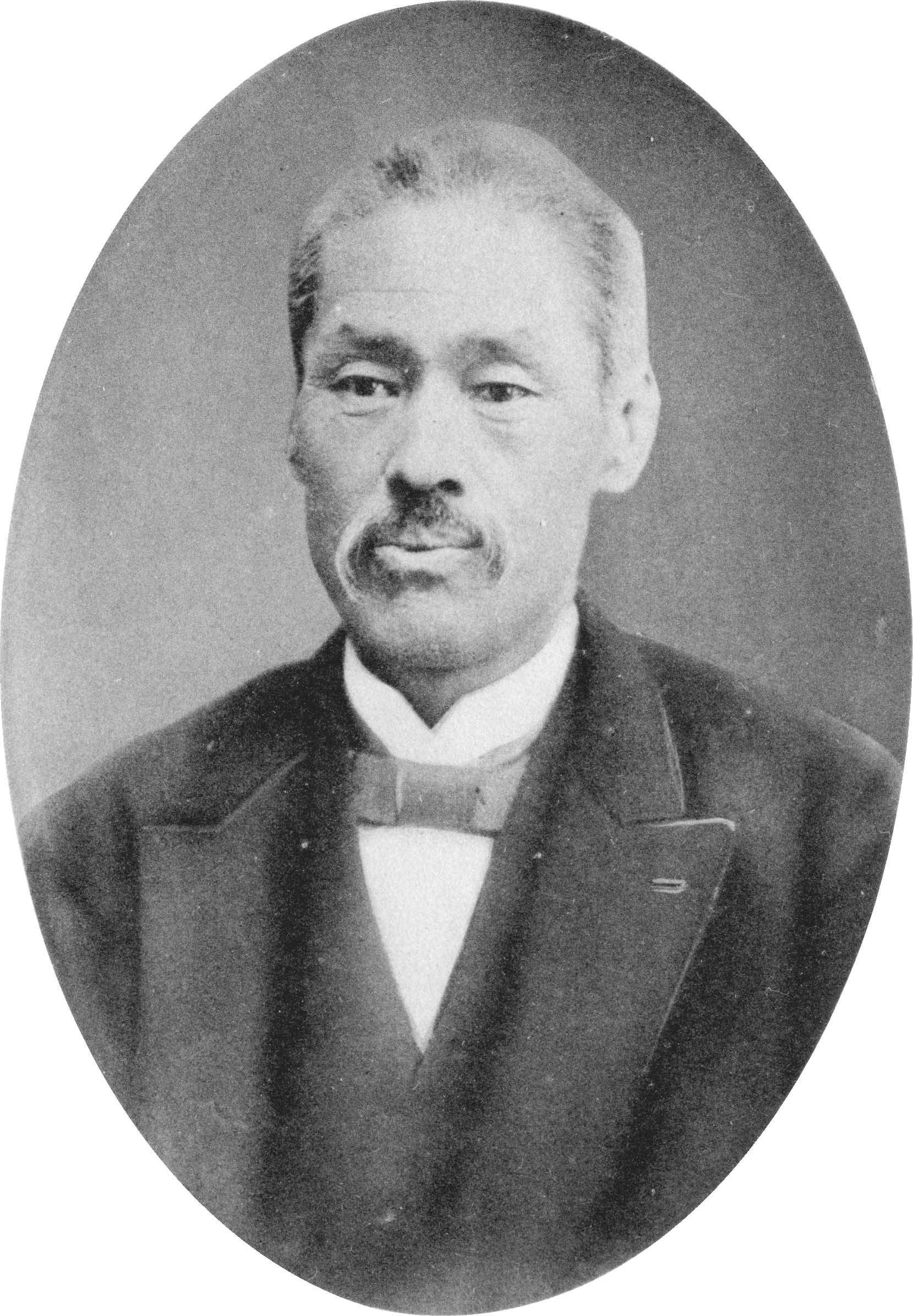
가토 히로유키

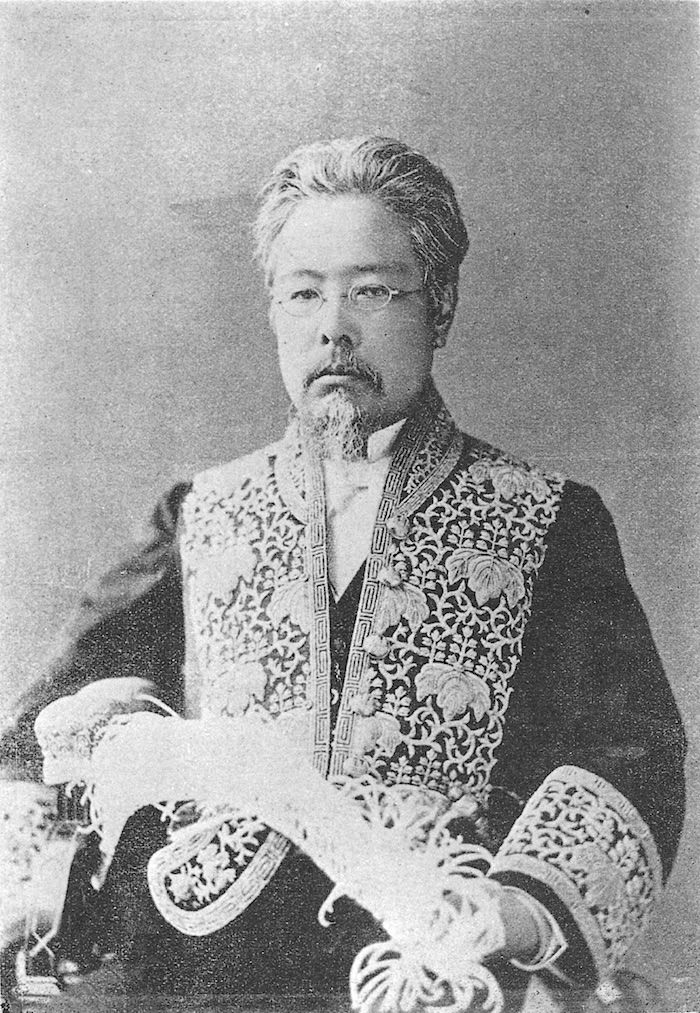
나카무라 마사나오

서양학은 종래 난학으로 한정돼 그 습득도 서적을 통한 간접적인 것이었으나, 상술했듯, 외교 사절이나 유학생으로 직접 서양을 견문한 사람들에 의해, 또 막부에 의한 서양학 교육 기관의 창설에 의해 그 내용도 성격도 크게 변모했다.
사쿠마 쇼잔에게서 군사학을 배우고, 막신으로서 번서조소 교관으로 된 가토 히로유키는 재빨리 독일어를 배웠으며, 분큐 원년(1861년)의 시기에는 이미 『도나리구사』(鄰草, 모란의 이명)를 저술해 서양의 입헌 사상을 소개했다(단 인쇄·공표된 것은 메이지 32년(1889년)이다).
서양 문화의 소화도 보였다. 상술한 니시 아마네는 philosophy(그리스어의 'φιλοσοφία, 지혜에 대한 사랑'이 어원)의 번역어로 '희철학'(希哲学, 현재의 '철학')을 냈다. 이외에도 '예술', '이성', '과학', '기술', '심리학', '의식', '지식', '개념', '귀납', '연역', '정의', '명제', '분해' 등 수많은 과학 용어·철학 용어는 니시에 의해 고안된 일본제 한자어이고, 현대에서도 일본 뿐만 아니라 중국, 대한민국 등에서도 사용된다.
막신인 나카무라 마사나오는 주자학·양명학을 배웠고, 젊은 나이에 모교 쇼헤이자카 학문소의 필두 교수로 된 수재였으나, 난학도 몰래 배웠고, 후에 가쓰 가이슈로부터 영영사전을 빌려 영어를 배웠다. 그는 종래의 난학자가 오로지 의학이나 군사 등 서양 문명의 기술 분야에 주목한 것에 반해, 재빨리 서양 문명의 형이상적인 측면에 관심을 가졌고, 런던으로의 제1회 유학생 파견 때에는 지원해 이사의 명목으로 영국으로 건너갔다. 그는 원서에 '천지인에 통하는 것을 유(儒)라고 한다'(天地人に通ずるを儒と謂ふ)라고 정의한 뒤 '하늘이 덮고 있는 곳(천하)은 중국 한 나라에 국한된다고 말할 수 없다'(天の覆ふところシナ一邦には限り申すまじく)라고 학문의 대상을 서양으로도 확대했고, 자신은 유학자로서 서양 문명의 형이상적 측면을 탐구하고 싶다고 호소했다. 영국으로 건너간 뒤에는 민주주의의 가치에 주목해 민선의 대의 정체야 말로 산업 대국 영국을 지지하는 것이며, 그로 인해 오는 힘의 원천은 사람들의 자조 정신에 있다고 생각했다. 나카무라가 새뮤얼 스마일스의 『자조론』(Self-Help)를 번역한 『서국입지편』(西国立志篇)은 메이지를 거쳐 베스트셀러로 되었을 뿐만 아니라 일본의 수신(修身, 일본의 패전 전까지 있던 초등학교 과목)·국어 교과서, 발명 발견 이야기(発明発見物語) 등의 소년소녀 대상 도서, 더욱이는 고다 로한 등 메이지 문학에도 큰 영향을 끼쳤다.
후쿠자와 유키치도 『서양사정』(西洋事情)이나 『서양여안내』(西洋旅案内)에서 일반적으로 국제 정보를 전함과 동시에 독립 자존의 정신을 주창했다. 메이지 초반에 출판된 『학문의 권유』(学問のすゝめ)의 초반부 '하늘은 사람 위에 사람을 만들지 않고, 사람 아래에 사람을 만들지 않는다고 한다'(天は人の上に人を造らず、人の下に人を造らずと云へり)는 천부인권·봉건제 비판의 주장임과 동시에 학문에 힘써 독립 자존의 정신을 몸에 익혔는지에 따라 사람의 상하가 결정된다는 생각을 말한 것이다.
가토 히로유키·나카무라 마사나오·후쿠자와 유키치 등은 후에 메이로쿠샤를 결성했고, 연설회나 토론회의 실시, 잡지의 발행 등 활발히 활동해 메이지 초기 일본 사회에 큰 영향을 끼쳤다.

### 막부 말기의 사상가

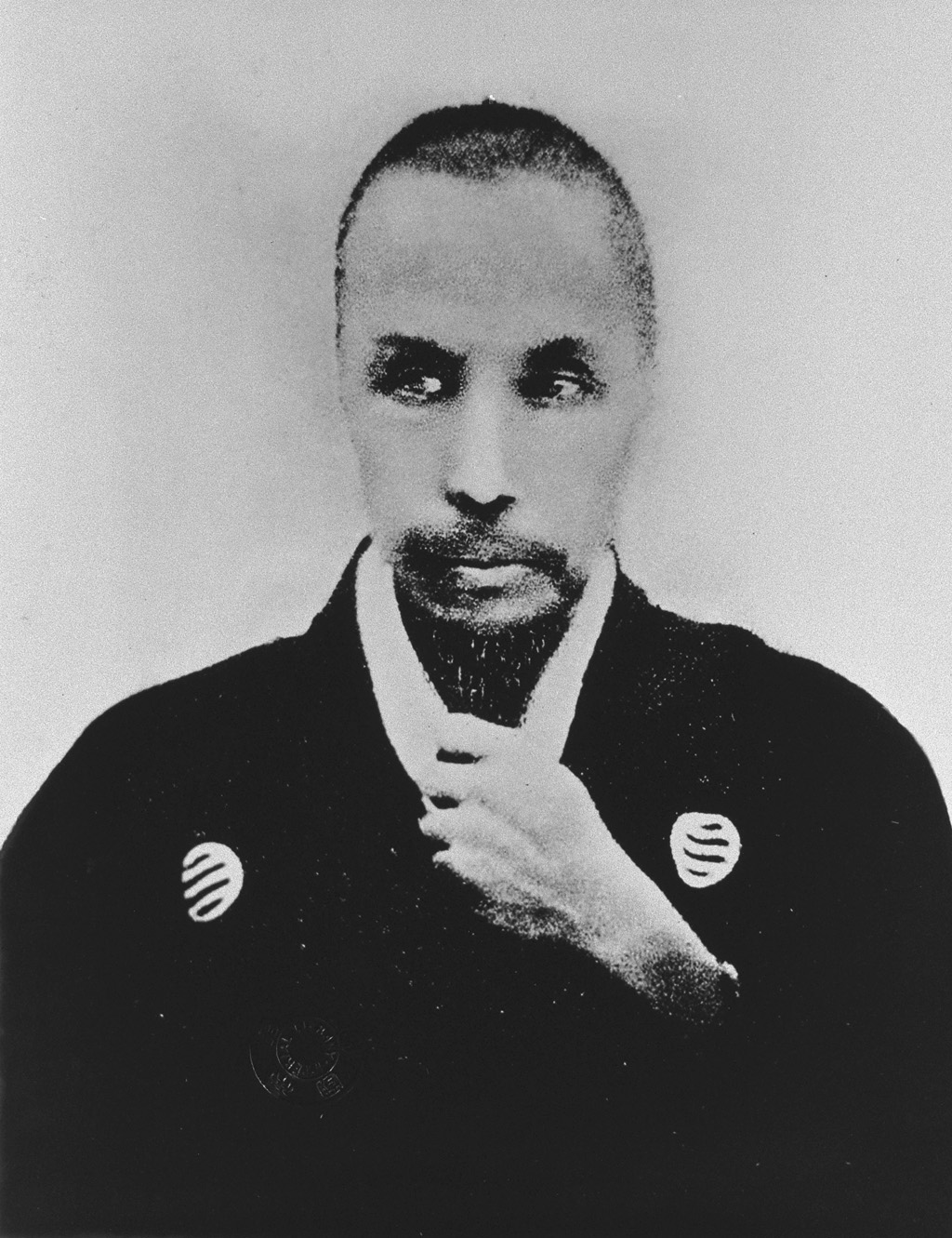
사쿠마 쇼잔

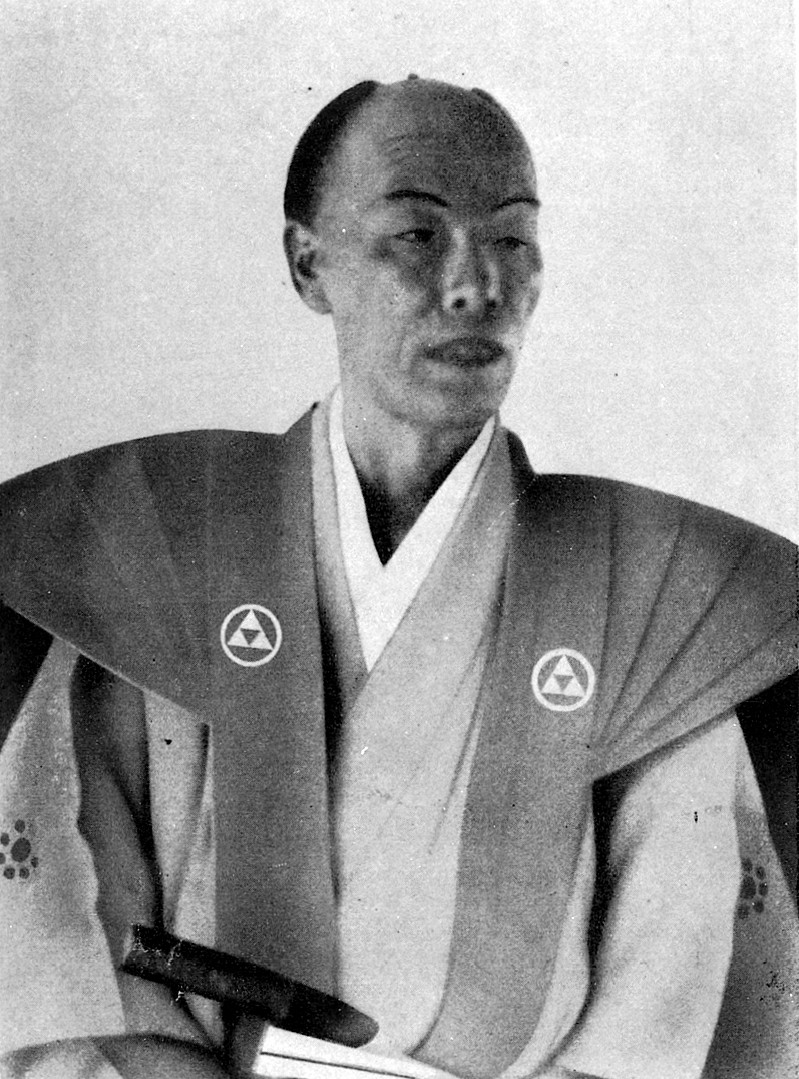
요코이 쇼난

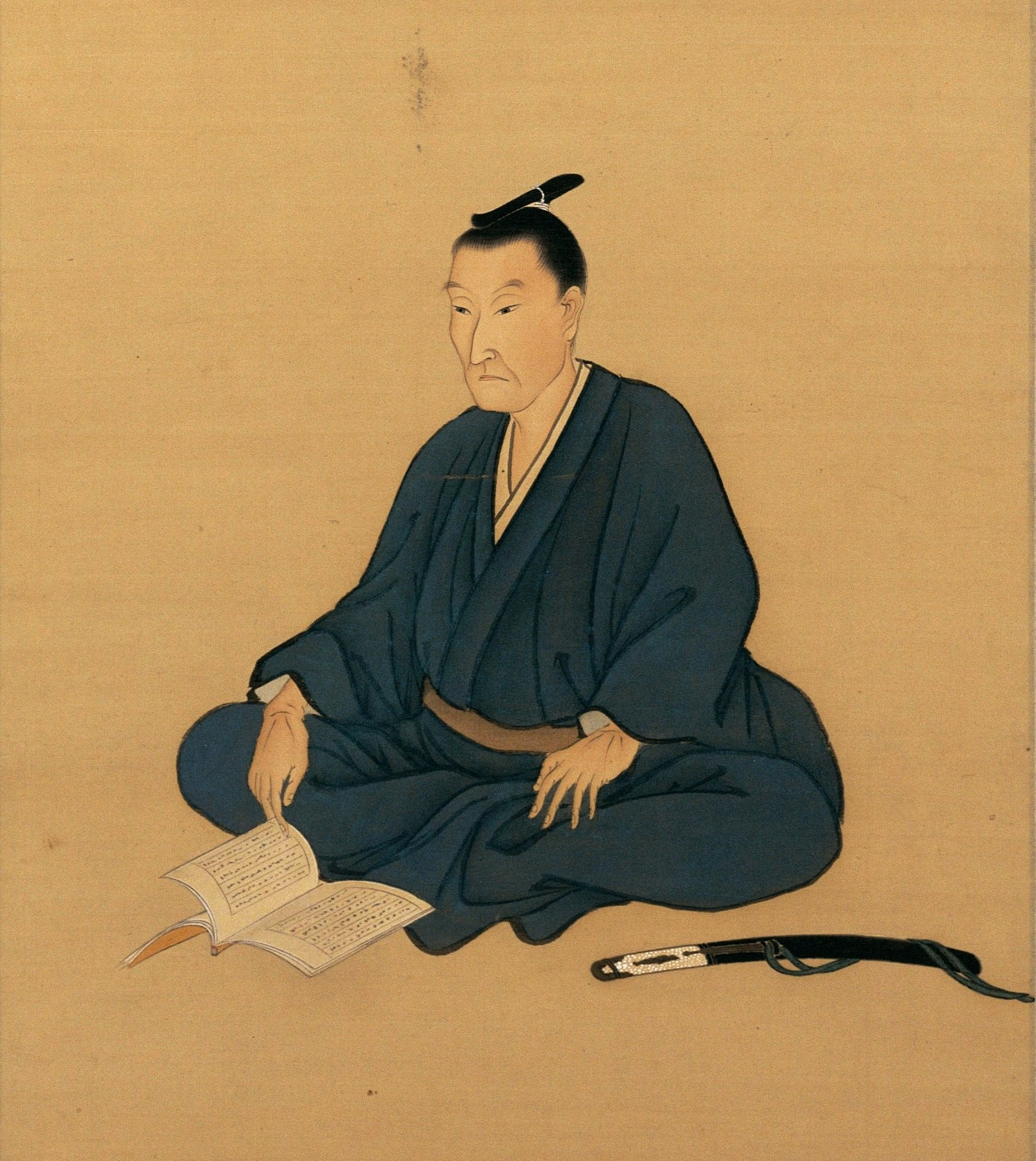
요시다 쇼인

막부 말기 사상가로서 주목되는 것은 사쿠마 쇼잔·요코이 쇼난·하시모토 사나이·요시다 쇼인의 4명이다. 그 영향은 그들이 살던 시대 뿐만 아니라, 후세에도 미쳤다.
시나노국 마쓰시로번 출신인 사쿠마 쇼잔은 에도에서 군사학 주쿠를 열었고, 포술이나 군사학을 요시다 쇼인·가쓰 가이슈·가토 히로유키 등에게 가르쳤으며, 또 사카모토 료마·니시무라 시게키 등에게도 영향을 끼쳤다. 쇼잔은 '동양의 도덕, 서양의 예술(기술)'을 설파하며 개국론과 공무합체론을 주창했다. 일본인 자신이 총포도 군함도 만들어야 한다고 생각한 것이 정치인으로는 시마즈 니리아키라이고, 사상가로는 쇼잔이었다. 쇼잔은 주자학의 '궁리' 중 하나로서 서양의 학문을 자리매김했고, 주자학의 이치의 관념과 자연과학의 법칙을 동일화했으며, 『손자병법』과 『사마법』에 의해 서양의 군사 기술을 배울 것을 주창했다. 주요 저서는 『성건록』(省諐録)이다. 쇼잔의 개국론은 극히 현실적인 국제 감각에 기초한 대양이론(大攘夷論, 미래양이론(未来攘夷論))이라고도 할 수 있고, 장래적인 양이의 실행에 대해서도 회의적이었다. 일본의 국력이 서양 열강의 국력에 훨씬 미치지 못하는 것을 숙지하고 있었고, 만일 접근해도 추월하는 것이 얼마나 어려운가에 대해 냉철하게 분석한 것이다. 겐지 원년(1864년), 막부 명령으로 교토로 향했으며, 공경에게 개국과 공무합체를 설파했으나, 양이파에 의해 암살당했다.
요코이 쇼난은 히고국 구마모토번 출신으로, 에도에서는 막신 가와지 도시아키라(川路聖謨)나 미토번사 후지타 도코(藤田東湖) 등과 친교를 맺었고, 그중 마쓰다이라 요시나가에게서 초대받아 후쿠이번의 부국강병책을 추진했으며, 번의 정치 방침으로서 『국시삼론』(国是三論)을 저술해 번정 개혁을 지도했다. 당초에는 쇄국 정책을 높이 평가했던 엥겔베르트 캠퍼(Engelbert Kämpfer)의 『일본에 대한 설명 (생략)』을 읽고 쇄국주의를 받들고 있었으나 위원의 『해국도지』에 의해 개국론으로 전향했고, 정치적으로는 공무합체론을 전개했다. 전국 규모의 근대 해군을 만들었으며, 그 과정에서 신분제도를 부정해 능력주의에 기반한 정치 제도를 채용해야 한다고 호소했고, 『해국도지』 '미국편'에서는 공화제를 배웠으며, 그중에서 '공공의 정치' 이념에 공감했고, 초대 미국 대통령인 조지 워싱턴을 '요순의 정치'를 체현하는 인물로 삼았다. 그는 '공공의 도(道)'로 나라를 열고, 무역을 하는 이외에는 일본의 현상을 타파할 수 없고, 무역의 상호 의존 체계를 세계 경제 안에서 실현하는 것으로 '사해 형제'(모든 세상 사람들은 형제처럼 친하게 지내며 서로 사랑해야 한다)의 이상이 실현 가능하다고 보았다. 쇼난은 메이지 2년(1869년), 그가 개국을 진행해 일본을 기독교화하려고 한다고 오해한 사람들에게 습격당했고, 암살당했다.
후쿠이번의 하시모토 사나이는 막번 체제는 유지한 채로 서구의 선진 기술의 도입을 구상했다. 쇼잔과는 달리, 처음부터 무역·생산의 문제에 깊은 관심을 가졌고, 번정부가 번내의 산업 육성을 꾀해야 한다고 보았으며, 상업 도덕의 향상을 설파한 점에서 후의 시부사와 에이이치·후쿠자와 유키치 등의 '사혼상재'(무사 정신과 장사의 재능)의 선구자로 되었다. 교역론 중에서 사나이는 '물건의 교역 뿐만 아니라 지혜의 교역도 중요하다'(品物之交易のみならず智恵之交易肝要)라고 서술했고, 유능한 인재의 육성·등용을 주장했으며, 영국·미국의 선거 제도를 실시하는 한편 외교 측면에서는 러시아와의 군사적 제휴를 제창했다. 사나이는 안세이 대옥에 의해 에도 덴마정 감옥(伝馬町牢屋敷)에 수감돼 안세이 6년(1859년) 라이 미키사부로(頼三樹三郎)·이이즈미 기나이(飯泉喜内) 등과 함께 26세의 젊은 나이에 참형으로 처형당했다.
조슈번사였던 요시다 쇼인은 사상가라기보다는 활동가로, 쇼카손주쿠에서 막부 말기부터 메이지 유신에 걸쳐 활약한 수많은 제자를 키운 교육자이기도 했다. 그 제자로 다카스기 신사쿠, 구사카 겐즈이, 요시다 도시마로(吉田稔麿), 이토 히로부미, 야마가타 아리토모, 시나가와 야지로, 마에바라 잇세이, 이리에 구이치(入江九一), 야마다 아키요시 등이 있다. 쇼인은 반드시 확고한 사상 체계를 가지고 있지 않았고, 어느 쪽인가 하면 상대의 의견에 감화되기 쉬우며, 그런 의미에서는 유연한 사고의 소유자였다. 쇼인의 활동의 원동력은 존왕양이론이었고, 히라타 국학·후기 미토학의 영향을 받은 쇼인은 일본사를 배우면서 일본 독자 국가의 자세를 의식하게 되었다. 지극히 강한 황국 사상과 이를 뒷받침하는 양명학에 뿌리내린 활동주의, 직정적 신의가 쇼인을 관철하고 있었다. 쇼인의 외국인에 대한 적개심은 상당히 강했고, 양이주의라는 점에서는 의문의 여지가 없었으나, 일본인의 해외 도항이나 서양 문물의 섭취에 관해서는 스승인 사쿠마 쇼잔의 견해에 동의했으며, 장래의 양이를 위한 개국·교역론(미래양이, 대양이)과 고메이 천황의 의지에 기반한 활동적 양이론(行動的攘夷論, 즉시양이(即時攘夷), 소양이(小攘夷))를 오갔다. 그리고 또 쇼인의 존왕양이론은 당초 반드시 막번 체제를 부정한 것은 아니었으나, 막부 외교의 자세에 실망해 결국 일군만민론을 전개했으며, 막부를 쓰러뜨려 만민이 직접 천황에 충성을 다하기 위해 일어서자는 '초망굴기'(草莽崛起)를 주장해 메이지 유신의 원동력으로 되었다. 쇼인은 자신의 행동 지침으로 '성'(誠), '지성'(至誠)을 들었고, 그 또한 안세이 대옥에서 참형으로 처형됐다. 더욱이 쇼인은 옥중에서 대량의 서적을 읽었고, 초록을 작성한 것이 잘 알려져 있다.

## 종교의 동향
이 시기에는 이하에서 서술하듯 오늘날의 교파신토(教派神道)라고 불리는 여러 파가 생겨났고, 불교에 있어서는 안세이 4년(1857년), 나가마쓰 닛센(長松日扇, 나가마쓰 세이후(長松清風))이 본문법화종(本門法華宗)의 안에 본문불립강(本門佛立講)을 열었다. 이는 오늘날의 본문불립종(本門佛立宗)의 전신에 해당한다.

### 교파신토와 복고신토
이 시기에 히젠국의 신주 구로즈미 무네타다(黒住宗忠)가 분카 11년(1814년)에 연 구로즈미교(黒住教)가 막부 말기부터 메이지 초기에 걸쳐 대폭 세력을 늘렸다.

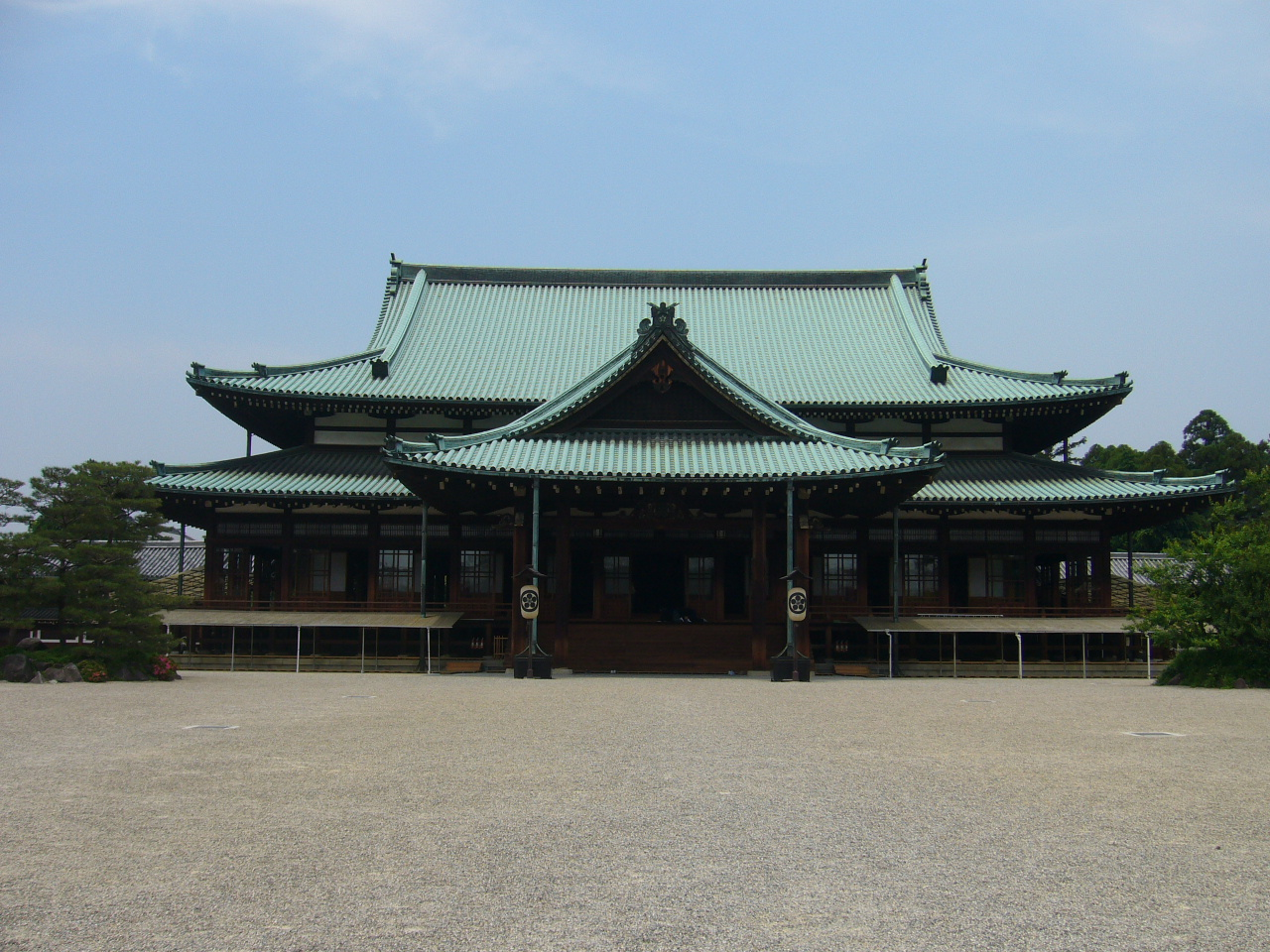
덴리교 교조전(天理教教祖殿)

야마토국 야마베군 지주의 아내 나카야마 미키(中山みき)는 덴리교를 개교했다. 그녀는 환자인 장남의 치료를 위해 수험자의 가호대(加持台)를 맡고 있는 동안 신들림을 경험했고, 가에이 6년(1853년) 전후로는 그 샤먼적 주술은 병 치료의 신, 출산의 신으로서 주위로부터 신앙을 받게 되었다. 미키의 신들림에는 덴포 대기근이나 오시오 헤이하치로의 난 등 격동하는 사회 정세와 함께 분세이의 오카게마이리(お蔭参り, 에도 시대에 벌어진 이세 신궁으로의 집단적 참배 운동) 등에서 보이는 사회 불안에서 오는 신앙심의 고양이라는 배경이 있었다. 남편의 사망이나 집의 파산이 이어졌고, 경제적 곤궁 속에서 그녀는 점차 '덴리오노미코토'(天理王命, てんりおうのみこと)를 유일신으로 하는 교리를 확립했고, 나카야마가의 저택 부지가 천지창조의 땅이며, 다가올 세상의 성지인 '터전'(お地場)이고, 어버이신(親神)을 믿고 '즐거운 삶'(陽気ぐらし)에 '근행'(つとめ)을 하면 민중은 구원받고, '세상이 나아져'(世なおり) '이 세상의 극락'(このよのごくらく) 세계가 도래한다고 설파했다. 그녀는 자신을 포함한 빈곤한 민중을 '곡저'(谷底)라고 불렀고, 권력자나 유력자를 '고산'(高山)이라 불러 반감을 감추지 않고, 유일신 앞에 만인 평등을 설파했다. 덴리교의 신자들이 결사의 형태를 잡기 시작한 것은 겐지 원년(1864년)부터이고, 게이오 연간에는 서일본의 넓은 범위로 퍼졌으며, 게이오 3년(1867년)에 교의가(敎義歌)로 '신악가'(みかぐらうた)가 만들어졌고, 메이지 2년(1869년)부터는 '친필'(おふでさき)이 만들어지기 시작했다.
곤코교(金光教)는 안세이 6년(1859년)에 빗추국의 빈농이었던 가와테 분지로(川手文治郎, 곤코 대신(金光大神))가 신들림을 경험해 시작된 신앙이다. 그 또한 세 명의 자식과 키우던 소를 잃었고, 자신 또한 중병에 걸렸으나 수험자에게 위협받으면서 신앙심 깊은 생활을 보내온 인물이다. 종래 '간의 금신'(艮の金神)이라고 칭해지며, 재앙신으로 여겨져온 금신(金神)을 분지로 또한 주위 사람들과 마찬가지로 두려워했고, 노동에 열중했으나, 어느날 금신이 분지로를 씨자로서 신뢰했다. 그리고 오로지 귀의하면 의사도 수험자도 필요 없다는 통지를 받았다. 분지로는 그 이래 새로운 종교를 창시해 일본의 총씨신으로서 자비로운 덴치카네노카미(天地金乃神)로서 우러러 신앙해야 하며, 덴치카네노카미와 신도의 관계는 부모 자식과 같은 것으로 진심으로서 대하면 사람은 모두 신덕을 받고, 평화로운 생활을 보내는 것이 가능하다고 설파해 인간의 평등감·연대감을 강조했다. 그리고 종래의 민간 신앙이 얼마나 억압되어 온 사람들의 마음을 인식해 왔는지를 호소해 민중 구제를 높이 내걸었다.
이들 종교는 평등주의적 경향을 가짐과 함께 현세적인 성격을 지니고, 막부 말기의 변동기에 있어서 불안한 민중의 마음을 인식해 급속도로 발전했고, 후에 등장하는 마루야마교(丸山教)나 오모토도 포함해 교파신토라 불린다.
이에 반해 히라타 국학에서 생겨난 복고신토(復古神道, 상세 상술)는 신비적인 요소를 가지면서, 신불습합을 배제한 것에서 메이지 초기의 신불분리령(神仏分離令), 더욱이 폐불훼석의 운동으로 이어졌다.

### 좋지 아니한가

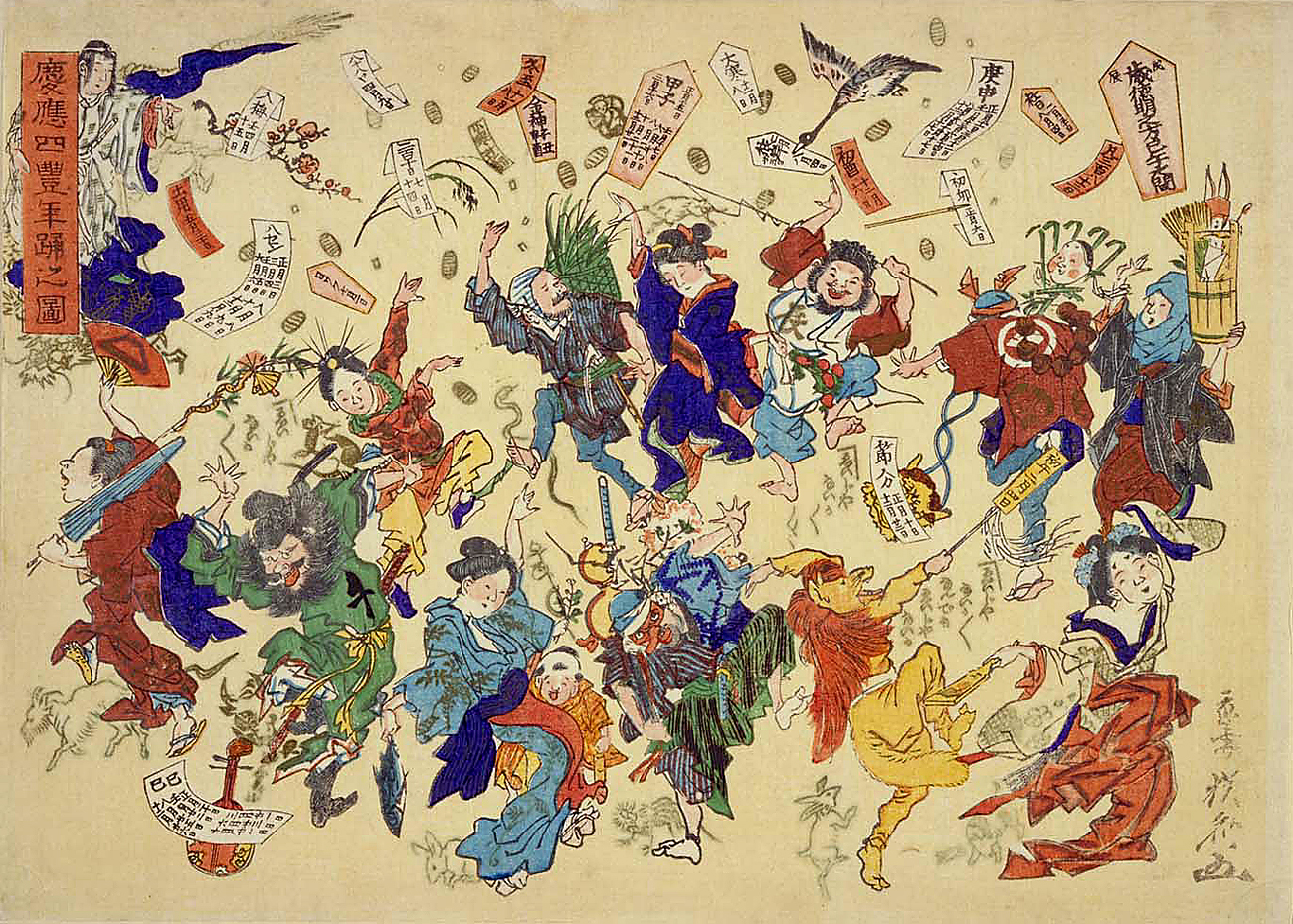
'좋지 아니한가' 소동에 흥겨워하는 사람들

게이오 3년(1867년) 가을부터 겨울에 걸쳐 오후다후리(お札降り, 하늘에서 부적이 내려오는 것)의 소문 등을 계기로 도카이 지방·긴키 지방에서 일어난 민중 난무가 '좋지 아니한가'이다. 이는 도카이도 요시다슈쿠(吉田宿)(아이치현 도요하시시)에서 시작되었다고 추정되며, 동쪽은 간토 지방 남부, 서쪽은 주고쿠·시코쿠 지방에까지 확대됐다.
부적이 내리는 것을 상서롭게 여겨 몹시 기뻐했고, 주류를 대접하는 집도 있었으며, 주고받는 말은 대부분 즉흥적이고 때로는 외설적인 매김소리도 들어갔다고 전해진다.

- さりとては　おそろしき年　うちわすれ　神のお陰で踊り　えゝじゃないか
- 日本国の　よなおりは　えゝじゃないか　えゝじゃないか　ほうねんおどりは　お目出たい
- 日本国へは　神が降る　唐人屋敷にゃ　石が降る　えゝじゃないか　えゝじゃないか

- 그렇다 해도   무서운 해   잊어버리고   신의 가호로 춤추네   좋지 아니한가
- 일본의   세상이 나아지는 건   좋지 아니한가   좋지 아니한가   풍년의 춤은   경사스럽다
- 일본으로는   신이 내리고   중국인 거처엔   돌이 떨어지네   좋지 아니한가   좋지 아니한가

에도 시대에 몇 번이고 유행한 오카게마이리(お陰参り)의 변형으로 추정되고, 사회의 혼란함을 보여주
는 현상이라고 할 수 있으나, 한편 이 현상은 토막운동의 본격화와 시기를 같이한다.

### 우라카미 신도의 발견
겐지 2년(1865년), 히젠 우라카미(浦上, 나가사키시)의 주민 수십 명이 오우라 천주당을 방문했고, 그중 초로의 여성 한 명이 제단 앞에서 기도하던 파리 외방전교회의 신부 베르나르 프티장(Bernard-Thadée Petitjean)에게 다가가 '저희들은 신부님과 같은 마음입니다'(종교의 뜻이 같습니다)라고 속삭였으며, 자신들이 가톨릭 신자라는 사실을 고백했다. 신도들은 천주당에 성모상이 있는 것, 신부가 독신이라는 것으로 틀림없이 가톨릭 교회라는 것을 확인했고, 자신들이 핍박을 견디면서 기독교 신앙을 200년 이상에 걸쳐 계속 지켜온 이른바 '가쿠레키리시탄'이라는 것을 이야기해 프티장 신부를 놀라게 했다. 그 후, 프티장은 몰래 우라카미나 고토 열도 등 히젠 각지에 신도 발견을 겸한 포교의 여행을 떠났고, 많은 가톨릭 교도가 비밀리에 신앙을 계속해서 지켜온 것을 알게 되었다. 이 '신도 발견' 뉴스는 이윽고 당시 교황 비오 9세에게 전해졌고, 교황은 감격해 이를 '동양의 기적'이라고 불렀다고 전해진다.

### 범력 운동
근세 후기부터 유신기에 걸친 위기 의식의 표현으로는 상술한 국학이나 후기 미토학과 함께 범력 운동(梵暦運動)을 들 수 있다. 분카 7년(1810년)에 후몬 엔쓰(普門円通)는 『불국역상편』(仏国暦象編)을 간행했고, 자신의 '불교천문학'의 학문적 조직을 체계화했다. 그 성과는 '범력'(梵暦)내지 '불력'(仏暦)이라고 불리며 고금동서의 천문학 지식을 기반으로 불전의 천문에 관한 기술을 섭렵했으며, 최대공약수적인 불교천문학을 체계화한 것이다. 엔쓰는 덴포 5년(1834년)에 세상을 떠났으나, 그 훈도를 받은 사람들은 '본레키샤'(梵暦社)라는 네트워크를 만들었고, 조정과 밀접한 관계를 가지면서도 불교 각 종파를 넘은 사상 운동을 전개했다. 이것이 범력 운동이고, 막부 말기에는 정토진종 혼간지파의 승려 레이유(霊遊)가 이세국 등에서 정력적으로 활동했으며, 사카이 근교에서는 쇼이(聖意)가 중심이 되어 활동했다. 유신 후에는 사타 가이세키(佐田介石)가 운동을 주도했다.

### 내용주
1. ↑  청나라에서 『해국도지』는 간행 당초, 정부 요인이나 지식인으로부터 거의 완전히 묵살됐고, 주목된 것은 1860년대 이후인 양무운동이었다. 조선에서도 조정의 신하 대부분은 안전 보장을 청에게 맡기고, 아편이 청으로부터 유입하지 않게 하는 것만을 주의하고 있었다. 해당 책에 관심을 가진 것은 당초는 김정희 정도 뿐이었다. 미나모토(1999)pp.56-61
2. ↑  군사학자이기도 했던 사쿠마 쇼잔은 실제로 스스로 대포를 만들었던 경험으로 위원이 총포 구조에 대해 지식 없이 총포를 논하고 있던 것을 비판했고, '아동 유희 행위'라고 한탄했다. 미나모토(1999)pp.64-65
3. ↑   에가와 히데타쓰는 가이국에서 일어난 덴포 소동(天保騒動) 때 '에가와 세상을 잡은 대명신(江川世直大明神)'이라는 노보리가 세워졌다고 한다.
4. ↑  막부는 시나ㅏ카와 다이바를 시작으로 하코다테에 벤텐다이바, 이즈미국 사카이에 사카이다이바(堺台場), 셋쓰국 요도강변에 구즈하다이바(楠葉台場)·다카하마다이바(高浜台場)를 설치했고, 에도만에는 번에 명령해 사루시마(요코스카시), 가나가와(神奈川台場)(요코하마시), 훗쓰(富津)·나나마가리(七曲)·시마토쿠라(嶋戸倉)(이상 훗쓰시), 스노사키(洲ノ崎)（다테야마시), 하사마(波左間)(가모가와시) 등에 다이바를 축조시켰다. 여러 번에서도 돗토리번다이바(鳥取藩台場), 후쿠오카번다이바(福岡藩台場) 등이 축조되었고, 또 히로사키번(쓰가루번)이 다이라다테다이바(平舘台場), 구보타번(아키타번)이 하치모리다이바(八森台場)·나카무라다이바(中村台場), 가가번이 이쿠지다이바(生地台場), 마루오카번이 가지다이바(梶台場), 오바마번이 마쓰가세다이바·노코기리자키다이바(松ヶ瀬台場・鋸崎台場), 아카시번이 마이코다이바, 도쿠시마번이 마쓰호다이바(松帆台場), 조슈번이 시모노세키마에다다이바(下関前田台場)를 각각 축조했다. 막부는 또 안세이 2년(1855년) 센다이번·구보타번·모리오카번·히로사키번·마쓰마에번에 에조치 경비를 명령했고, 안세이 6년(1859년)에는 아이즈번·쓰루오카번을 추가한 일곱 번에 하코다테 부교 하의 에조치의 분할 통치를 명령했다. 이들 오우의 번들은 에조치에 진야를 설치해 해방을 담당했고, 그중에는 다이바를 축조한 번도 있다. 기획전 '아키타번의 해방 경비'(企画展「秋田藩の海防警備」)(아키타현 공문서관(秋田県公文書館))
5. ↑  '운코마루'를 가고시마에서 실제로 본 카텐디케는 네덜란드의 책 속의 페르담 교수가 그린 간단한 도면만을 보고 에도나 사쓰마의 장인이 만든 것임을 알고 그 기술력에 감탄했다.마쓰모토(1998)pp.90-91
6. ↑  이것이 후에 가트너 개간 조약 사건(ガルトネル開墾条約事件)로 문제화된다.
7. ↑  만서화해어용에서는 난학자들이 프랑스의 노엘 쇼멜(Noël Chomel)이 저술한 백과사전 『실용 백과사전』(Dictionnaire œconomique)의 네덜란드어 번역판을 일본어로 중역했고, 역서는 『후생신편』(厚生新編) 70권으로 막부에게로 헌상되었다.
8. ↑   가이세이조는 막부가 무너진 뒤 메이지 정부의 아래에서 관립 가이세이 학교로 되었고, 더욱이 도쿄 대학의 모체의 하나로 발전했다.
9. ↑  미쓰쿠리 겐포의 역술서로는 일본 최초 의학 잡지 『태서 명의 휘강』(泰西名医彙講)을 시작으로, 『외과 필독』(外科必読), 『산과 간명』(産科簡明), 『화란 문전』(和蘭文典), 『팔굉 통지』(八紘通誌), 『수증선 설략』(水蒸船説略), 『서정 기행』(西征紀行) 등 99부 160권 이상이 확인되고, 그 분야는 의학·어학·서양사·군사학·종교학으로 여러 분야에 미친다.
10. ↑  만국공법을 처음 사용한 것은 해원대를 연 사카모토 료마였다고 전해진다. 시모다 주재 미국 공사 타운젠드 해리스가 막부에 국제법의 사고방식을 가르쳤고, 료마는 가쓰 가이슈를 통해서 이를 알게 됐다. 가쓰는 윌리엄 마틴(William Alexander Parsons Martin)의 『만국공법』 한문 번역을 번각해 사비로 반포했다. 아이즈번사인 야마모토 가쿠마(山本覚馬)는 교토의 니시 아마네로부터 직접 만국공법을 배웠고, 보신 전쟁 때에는 전쟁을 중단시키도록 마쓰다이라 가타모리의 주종에게 경고했으나, 이루지 못하고 사쓰마번의 옥에 갇히게 되었다. 옥중 야마모토는 신정부군에게 의견서를 썼고, 만국공법에 따른 재판을 바랐다. 또, 나가오카번의 가와이 쓰기노스케는 보신 전쟁 때 '국외 중립' 선언을 했고, 더욱이 에노모토 다케아키가 지휘한 구 막부 해군의 전투 방식에도 국제법의 지식이 살려져있었다. 만국공법의 사고방식은 막부 말기의 지식인·지배층에서 급속히 퍼져나갔다.마쓰모토(1999)pp.72-87
11. ↑  이 도도이쓰에는 기도 다카요시작이라는 설도 있다. 차진이기도 했던 막부 대로 이이 나오스케는 '만나고 헤어져 헤어지고 만나(우는 것도 웃는 것도 뒤나 앞) 끝은 들 바람 가을 바람 일기일회의 이별인가'(逢うて別れて 別れて逢うて（泣くも笑うもあとやさき） 末は野の風 秋の風 一期一会の 別れかな)라는 도도이쓰를 만들었다. 더욱이 다카스기 신사쿠는 와카 또한 많이 만들었고, '재밌는 것 없는 세상을 재밌게 사는 것은 마음먹기 나름이다'(おもしろき こともなき世を おもしろく 住みなすものは こころなりけり)라는 노래를 남겼다.
12. ↑  네덜란드식 태고 신호는 전습생을 통해 각지에 전해졌고, 어린 시절 이사와 슈지(伊沢修二)도 다카토번(高遠藩)(시나노국 이나군(伊那郡))의 고수를 맡았다. 쓰카하라(2001)p.87
13. ↑   현재도 막부 말기 유신기의 고적대의 모습을 간직한 악대가 각지의 제례 등에 편입되는 형태로 남아있다. 교토부 게이호쿠정의 야마구니대(山国隊), 교토시 미부나(壬生)의 유신근왕대(維新勤王隊), 야마가타현 가미노야마시의 가미노야마 군악(上山軍楽), 지바현 사와라시의 네덜란드 악대(オランダ楽隊) 등이 그것이다. 쓰카하라(2001)pp.87-88
14. ↑  가메스케는 셋쓰국 산다에서 청자를, 슈헤이는 아와지야키(淡路焼)를 지도하는 등 교야키의 기술은 각지로 전파됐다. 쓰지(1977)p.424
15. ↑  이전에 우에노 히코마가 촬영한 것으로 추정돼왔으나, 현재는 우에노의 제자인 이노우에 슌조(井上俊三)가 촬영한 것으로 추정된다.
16. ↑  해방론(海防論)의 하야시 시헤이는 마쓰다이라 사다노부에게서, 권농책의 사토 노부히로는 미즈노 다다쿠니에게서 분노를 샀다. 마치다(2015)p.34
17. ↑  마키 『경위우설』에 따르면 존왕양이의 궁극적 목적은 '덴지 천황·진무 천황·신대'의 모습을 당세에 재현하는 것이고, 왕정복고한 천황이 재차 제후를 각각 현주 등으로 봉건하고, 이를 위해서는 천황이 먼저 양이친정을 결행해야 한다고 했다. 시바하라(1975)pp.190-191
18. ↑  De Beschryving van Japan, behelsende een Verhaal van den ouden en tegenwoordigen Staat en Regeering van dat Ryk, van deszelfs Tempels, Paleysen, Kasteelen en andere Gebouwen; van deszelfs Metalen, Mineralen, Boomen, Planten, Dieren, Vogelen en Visschen. Van de Tydrekening, en Opvolging van de Geestelyke en Wereldlyke Keyzers. Van de Oorsprondelyke Afstamming, Godsdiensten, Gewoonten en Handwerkselen der Inboorllingen, en van hunnen Koophandel met de Nederlanders en de Chineesen. Benevens eene Beschryving van het Koningryk Siam. In 't Hoogduytsch beschreven door Engelbert Kaempfer, M. D. Geneesherr van het Hollandsche Gezantschap na 't Hof van den Keyzer, Uyt het oorspronkelyk Hoogduytsch Handschrift, nooit te vooren gedrukt, in het Engelsch overgezet, door J. G. Scheuchzer, Lidt van de Koninklyke Maatschappy, en van die der Geneesheeren in London. Die daar by gevoegt heeft het Leven van den Schryver. Voorzien met kunstige Kopere Platen, onder het opzicht van den Ridder Hans Sloane uytgegeven, en uyt het Engelsch in 't Nederduytsch vertaalt. MDCCXXIX
19. ↑  게이오 2년(1866년)에 쇼난의 조카가 미국에서 유학을 할 때 '요순 공자의 도를 밝히고, 서양 기계의 기술을 다한다면, 어찌 부국에 그치겠는가, 어찌 강병에 그치겠는가, 대의를 사해(온 세상)에 펼칠 뿐이다'(堯舜孔子の道を明らかにし、西洋器械の術を尽くさば、何ぞ富国に止まらん、何ぞ強兵に止まらん、大義を四海に布かんのみ)라는 말을 보냈다.
20. ↑  쇼인의 대량 독서에는 고쿠라번 우필인 국학자 니시다 나오카이(西田直養)나 나가토국 스사(須佐, 현 하기시)의 이쿠에이칸(育英館) 학두 오구니 유조(小国剛蔵) 등과의 밀접한 연결을 바탕으로 한 서적의 대차 관계가 있었다. 이러한 대차 관계는 '지식(知)의 공유'라기보다는, 그 자체가 동지적 연대를 구축하는 성격을 띤 점에서 '뜻(志)의 공유'로 이해해야 했다. 기리하라(2005)pp.105-125

## 참고 문헌

### 서적
- 아토 다카시(伊藤隆) (2001년 1월). 《일본의 근대 16 일본의 안과 밖(日本の近代16　日本の内と外)》. 주오고론샤. ISBN 4-12-490116-X.
- 이노우에 가쓰오(井上勝生) (2006년 5월). 《일본 근현대사 1 에도 막부 말기·유신(日本近現代史1　幕末・維新)》. 이와나미 신서. 이와나미 서점. ISBN 4-00-431042-3.
- 이노우에 도모카쓰(井上智勝) (2005년 8월). 〈에도 막부 말기 유신기의 불교 천문학과 사회·지역(幕末維新期の仏教天文学と社会・地域)〉.   메이지 유신 사학회(明治維新史学会). 《메이지 유신과 문화(明治維新と文化)》. 요시카와 홍문관. ISBN 4-642-03643-1.
- 우메모토 사다오(梅本貞雄) (2014). 《사진사들의 에도 막부 말기 유신(写真師たちの幕末維新)》. 국서간행회(国書刊行会). ISBN 978-4-336-05785-3.
- 기리하라 겐신(桐原健真) (2005년 8월). 〈에도 막부 말기 지사의 독서-요시다 쇼인을 둘러싼 동지적 네트워크의 구축-(幕末志士における読書－吉田松陰をめぐる同志的ネットワークの構築－)〉.   메이지 유신 사학회(明治維新史学会). 《메이지 유신과 문화(明治維新と文化)》. 요시카와 홍문관. ISBN 4-642-03643-1.
- 고호리 게이이치로(小堀桂一郎) (1999년 3월). 〈미토학의 근대성(水戸学の近代性)〉.   니시오 간지. 《지구 일본사 3: 에도 시대가 가능하게 한 메이지 유신(地球日本史3:江戸時代が可能にした明治維新)》. 산케이 신문 뉴스 서비스. ISBN 4-594-02665-6.
- 사이토 다키오(斎藤多喜夫) (2006년 7월). 〈요코하마 사진 소사-F. 베아토와 시모오카 렌조를 중심으로-(横浜写真小史-F.ベアトと下岡蓮杖を中心に-)〉.   요코하마 개항자료관. 《F. 베아토 사진집 1 에도 막부 말기 일본의 풍경과 사람들(F.ベアト写真集1 幕末日本の風景と人びと)》. 아카시 서점(明石書店). ISBN 4-7503-2369-1.
- 다하라 요시노부(田原良信) (2008년 5월). 《고료카쿠》. 일본의 유적 27(日本の遺跡27). 도세이샤(同成社). ISBN 978-4-88621-434-8.
- 단 이쿠마 (1999년 7월). 《내 일본 음악사 이문화와의 만남(私の日本音楽史 異文化との出会い)》. NHK 라이브러리(NHKライブラリー). NHK 출판(NHK出版). ISBN 4-14-084101-X.
- 쓰카하라 야스코(塚原康子) (2001년 12월). 〈제3장 군악대와 전쟁 전의 대중음악(第3章 軍楽隊と戦前の大衆音楽)〉. 《브라스 밴드의 사회사-군악대에서 반주로(ブラスバンドの社会史-軍楽隊から歌伴へ)》. 세이큐샤(青弓社). ISBN 4-7872-3192-8.
- 쓰지 노부오(辻惟雄) (1977년 3월). 〈제10장 에도 시대(第10章 江戸時代)〉.   야마네 유조(山根有三)(감수). 《일본 미술사(日本美術史)》. 비주쓰슛판샤(美術出版社).
- {{서적 인용|저자1=고노 모토아키(河野元昭)|저자2=고마쓰 다이슈(小松大秀)|저자3=소에지마 히로미치(副島弘道)|저자4=[[후지이 게이스케](藤井恵介)|편집자=쓰지 노부오(辻惟雄)(감수)|연도=2002|날짜=2002년 3월|제목=일본 미술사 연표(日本美術史年表)|url=https://archive.org/details/nihonbijutsushin0000unse%7C출판사=비슈쓰슛판샤(美術出版社)|isbn=4-568-40062-7|ref=미술사 연표}}
- 후카세 야스아키(深瀬泰旦) (2002년 9월). 《천연두 근절사(天然痘根絶史)》. 시분카쿠 출판(思文閣出版). ISBN 4-7842-1116-0.
- 후지이 데쓰히로(藤井哲博) (1991년 5월). 《나가사키 해군전습소: 19세기 동서 문명의 접점(長崎海軍伝習所：19世紀東西文明の接点)》. 주고 신서(中公新書). 주오고론샤. ISBN 4121010248.
- 후지타 사토루(藤田覚) (2015년 5월). 《일본 근세사 5 에도 막부 말기부터 유신으로(日本近世史5　幕末から維新へ)》. 이와나미 신서. 이와나미 서점. ISBN 978-4-00-431526-1.
- 마치다 아키히로(町田明広) (2015년 8월). 《글로벌 에도 막부 말기사(グローバル幕末史)》. 소시샤(草思社). ISBN 978-4-7942-2152-0.
- 마쓰모토 겐이치 (1998년 10월). 《일본의 근대 1 개국·유신(日本の近代1　開国・維新)》. 주오고론샤. ISBN 4-12-490101-1.
- 마쓰모토 겐이치 (1999년 3월). 〈에도 막부 말기에 '만국 공법'을 사용했다(幕末に「万国公法」を使いこなした)〉.   니시오 간지. 《지구 일본사 3: 에도 시대가 가능하게 한 메이지 유신(地球日本史3:江戸時代が可能にした明治維新)》. 산케이 신문 뉴스 서비스. ISBN 4-594-02665-6.
- 미나모토 료엔(源了圓) (1999년 3월). 〈『해국도지』의 한중일의 읽는 방법의 차이(『海国図志』の日中韓の読み方の違い)〉.   니시오 간지. 《지구 일본사 3: 에도 시대가 가능하게 한 메이지 유신(地球日本史3:江戸時代が可能にした明治維新)》. 산케이 신문 뉴스 서비스. ISBN 4-594-02665-6.
- 미야마 요시오(美山良夫) (2004년 2월). 〈군악대(軍楽隊)〉. 《일본 대백과 전서(日本大百科全書)》. 슈퍼 닛포니카 Professional Win판(スーパーニッポニカProfessional　Win版). 쇼가쿠칸. ISBN 4099067459.

### 잡지 논문
- 오시오 사토미(小塩さとみ) (2010년 12월). “음악사 근세의 음악-다양한 음악 장르의 공존- (일본사의 연구 No.231)(音楽史 近世の音楽-多様な音楽ジャンルの共存-（日本史の研究 No.231）)”. 《역사와 지리(歴史と地理)》 (야마카와 출판사(山川出版社)) (640): 35-43. NAID 40018278929.
- 쓰카하라 야스코(塚原康子) (2011년 3월). “음악사 근대 일본의 음악 (일본사의 연구 No.232)(音楽史 近代日本における音楽（日本史の研究 No.232）)”. 《역사와 지리(歴史と地理)》 (야마카와 출판사(山川出版社)) (642): 34-43. NAID 40018806655.

## 관련 문서
- 막말
- 문명개화